# Variedades de calabazas y zapallos en Estados Unidos
Biología y cultivo en Cucurbita pepo, C. maxima, C. moschata, C. argyrosperma.
Si su cultivo no se encuentra aquí quizás esté interesado en Calabazas, calabacines, zapallos, zapallitos y nombres afines
En Estados Unidos existen variedades tradicionales de calabazas y zapallos (Cucurbita y otros frutos de cáscara dura), muchas de ellas precolombinas, que revisten importancia en el mundo de habla hispana porque suelen ser encontradas en los catálogos de semillas o bien variedades locales pueden ser nombradas como "de tipo..." alguna variedad estadounidense. La variabilidad de nombres a lo largo de tan extenso territorio es muy amplia, encontrándose consensos en trabajos de taxónomos que fueron muy utilizados para facilitar la comunicación, como los de HS Paris (1986) para Cucurbita pepo y de Castetter (1925) para Cucurbita maxima. Estos trabajos suelen intentar aplicarse también fuera del territorio estadounidense.

## Zapallos de Halloween
"Zapallo de Halloween" y "Calabaza de Halloween" redirigen aquí.
Cucurbita pepo "Zapallo de Halloween" o en las regiones donde no se utiliza el término zapallo, "calabaza de Halloween". Es un zapallo comestible pero en la actualidad, el uso decorativo es su uso principal, pulpa y cáscara son muy blandas y delgadas porque se seleccionan para poder esculpir el fruto el día de Halloween, por lo que el fruto se conserva solo por 1 mes. En comparación a otros cultivos, la pulpa es "acuosa, insípida y que tiende a fibrosa" por lo que los estadounidenses no la prefieren como comestible, al día siguiente de Halloween en general desaparece del mercado y se procesa. Es un cultivo de épocas precolombinas en que aparentemente los nativos lo seleccionaron para cortarlo en tiras y secarlas al sol, pero en la actualidad se usa sólo en lámparas de Halloween (jack o' lanterns), en que se esculpen caras grotescas que se iluminan por dentro con una vela.. Las lámparas se utilizan solo por ese día, al día siguiente de la celebración se ofrecen a los animales o se compostan.
En el mundo hispano se conoce principalmente por las películas y obras estadounidenses en las que se festeja Halloween. Se pueden conseguir las semillas como curiosidad, en el Hemisferio Sur la cosecha es en abril, y Halloween es en octubre, que es el otoño de Estados Unidos. 
Los más típicos son naranjas, de pulpa delgada, cáscara muy blanda, y acanalados, y en la clasificación de Castetter (1925, como comentada en París 1986) fueron llamados "Field Pumpkin" (a diferencia de los "Pie Pumpkin"). Otros zapallos pueden utilizarse para lámparas de Halloween, como otros de Cucurbita pepo o el cultivar gigante Cucurbita maxima 'Big Max'.

Cucurbita pepo Field Pumpkin
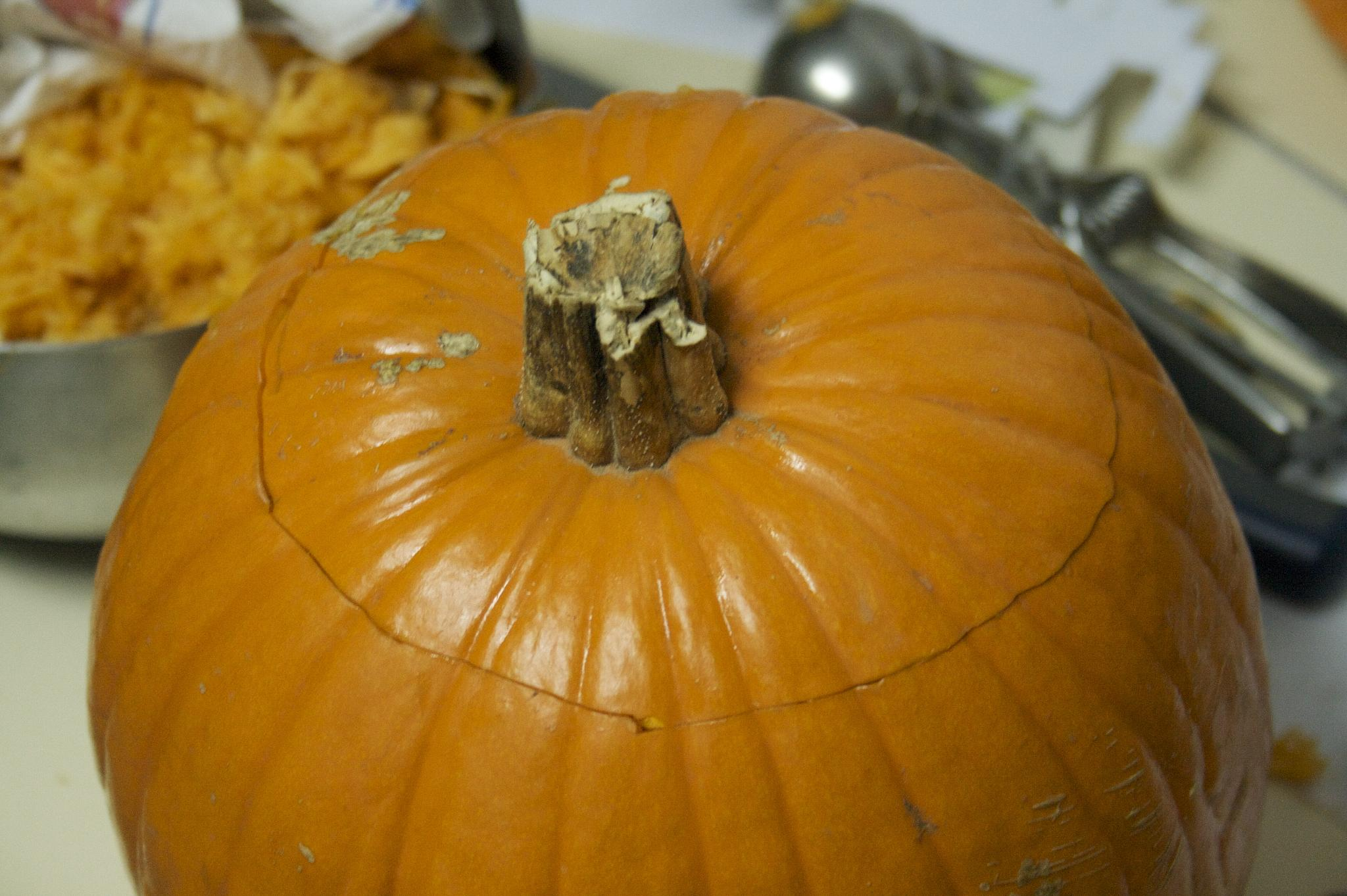
La variedad más mencionada que se utiliza desde tiempos coloniales y adquirió nombre de cultivar es Cucurbita pepo 'Connecticut Field'[cita 5]. Se corta una "tapita".
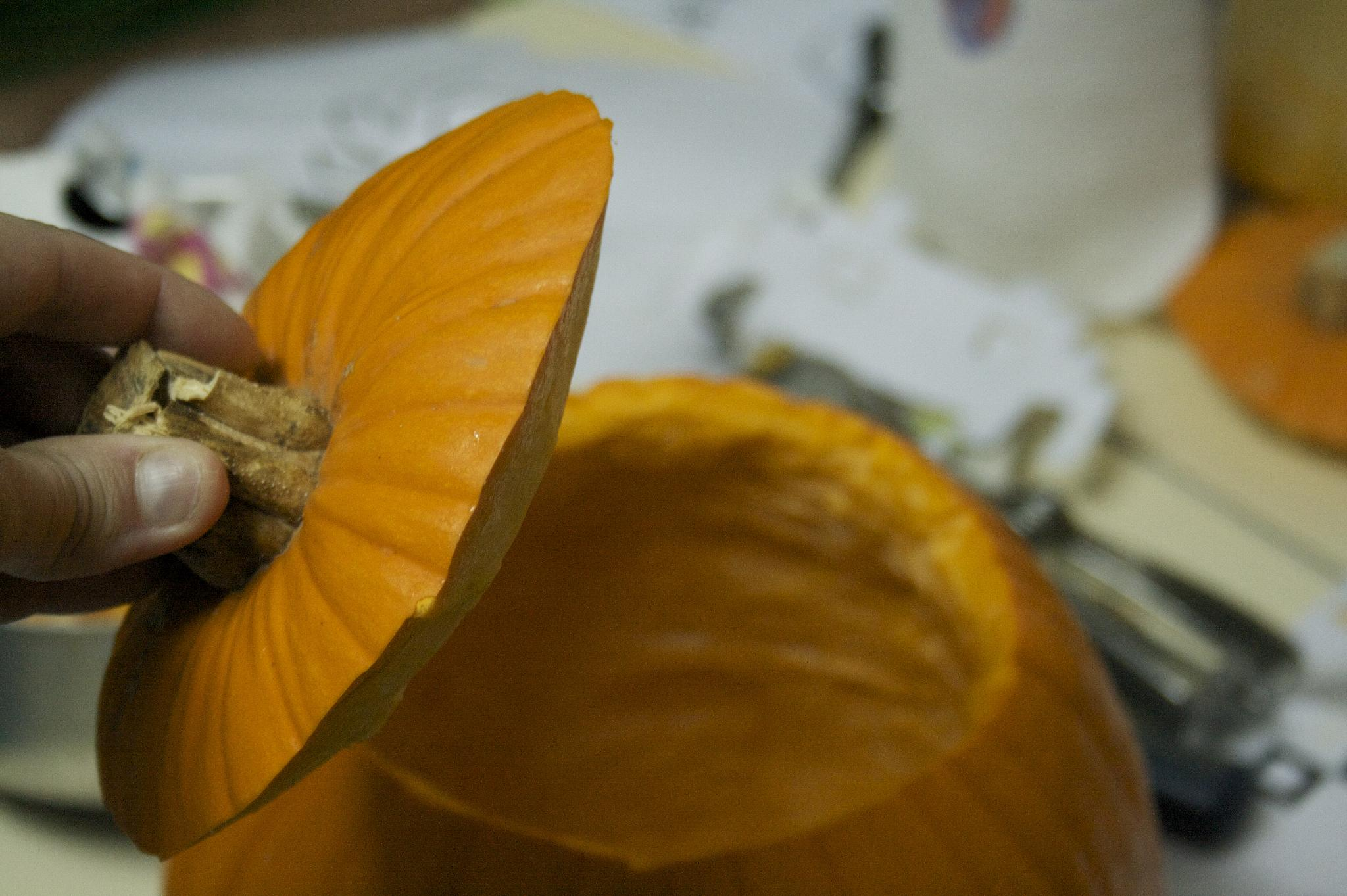
Se extrae el interior dejando una delgada capa de pulpa.
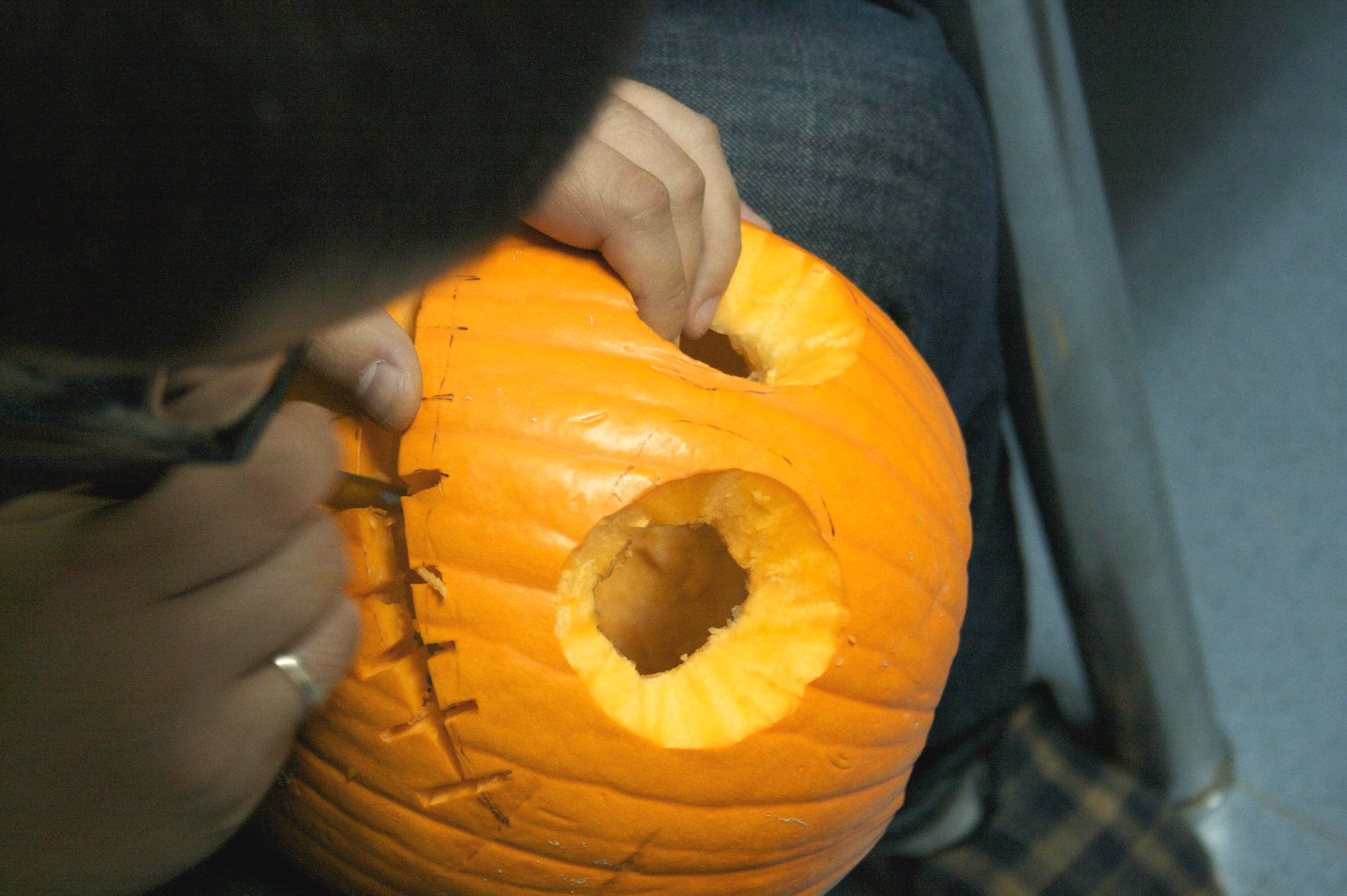
Se esculpe.
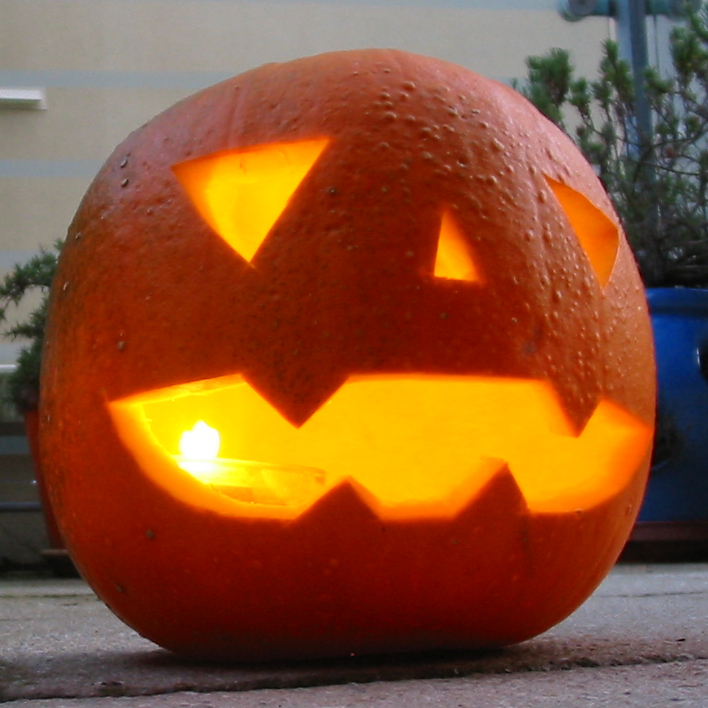
Se pone una vela o más modernamente una lucecita en su interior y se cierra la tapita. Variedad con verruguitas.
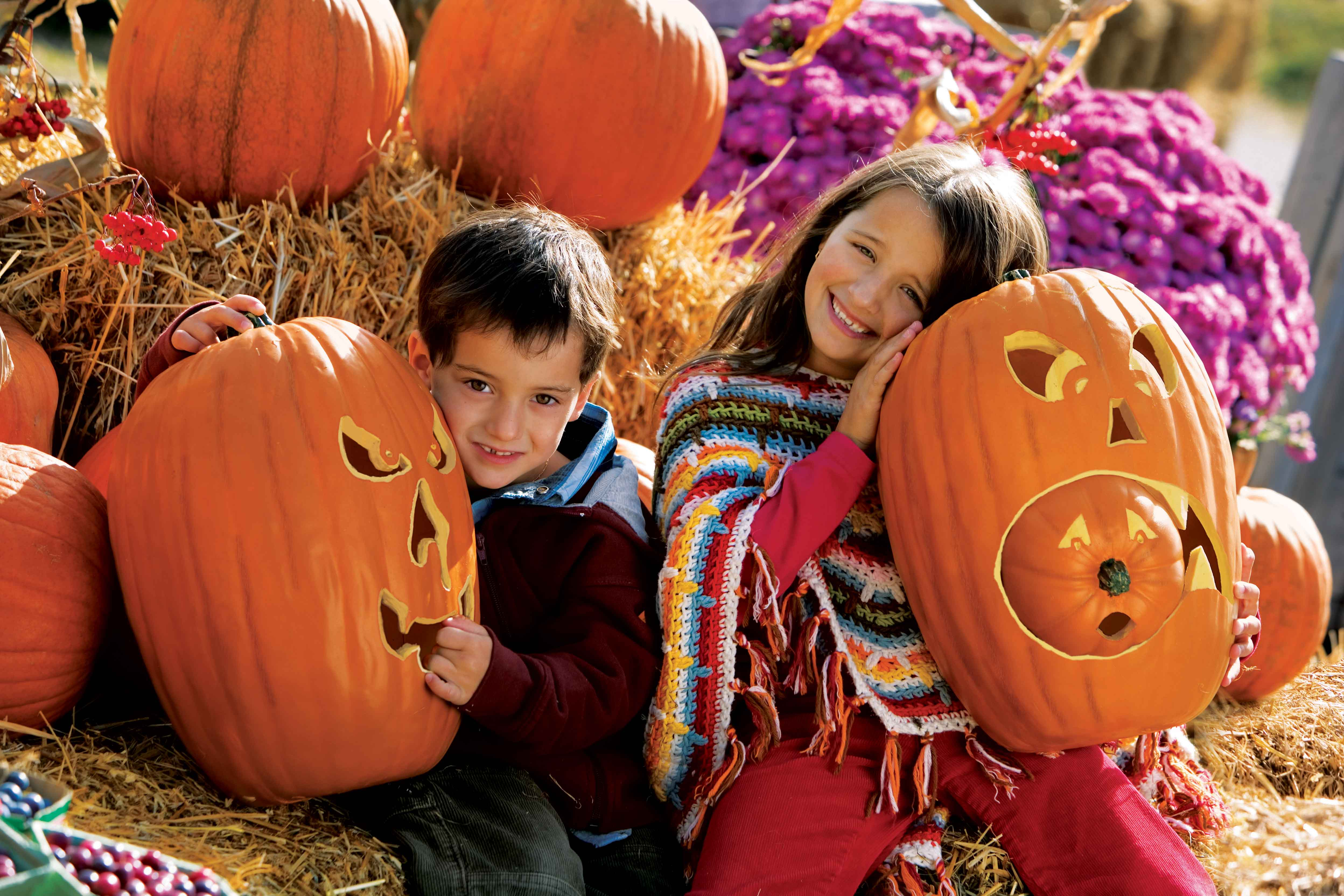
Variedad grande ("alta"), como Cucurbita pepo 'Howden Biggie', 'Autumn King'[cita 6], 'A & C 510'[cita 7] comiéndose una variedad pequeña (para algunos "mediana"), como Cucurbita pepo 'Small Sugar' o Cucurbita pepo 'Jack-O-Lite'.
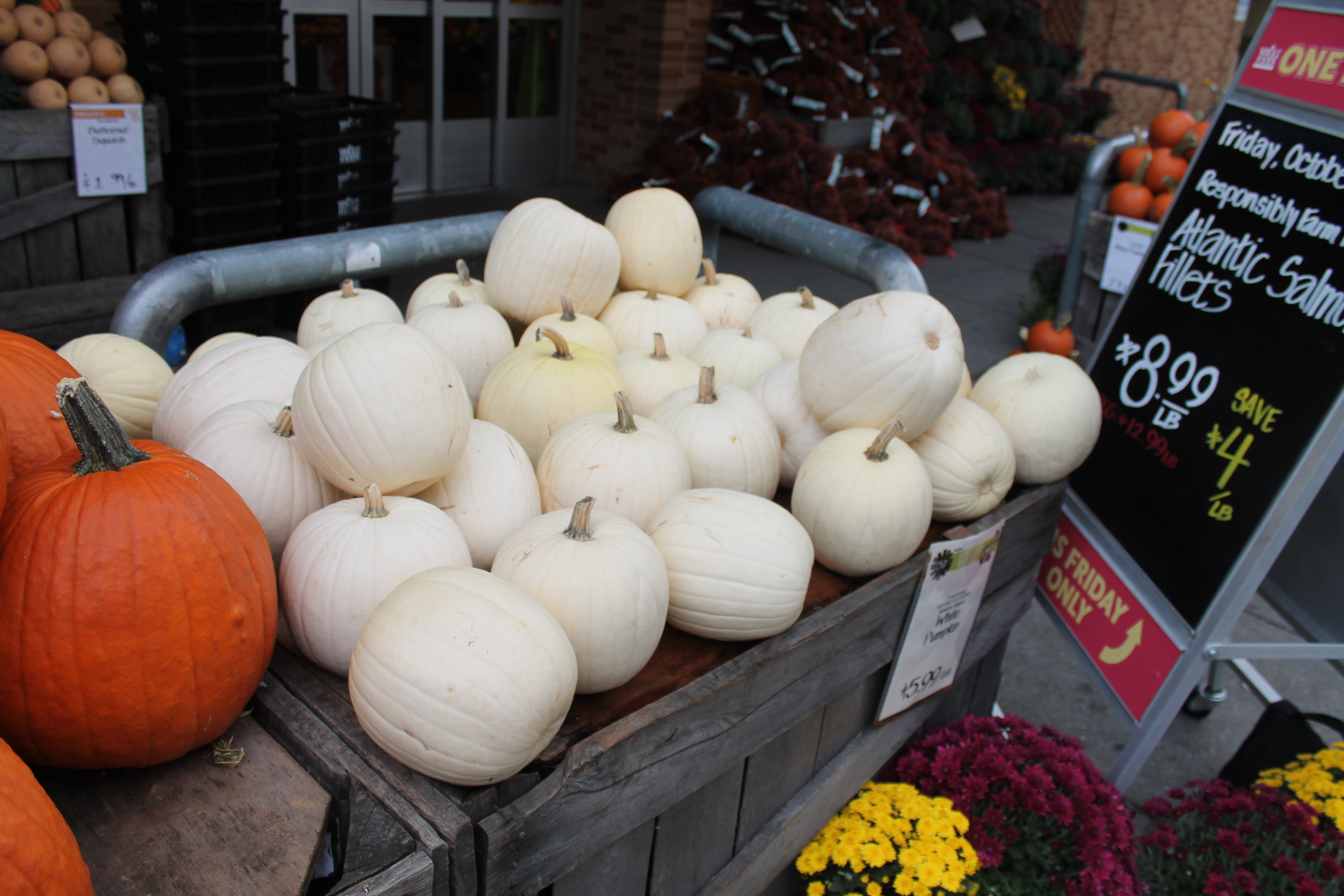
Variedad blanca, como 'Lumina', 'Cotton Candy'[cita 8]
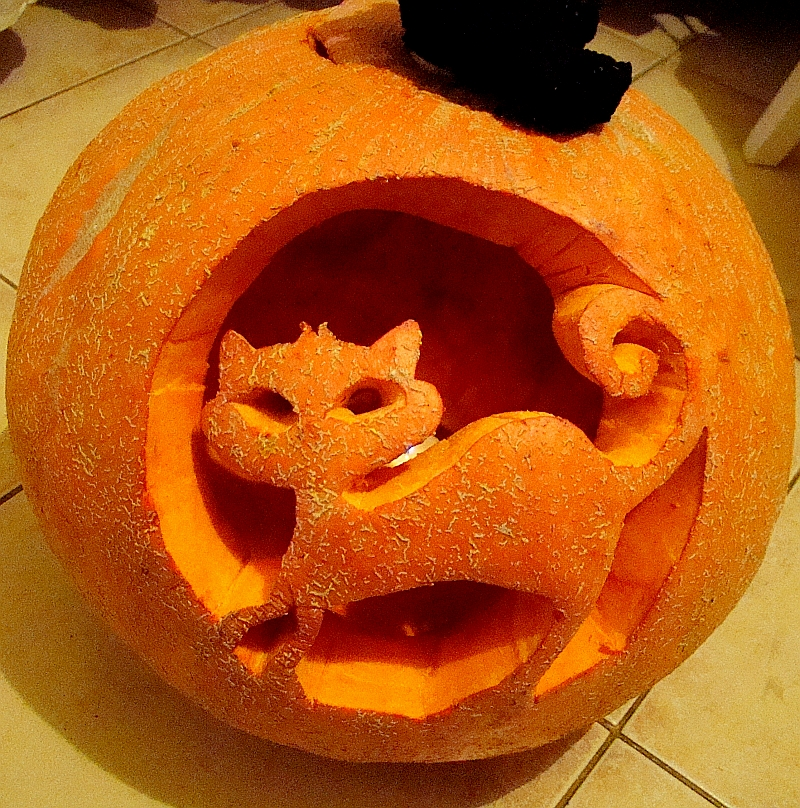
Variedad con delgados trazos corchosos, como Cucurbita pepo 'Winter Luxury'[cita 9][cita 10]

Mini zapallos de Halloween. Las variedades muy pequeñas llamadas "mini pumpkin" son populares desde la década de 1990, y son comunes en arreglos decorativos junto con las "calabacitas" no comestibles que duran varios meses más. El día de Halloween, se esculpen con dificultad debido al tamaño, pero pueden dibujárseles caritas con marcador, también pueden ser horneados como recipientes de comidas de Halloween, son "los preferidos de los más chicos". 'Jack Be Little', 'Munchkin', 'Baby Bear' son ejemplos de cultivares. 

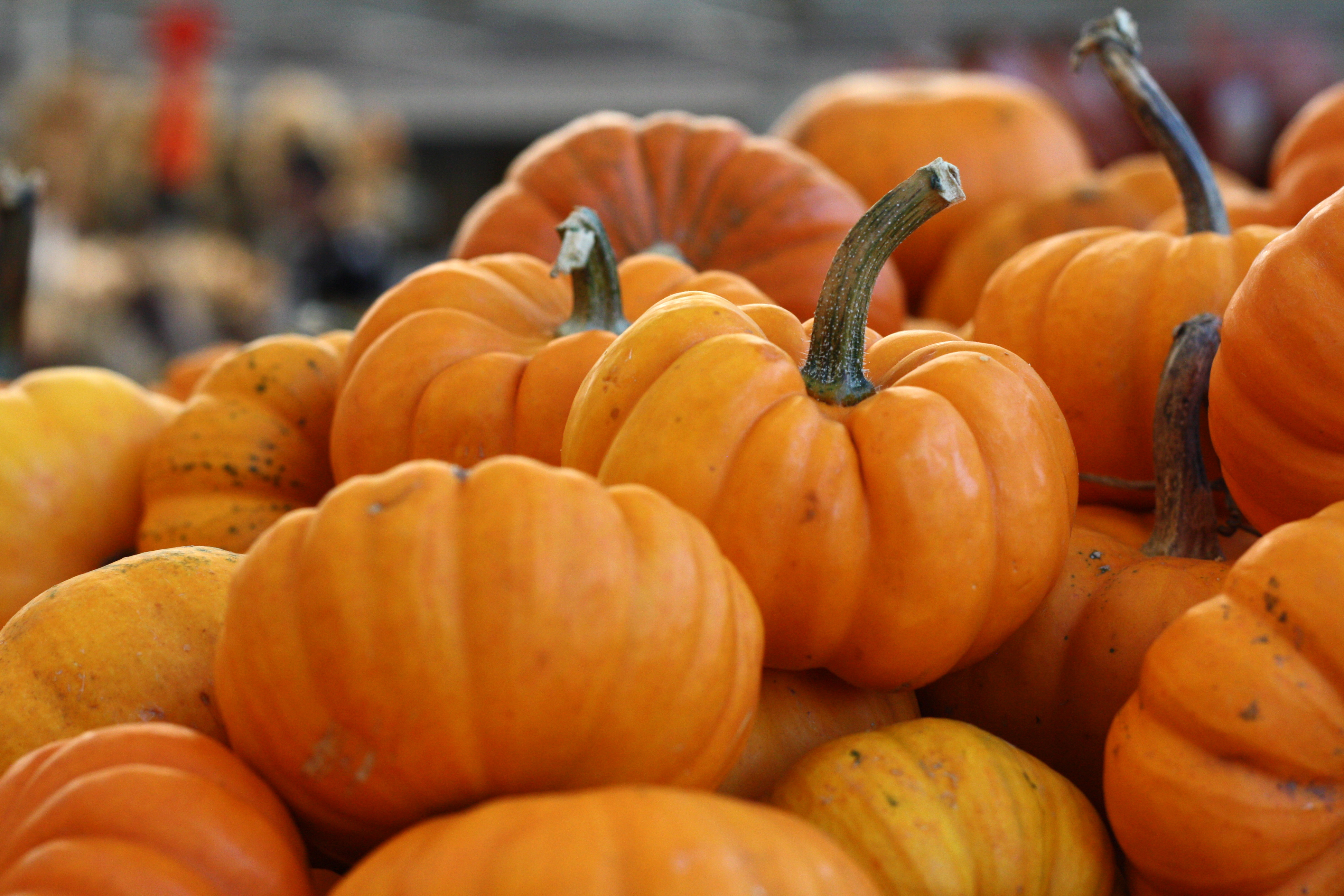
Variedad naranja: 'Jack Be Little', 'Munchkin', 'Baby Bear'.
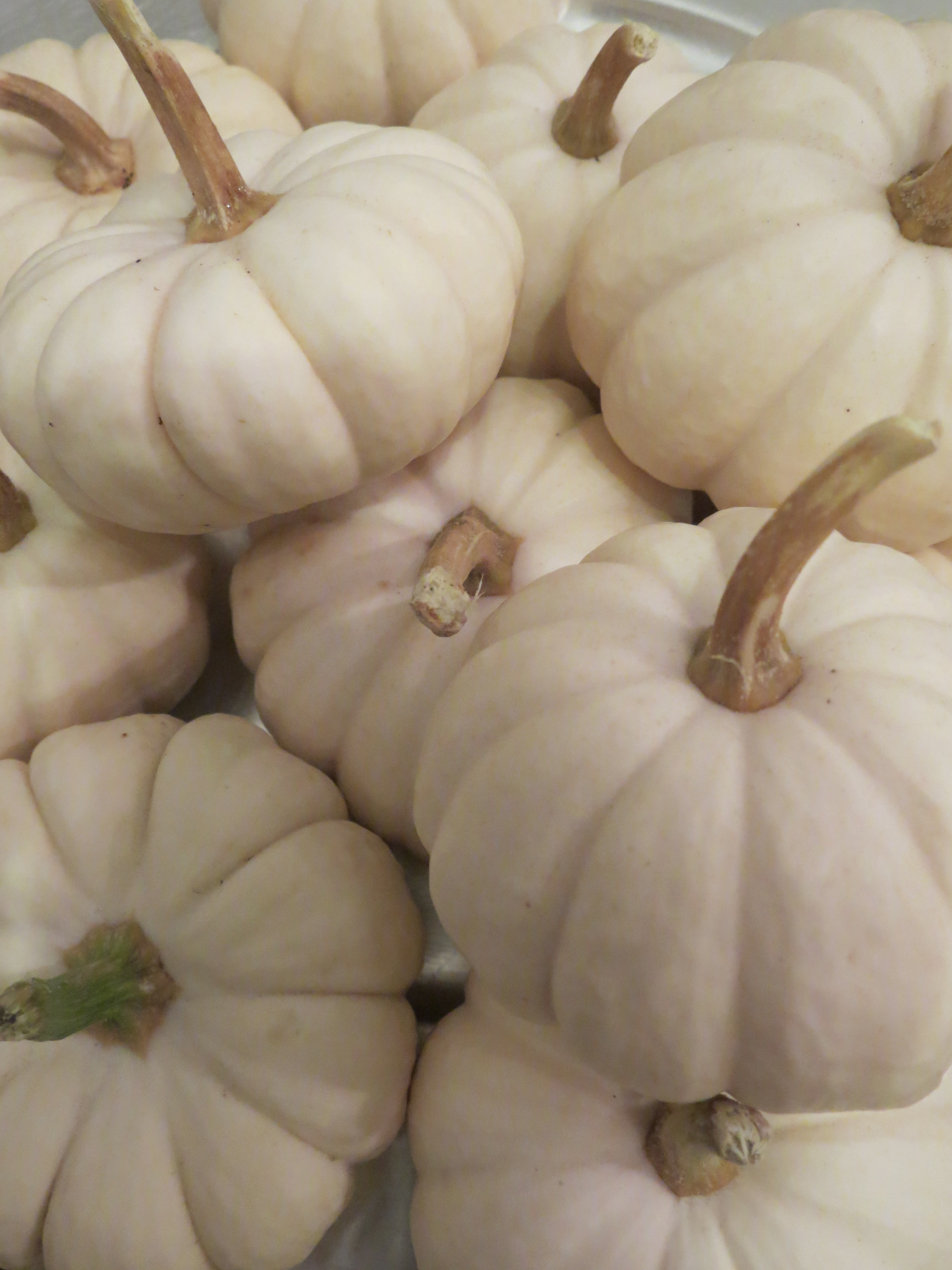
Variedad blanca: 'White pumpkin', 'Baby Boo'.
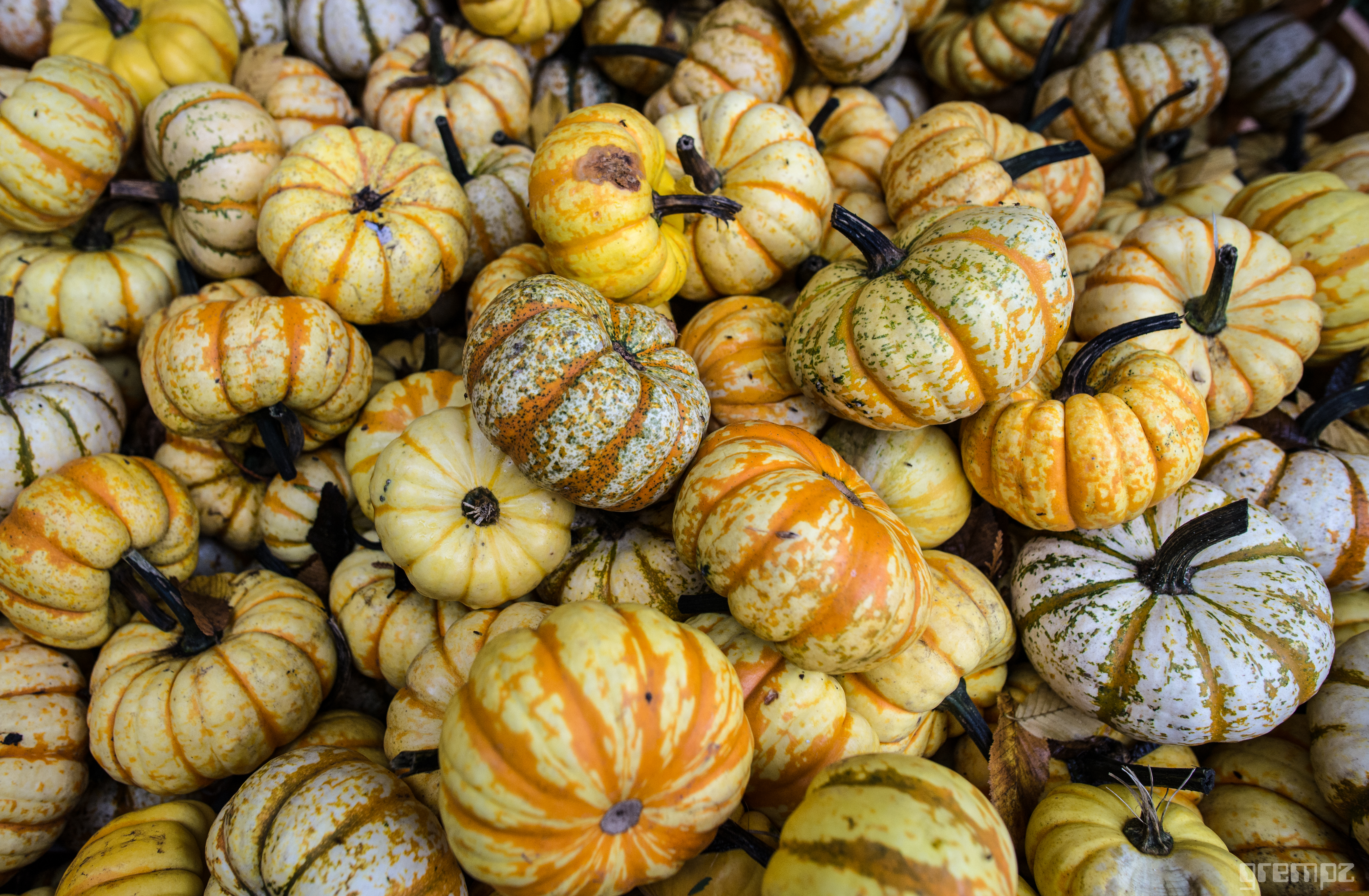
Variedad atigrada: 'Li'l Pump-ke-mon'[cita 12], 'Sweet Lightning'[cita 13], 'Tiger pumpkin'.

Ubicación taxonómica. Los cultivares (obtenidos por un obtentor y registrados en el Registro de Cultivares) de todos los tamaños y de formas achatadas a ovaladas son el grupo más representativo del grupo de cultivares Cucurbita pepo Pumpkin Group ("grupo de cultivares Pumpkin") en la clasificación por forma del fruto de Paris (1986) y cuya descripción formal e inamovible es: "Cucurbita pepo de frutos esféricos, oblados u ovalados, redondos o aplanados en los extremos". Son considerados dentro del grupo los de tamaño "mini" como los minipumpkin, raros pero dentro del grupo los de cáscara dura, los verrugosos, y los de pulpa gruesa, en cambio hay frutos "de Halloween" que no pertenecen a este grupo, como los aquí llamados "largos" como 'Long Pie', y los que quedan afuera por pertenecer a otra especie como el gigante Cucurbita maxima 'Big Max'. Son parte del grupo el "aceitero de Styria" (no elegido por morfología sino para aceite, europeo), y los "summer pumpkin" (cosechados inmaduros para consumir como verdura de estación, principalmente en Europa y Sudáfrica). Paris (1986) y Robinson y Decker-Walters (1997) mencionan la variedad más difundida, existente desde tiempos coloniales y que todavía se encuentra en los catálogos de semillas, Cucurbita pepo 'Connecticut Field'. Paris (1986) además menciona los cultivares C. pepo 'Jack O'Lantern', C. pepo 'Small Sugar', C. pepo 'Spookie'.

## Zapallos gigantes
ːZapallo gigante redirige aquí
Los cultivares más grandes de Cucurbita maxima, como 'Atlantic Giant' o 'Big Max', son los utilizados para concursos de tamaños. También es conocido el cultivar 'Mammoth'.
En España pueden llamarlas "calabazas gigantes", nombre que quizás comparten con las calabazas de Halloween de tamaño más grande.

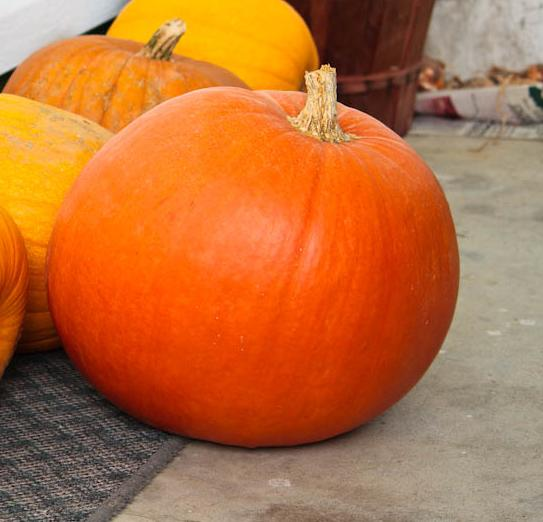
Cucurbita maxima 'Big Max' es el utilizado en lámparas de Halloween gigantes.
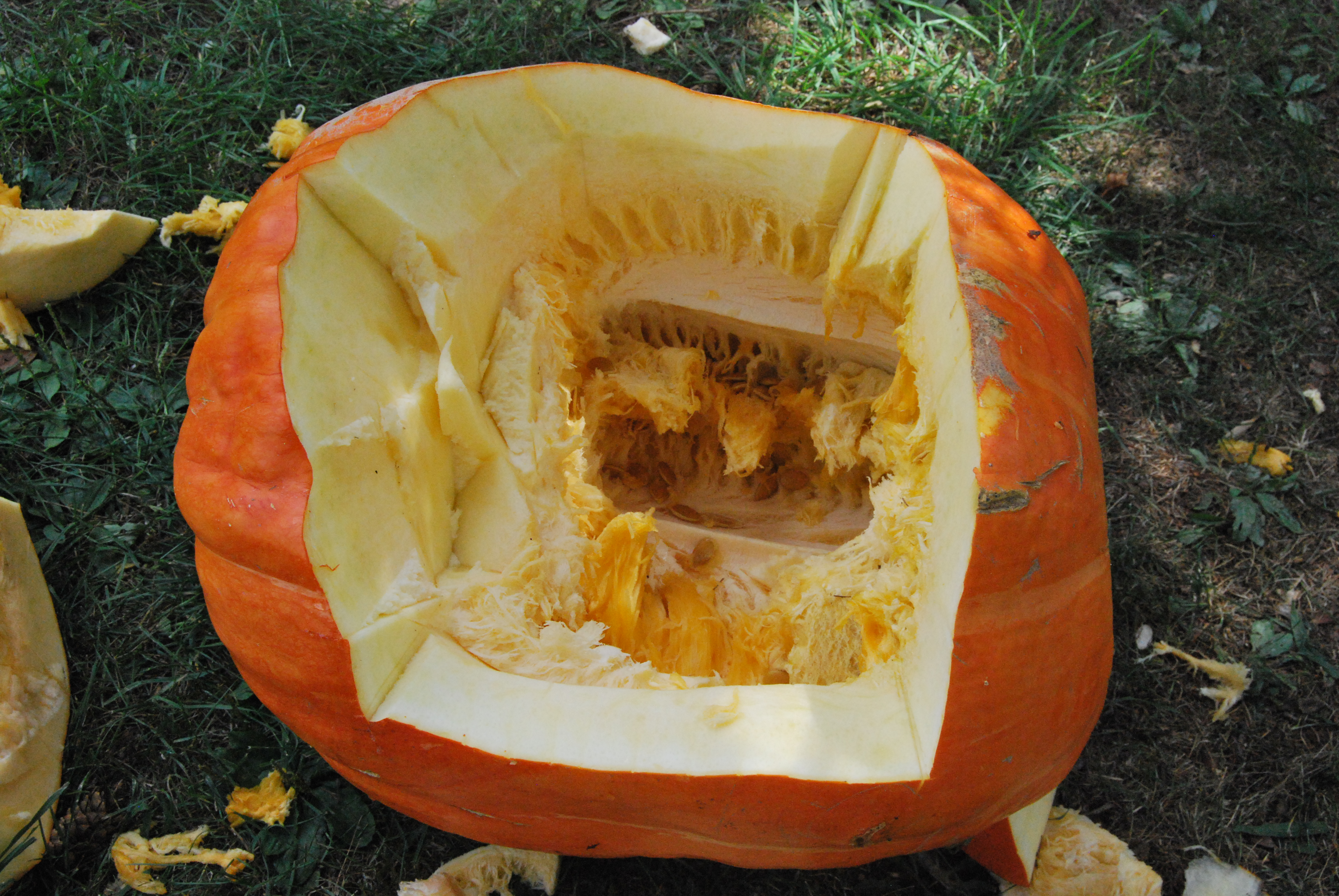
Cucurbita maxima 'Atlantic Giant', pulpa.
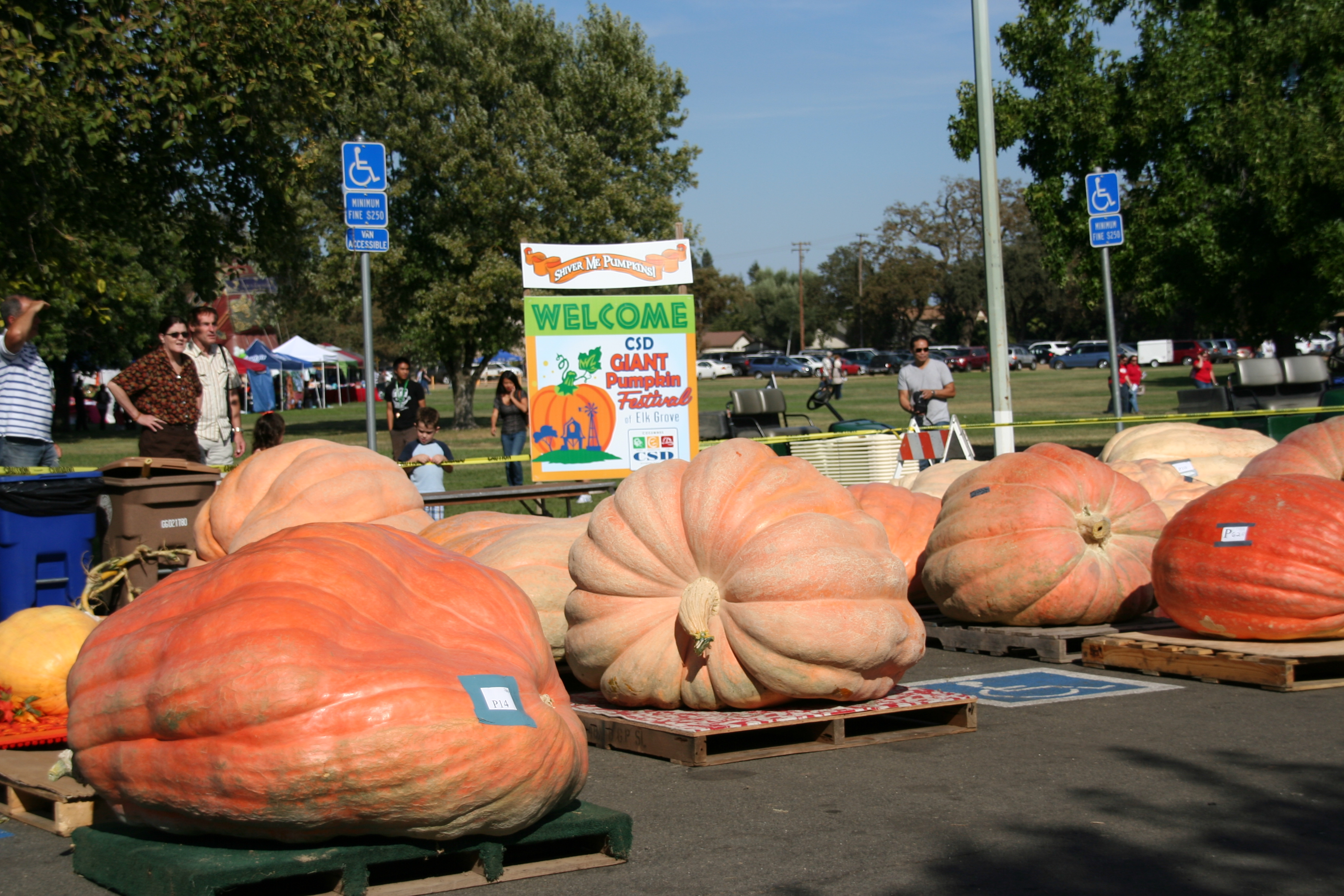
Concurso de tamaños.
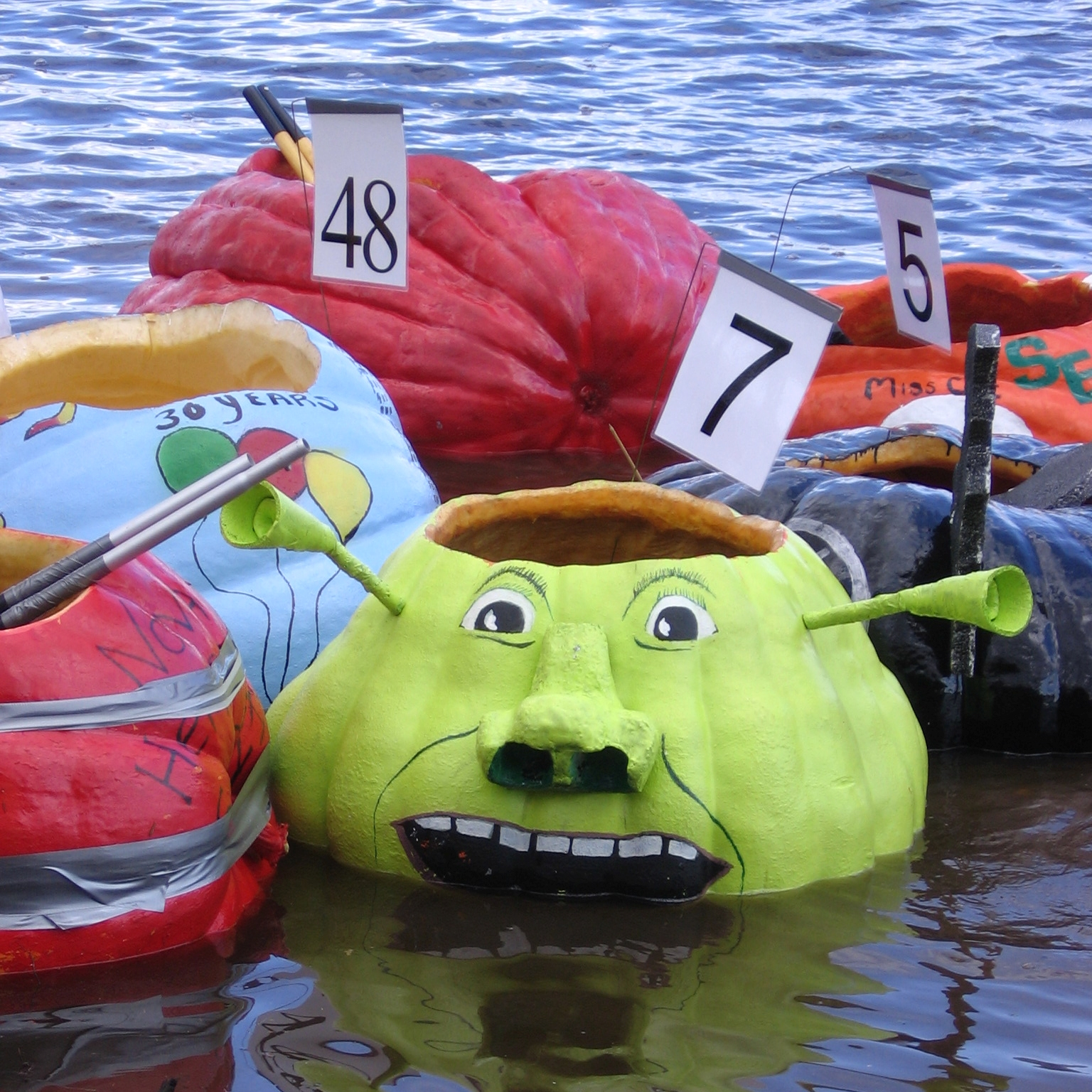
Regata de zapallos.

Ubicación taxonómica. Ubicados en Cucurbita maxima tipo Show, grupo antiguo de descripción informal: "Fruto muy grande, naranja, cáscara blanda, semillas blancas". Comparten el grupo con los que tradicionalmente son cultivados para forraje en India donde se presenta mucha diversidad.

## Summer squash
Variedades de Cucurbita cosechadas inmaduras para consumir como verdura de estación ("calabacines" o "zapallitos").

### Yellow summer squash
Yellow summer squash, Cucurbita pepo Straightneck Group, Cucurbita pepo Crookneck Group, Cucurbita pepo de tipo Crookneck, Cucurbita pepo var. torticollis, y Cucurbita pepo var. recticollis, redirigen aquí.
Los "yellow summer squash" ("calabacines amarillos" o "zapallitos amarillos") son dos cultivos tradicionales en Estados Unidos de Cucurbita pepo, el más antiguo y precolombino summer crookneck squash (es decir de cuello curvo, no confundir con winter crookneck, que es otra especie y se consume maduro), y el derivado de éste, más reciente, summer straightneck squash (es decir de cuello recto). 
Son los únicos cultivos que comprenden frutos que al madurar son amarillos y además crespos (lo cual los diferencia de los "zucchini" amarillos desarrollados en la década de 1990), además su cáscara es muy dura. Sólo se dejan madurar para obtener semillas que plantar.
Los crooknecks parecen ser muy antiguos, cultivados en el interior de Norteamérica sin que exploradores tempranos expandieran su distribución como con otros cultivos de calabacines. Aparentemente fue desde este grupo que se originó, más de una vez, el tipo straightneck (cuello recto), similar al crookneck moderno en los demás caracteres y que, como crookneck, sólo parece ser cultivado en Estados Unidos. Hoy en día son todos arbustivos (de tronco) si bien en una época era común el hábito guiador ancestral.

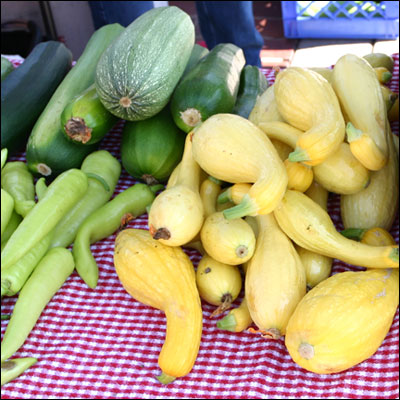
Crooknecks inmaduros en venta como verdura de estación.
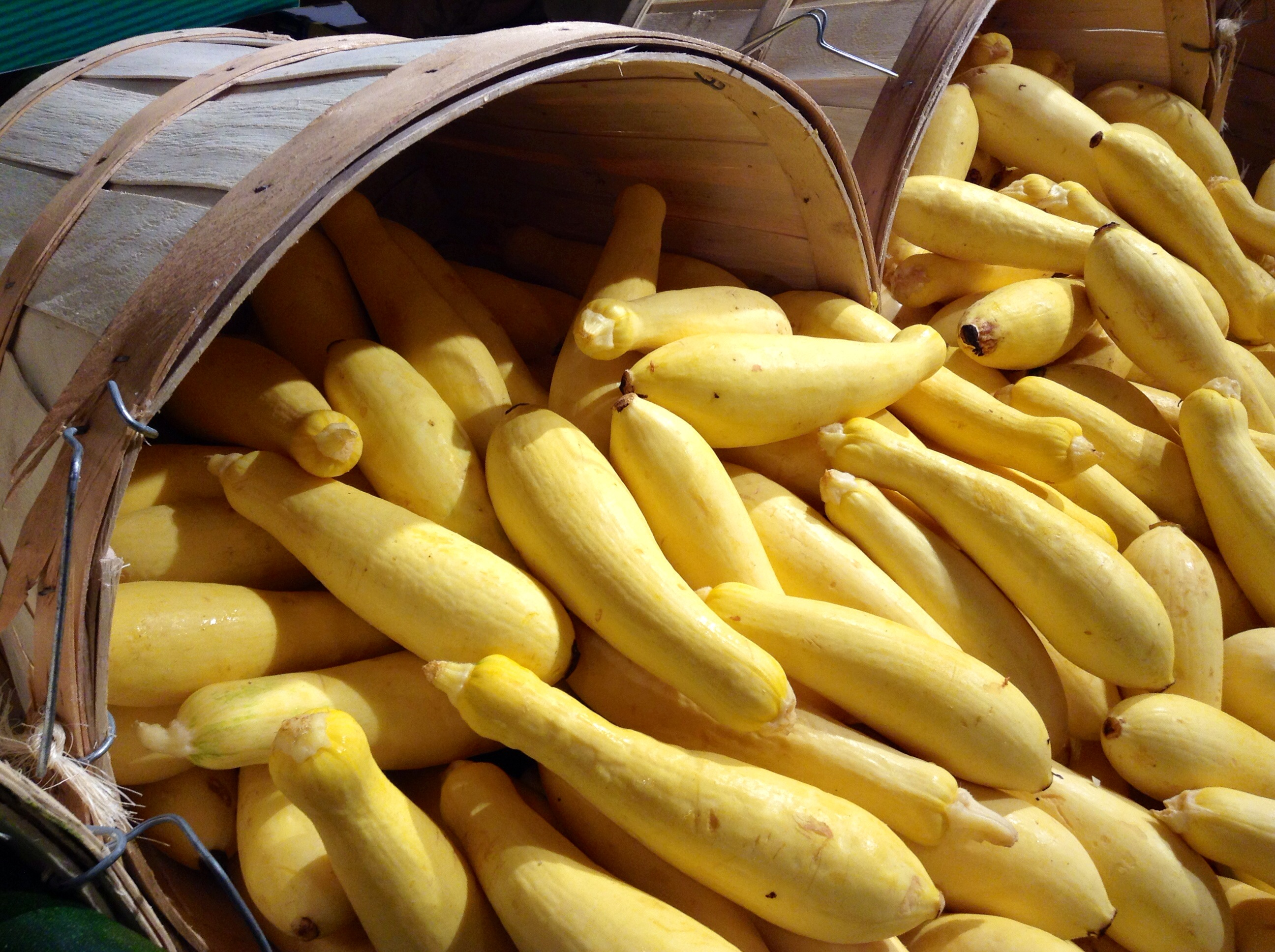
Straightnecks inmaduros en venta como verdura de estación.
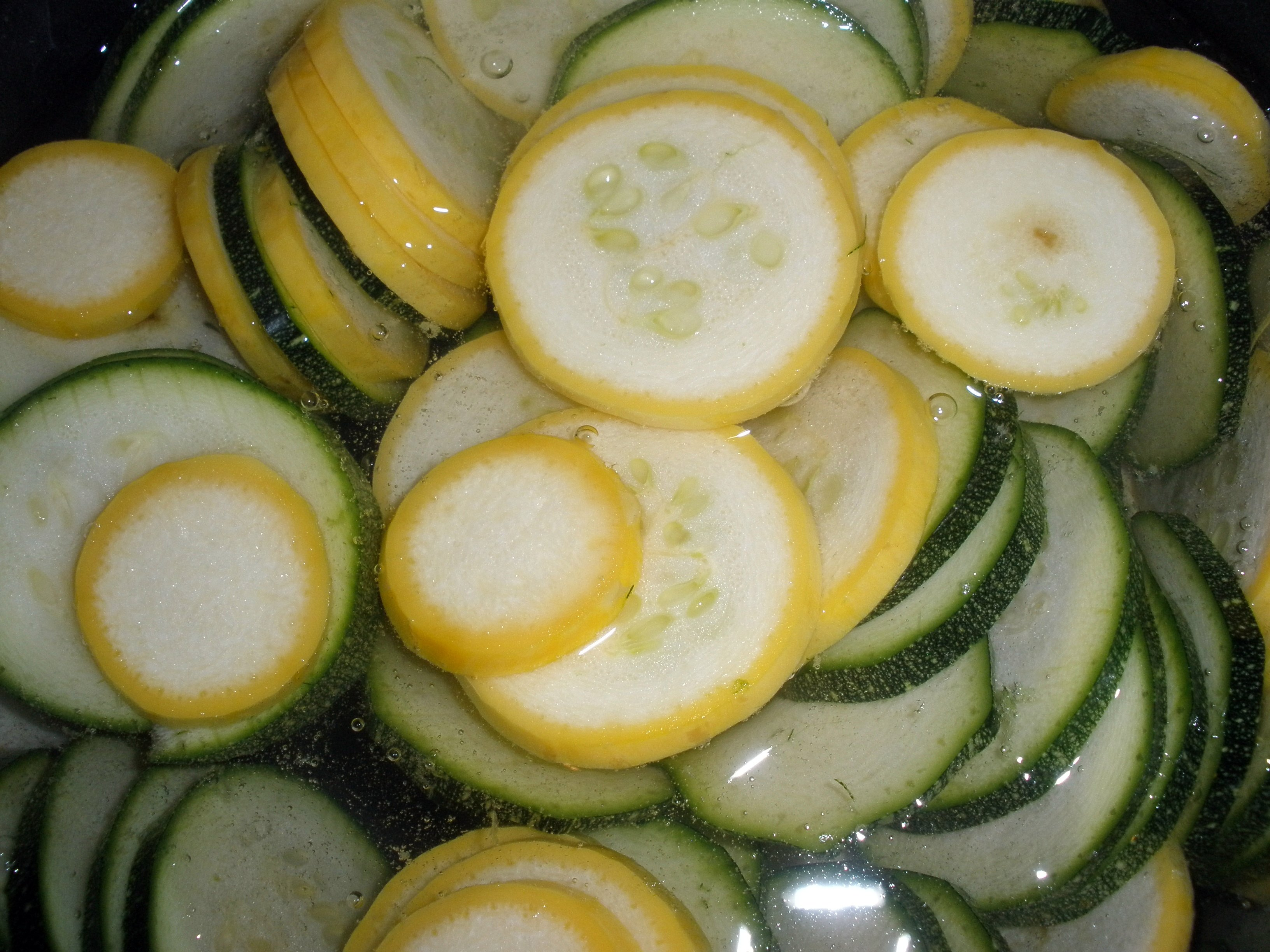
Pulpa blanca, como la del zucchini.
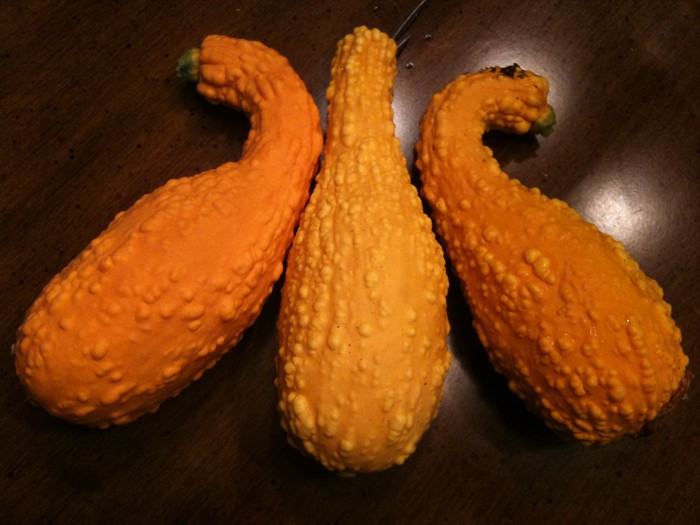
Crooknecks maduros para obtención de semillas, su cáscara es muy dura y crespa.
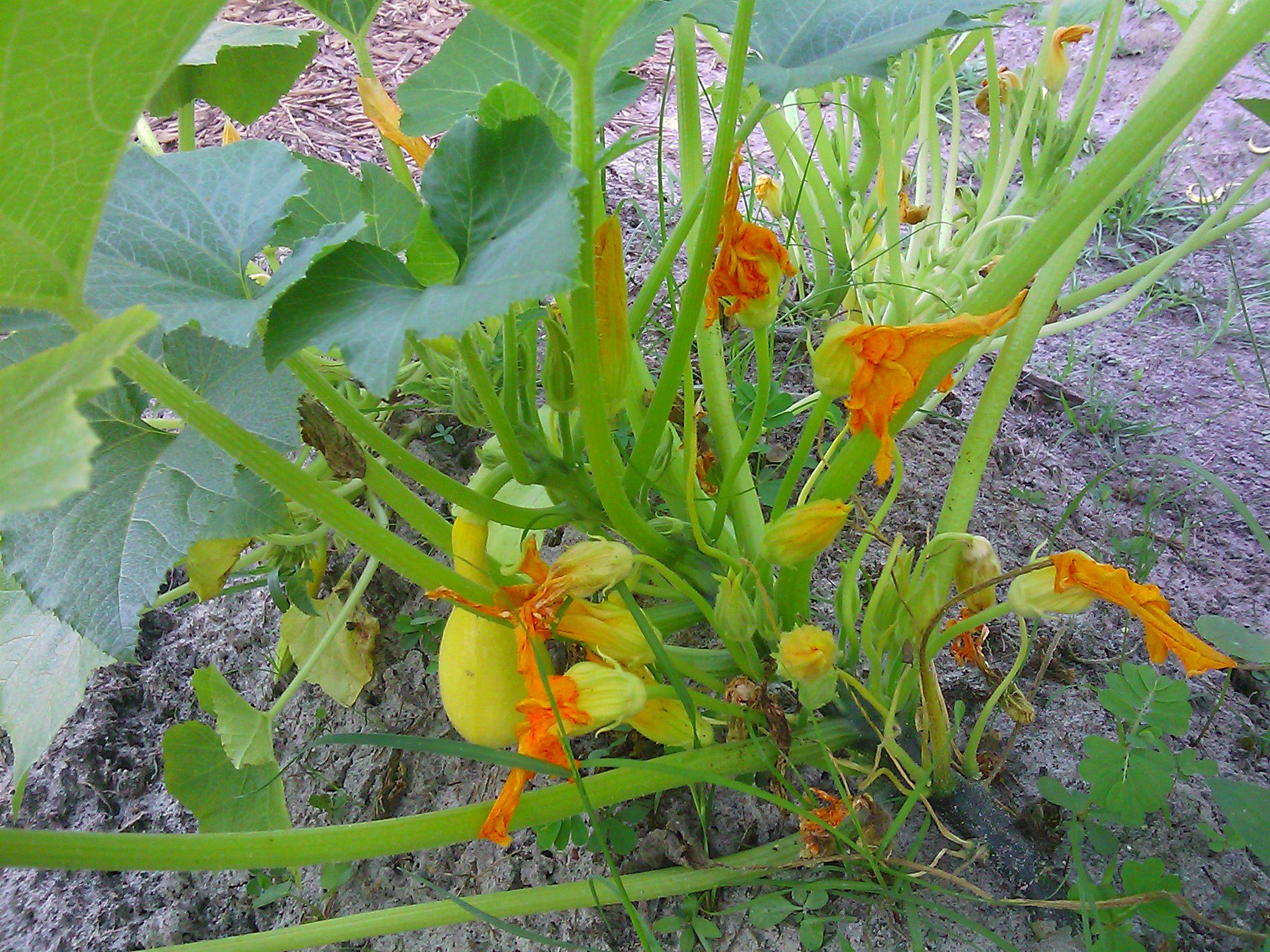
Crookneck madurando en su planta de tipo "de tronco" o arbustivo.
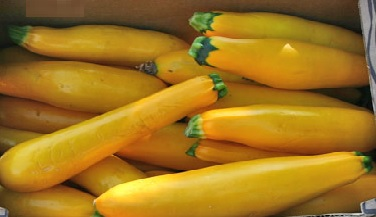
Comparar con "Zucchini amarillo" (yellow zucchini) desarrollado en la década de 1990, más delgado que los zuccini de tonalidades verdes.
Diferencias relativas entre Crookneck, Straightneck, y Zucchini, según la clasificación de Paris (1986[1]).

Ubicación taxonómica. Los cultivos de tipo "crookneck" son considerados una raza o variedad taxonómica denominada Cucurbita pepo var. torticollis. Dentro de ella, sus cultivares (obtenidos por un obtentor y registrados en el Registro de Cultivares), son agrupados en el grupo de cultivares Cucurbita pepo Grupo Crookneck (en el original Crookneck Group), cuya descripción formal e inamovible) es: "Fruto elongado con cuello delgado, largo, ligeramente a muy curvado, la mitad distal del fruto más ancha" Dentro del grupo Paris (1986) menciona los cultivares Cucurbita pepo 'Early Yellow Crookneck' y Cucurbita pepo 'Golden Summer Crookneck'. Robinson y Decker-Walters (1997) mencionan a Cucurbita pepo 'Yellow Crookneck'. El nombre en inglés Crookneck puede datar de 1828 en que se mencionó a 'Summer Crookneck', el nombre Cucurbita pepo torticollis data de 1866. 
Los cultivos de cuello recto derivados del primero fueron agrupados en la raza o variedad taxonómica Cucurbita pepo var. recticollis, y los cultivares obtenidos se agruparían dentro de Cucurbita pepo Grupo Straightneck (cuello recto, en inglés en original Straightneck Group), cuya descripción formal e inamovible es: "Fruto cilíndrico con cuello corto, ligeramente estrangulado hacia el pedúnculo, y la parte distal del fruto más ancha".. El cultivar 'Early Prolific Straightneck' es mencionado como un cultivo importante en Estados Unidos, introducido en 1938.

### Scallop(Patty Pan)
Cucurbita pepo Scallop Group, Cucurbita pepo var. clypeata, Pattypan redirigen aquí.
Patty pan (inglés), Pattison (francés): Grupo cultivado en el Sudeste de Estados Unidos desde épocas precolombinas, a diferencia del anterior fue conocido muy pronto en Europa. Sus frutos se consumen inmaduros como verdura de estación ("calabacines" o "zapallitos"), momento en que su pulpa es firme y de sabor placentero, al madurar se vuelven no comestibles y de cáscara muy dura. De forma precolombina la planta es guiadora pero ahora las hay arbustivas (de tronco).
Llamada "Calabaza bonetera" en España porque les parece que se parece a un gorro aplanado, aunque es una curiosidad allá.

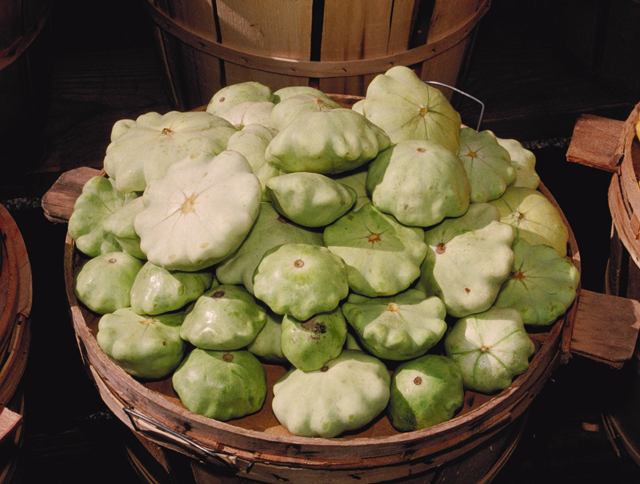
Forma verde claro como Cucurbita pepo 'Benning's Green Tint'.
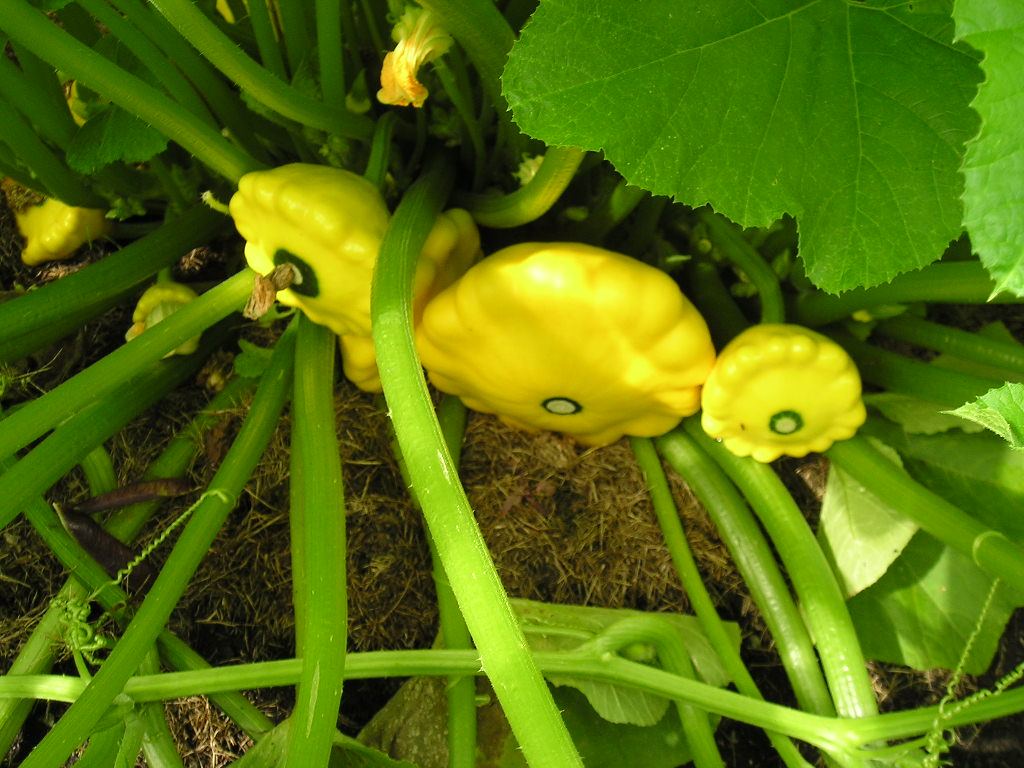
Forma amarilla, planta arbustiva, como Cucurbita pepo 'Golden Bush Scallop'.
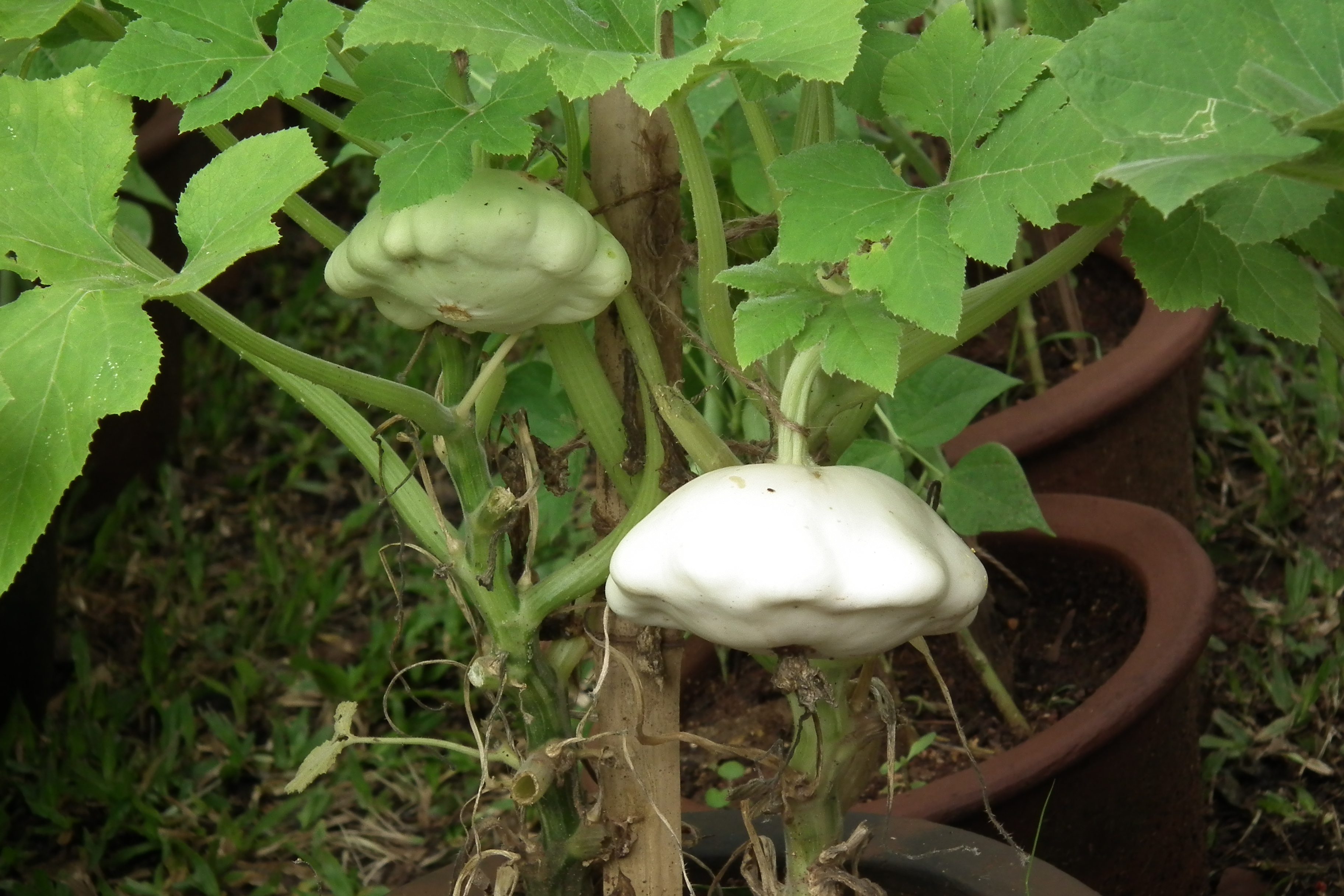
Forma blanca, planta arbustiva, como 'White Bush Scallop'
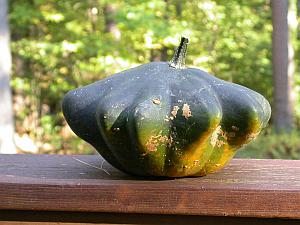
Fruto maduro para obtención de semillas.
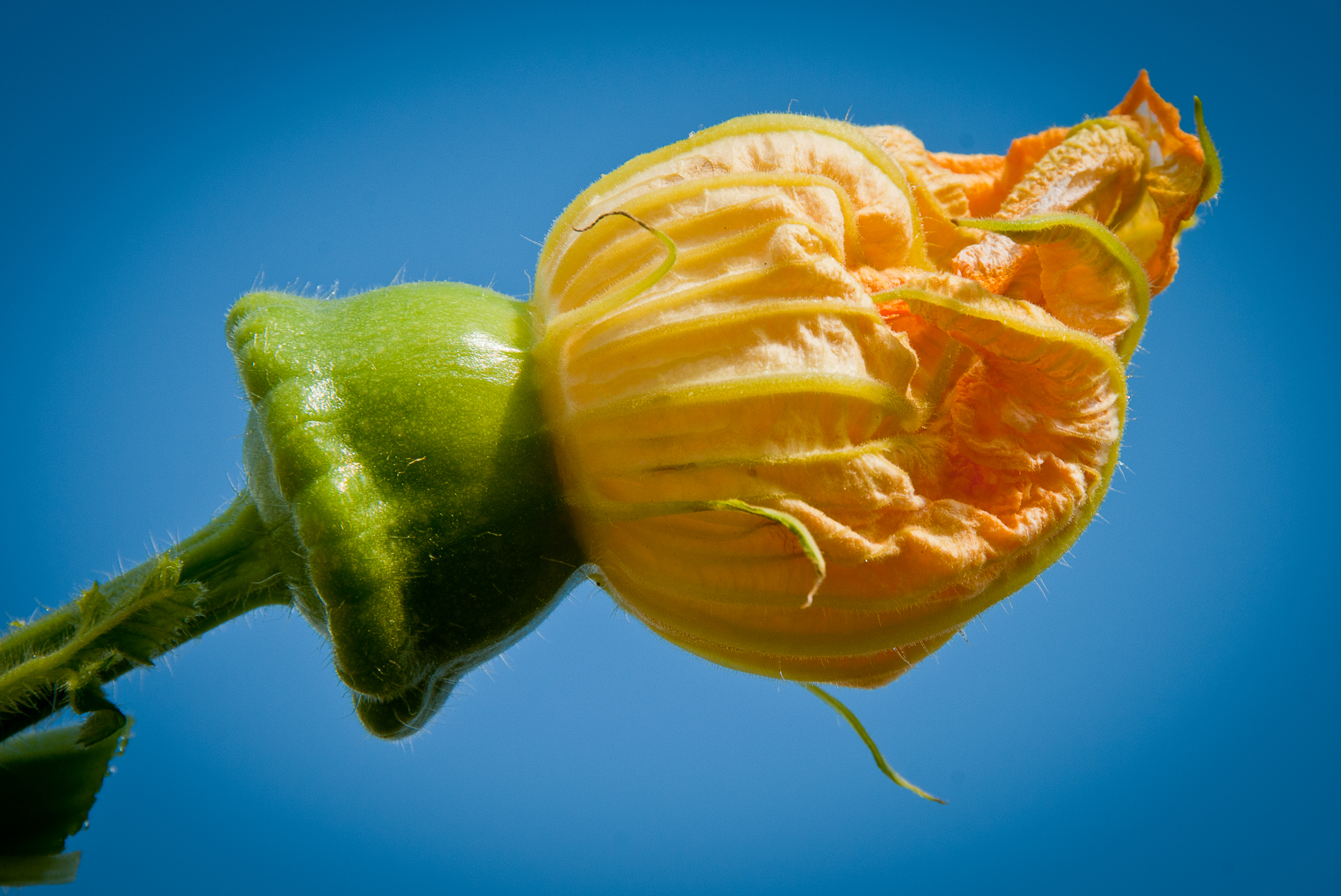
Flor femenina.

Ubicación taxonómica. Los cultivos de este tipo fueron agrupados en la raza o variedad taxonómica Cucurbita pepo var. clypeata, y los cultivares (obtenidos por un obtentor y registrados en el Registro de Cultivares) cuyo fruto es de este tipo comercial se agrupan en Cucurbita pepo Grupo Escalopado (a veces traducido como Vieira, en el original en inglés Scallop group, cuya descripción formal e inamovible es: "Fruto aplanado, casi con forma de disco, con los bordes escalopados (con pequeñas ondulaciones) cerca del ecuador o en el ecuador". Paris (1986) menciona los cultivares Cucurbita pepo 'Benning's Green Tint', Cucurbita pepo 'Golden Bush Scallop', Cucurbita pepo 'White Bush Scallop', Robinson y Decker-Walters mencionan que este último es similar al precolombino sólo que en lugar de guiador es de tronco o arbustivo. Sinónimos científicos: También lo pueden llamar Cucurbita pepo var. patisonina.

### Vegetable Marrow y Zucchini
Sólo el "tipo Vegetable Marrow" tuvo un centro de desarrollo en Estados Unidos y uno independiente en Europa que indiferenciaron los obtentores; Cocozelle y Zucchini fueron desarrollados en Europa, el último exportado exitosamente a todo el mundo, incluyendo Estados Unidos. 

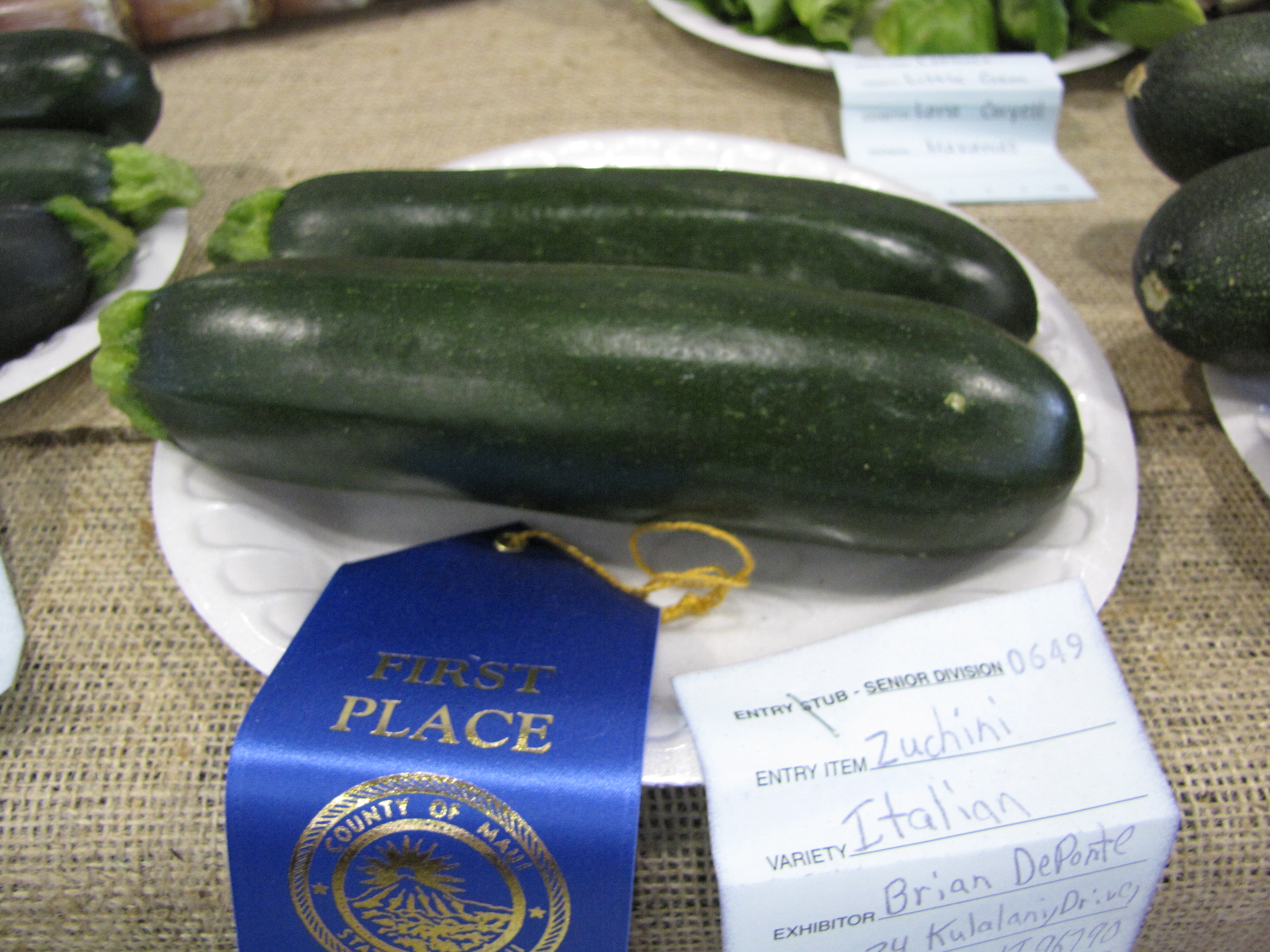
Zucchini. Cucurbita pepo grupo Zucchini (sinónimo Courgette), desarrollado en Italia en los últimos cientos de años, el más reconocido mundialmente. La morfología sirve para reconocerlo pero es el sabor lo que lo hace distintivo y se ha usado como parental de otros cultivares debido a su buen sabor, por lo que otros grupos de cultivares similares suelen ser hoy en día híbridos con zucchini (en especial los "zapallitos largos" como Vegetable Marrow y Cocozelle). La descripción formal (inamovible[cita 14]) del Grupo de cultivares C. pepo Zucchini: "Fruto largo y cilíndrico no clavado (sin forma de garrote) o levemente clavado, el largo es aproximadamente o excede en 3,5 al ancho".[cita 34] El grupo también incluye a Cucurbita pepo 'Fordhook Zucchini'[cita 34]. Color mayoritariamente de verde oscuro (preferido en USA) a verde claro (preferido en Medio Oriente), aunque en los '90 se desarrollaron zucchinis de color amarillo.[cita 35]
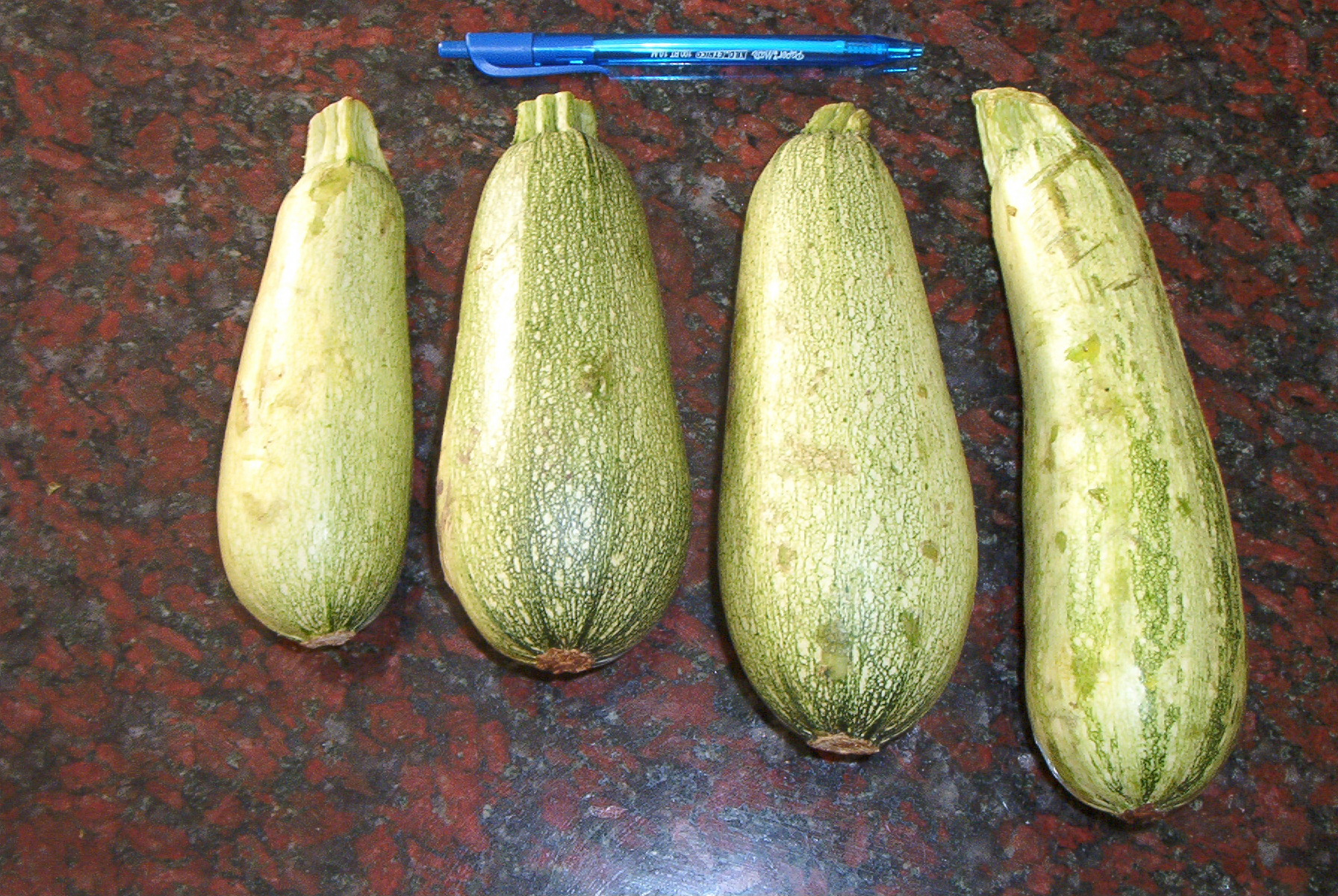
Cucurbita pepo grupo Vegetable Marrow (no confundir con Cucurbita maxima Marrow Group, que se consume maduro). Hubo un centro de desasrrollo en Europa y uno independiente en Estados Unidos, por morfología del fruto similar se pueden hibridar entre ellos y se reúnen en el mismo grupo. La descripción formal (inamovible[cita 14]) del grupo: "Fruto cilíndrico, corto y clavado (con forma de garrote), siendo más delgado del lado del pedúnculo y gradualmente ampliando su diámetro hacia el extremo distal[cita 36] Los autores listan aquí al "inusual" subgrupo 'Vegetable Spaghetti' que se consume maduro deshecho en forma de espaguetis,[cita 37] que los horticultores no seleccionan por forma del fruto desde que se seleccionan para ese uso. Los frutos de este grupo se consumen en todos los estadios de maduración[cita 37] Algunos cultivares de fruto pequeño (tipo "mini Vegetable Marrow") llegaron a la Argentina con el nombre italiano de "zucchini" o "zuquini" ("zapallito" en italiano) lo cual puede inducir a errores. Sinónimos científicos: Cucurbita pepo var. fastigata.
Diferencias relativas entre C. pepo vegetable marrow, cocozelle y zucchini.

## Winter squash
Otros zapallos (calabazas donde no se usa el término zapallo) que se cosechan maduros. Los más comercializados son los de tipo 'Butternut', los Acorn, y los Buttercup/kabocha.

### Winter CrookneckyButternut
Cucurbita moschata tipo 'Butternut' (es decir frutos similares al del cultivar 'Butternut'). La descripción informal lo llama grupo Campana (Bell group) y lo describe así: Fruto acampanado (con un abombamiento en el extremo de la cicatriz del perianto que se corresponde con la cavidad seminal) a casi cilíndrico. 'Butternut', el primero, fue desarrollado en USA a partir de un morfo de tipo crookneck (descripto al lado), 'Canada Crookneck', para tener un cuello recto más atractivo en los '30, luego en los '70 lo superó el también desarrollado en USA 'Waltham Butternut' con mejor proporción de frutos de cuello recto. En Argentina: "tipo Butternut", "Anquito", "Coreano", "Coreanito"; y también "Anko", "Anco", "Calabaza" (comestible), nombres que a veces comparte con el grupo crookneck de cuello largo descripto al lado. En Chile: "zapallo americano" o "tipo Butternut" , muy reciente. En Ecuador "tipo Butternut". En Uruguay: "calabacín" si la semilla proviene de un cultivar desarrollado en Argentina (o si el fruto es similar al de la foto) o "calabaza criolla" si son las poblaciones locales, más variables y con menos forma de pera. Muy cultivado. Muy apreciado inmaduro aunque inconveniente económicamente para este fin.
Cucurbita moschata tipo Crookneck (no confundir con Cucurbita pepo grupo Crookneck, que es otra especie y otra morfología también), grupo que reúne a los similares al 'Butternut' pero de cuello mucho más largo, que en general se retuerce durante el cultivo. La descripción informal del grupo es: "Fruto redondeado en el extremo de la cicatriz del perianto con un cuello largo, derecho o curvo". Los horticultores que desean el cuello recto suelen hacer trepar las guías a techos enrejados de los que cuelgan los frutos. En Estados Unidos hay cultivos consumidos preferentemente maduros, son muy difundidos 'Neck pumpkin' y 'Pennsilvannia Dutch Crookneck'. En Italia y Francia son llamados "tromba" (como 'Tromba di Albenga'), "trombone" (como 'Tromboncino'), "largo" (como 'Lunga di Napoli' y 'Longue de Nice') y se consumen de las dos formas, son especialmente apreciados inmaduros.  En el montaje, arriba: C. moschata 'Neck pumpkin', abajo, un zapallo tipo "tromba" o "trombón" maduro en un mercado de Francia. En Paraguay "andai"n Argentina parece que lo llamaron "anday" (voz guaraní) en los manuales de Pro-Huerta del INTA, y los del color del 'Butternut' suelen ser llamados con los mismos nombres: Calabaza, Anco. Quizás sea el que en Chile llaman "zapallo cacho". A partir del antiguo 'Canada Crookneck', que perteneciera a este grupo, en los 1930' se seleccionó el 'Butternut' de cuello recto, más atractivo, que dio origen al grupo anterior.

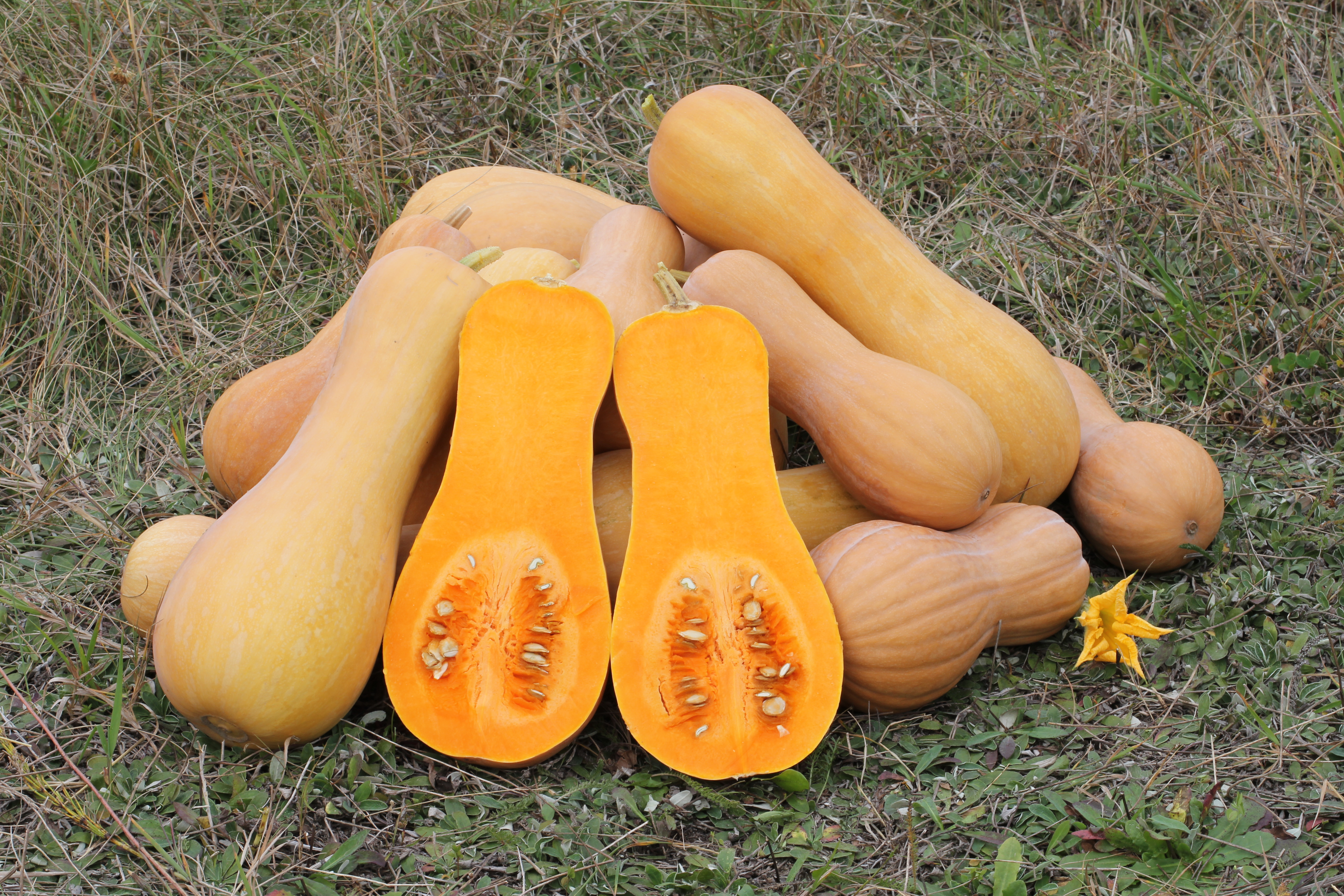
'Butternut'
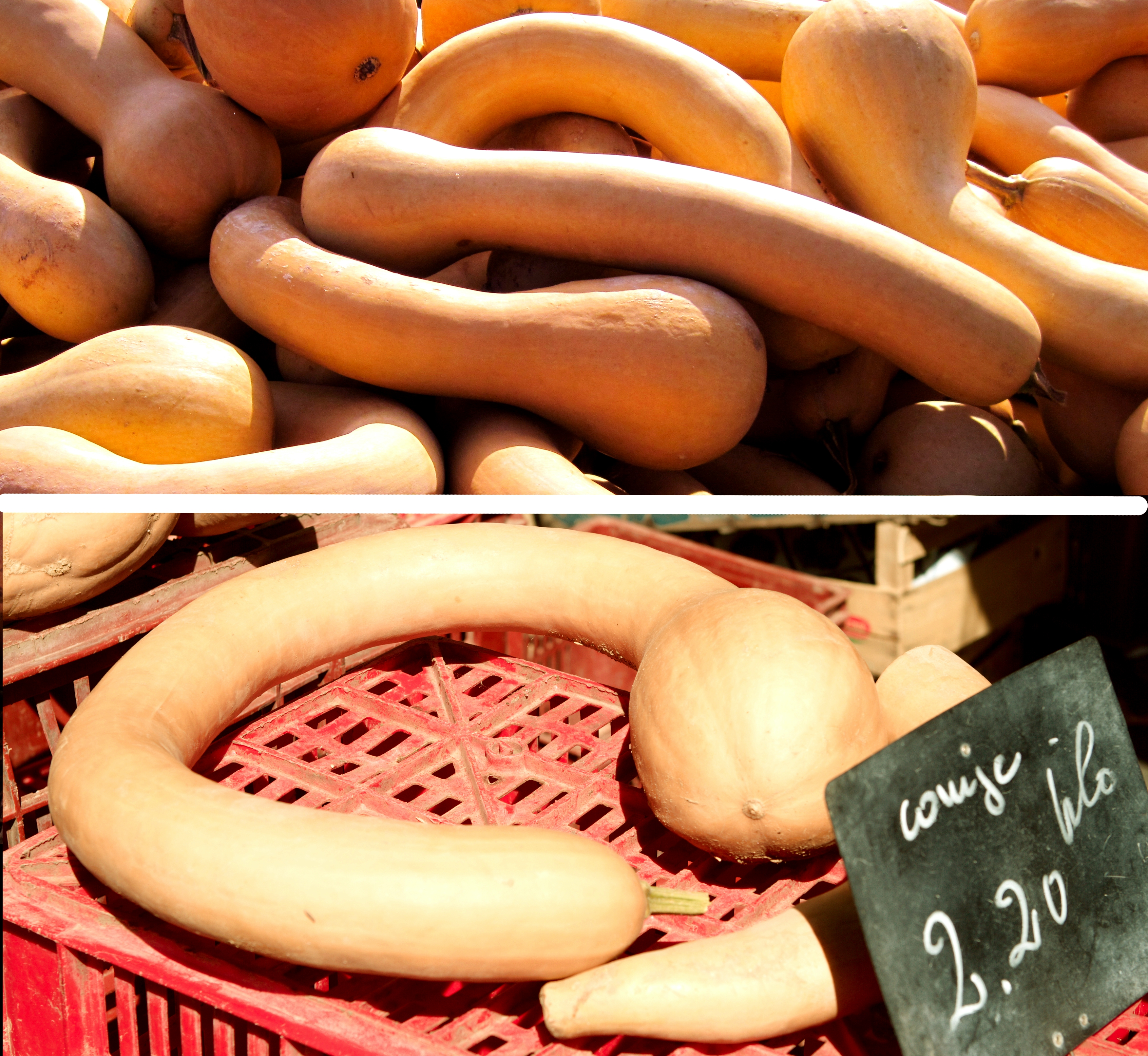
Winter Crookneck

### Acorn
Cucurbita pepo Grupo Bellota (Acorn Group), grupo aparentemente originado de landraces anteriores al Descubrimiento que todavía persiste en USA. La descripción formal (inamovible) del grupo de cultivares: Turbinados (con forma de trompo), más anchos en el extremo del pedúnculo yen punta en el extremo distal, fuertemente surcados (furrowed) Cultivares muy conocidos en USA son 'Table Queen' (similar a una landrace anterior al Descubrimiento) y 'Table Ace', similar al anterior pero de planta arbustiva en lugar de guiadora), 'Pepper Squash'. Sinónimos científicos: Cucurbita pepo var. turbinata.

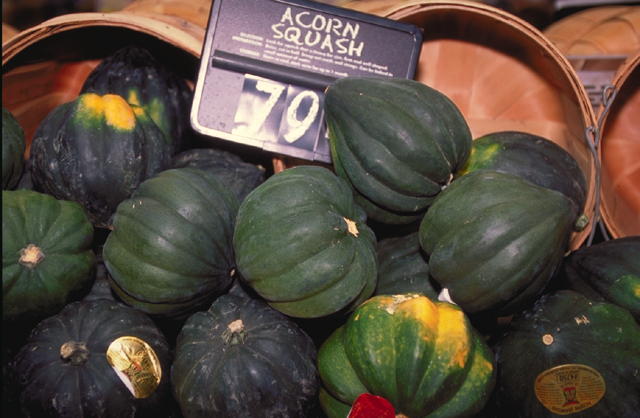
Acorn

### Buttercupy Kabocha
Cucurbita maxima tipo 'Buttercup' desarrollados en Norteamérica. Algunos autores lo incluyen en el tipo informal Turbante debido a su cicatriz en forma de anillo, pero el "botón" que se forma no protruye exageradamente formando una "cabeza de turbante" como indica la descripción del Turbante seguida desde Castetter (1925) a Robinson... (1997). Otros autores lo incluyen en el tipo informal Kabocha por parentesco, ya que aparentemente el tipo 'Buttercup' es el parental del que se desarrolló Kabocha en Japón, se diferencia de Kabocha en la textura más blanda de su cáscara. Los tipo 'Buttercup' son zapallos de colores oscuros, anillados, sabor bien aceptado y cáscara fácil de cortar con cuchillo de cocina. 

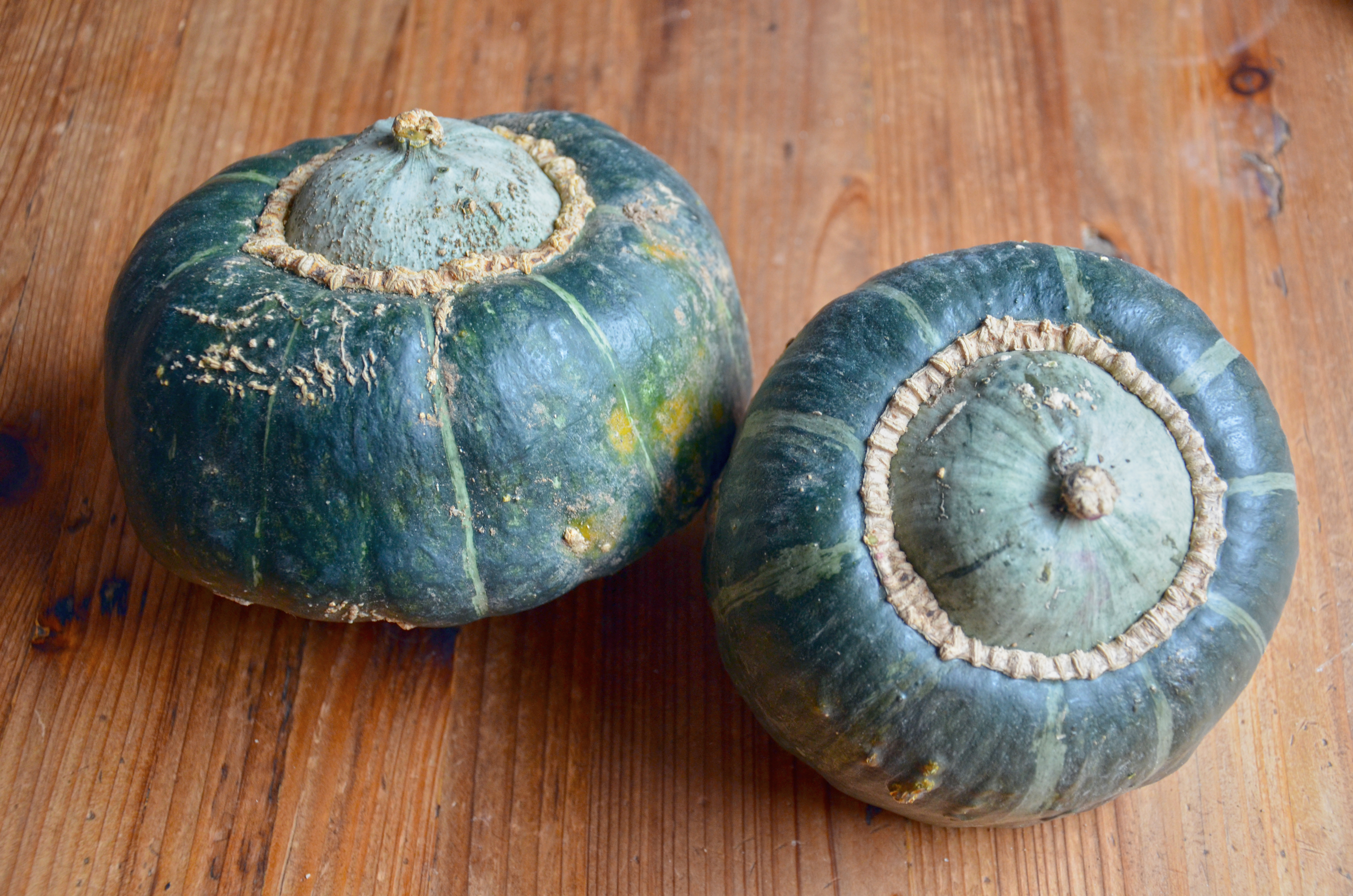
Tipo "Buttercup"
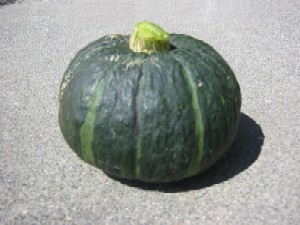
Tipo "Kabocha", en Estados Unidos incluido en los de tipo "Buttercup".

### Cushaw
Cushaw, Cucurbita argyrosperma var. callicarpa zapallo cushaw (en inglés winter squash cushaw, se castellaniza cushé), la especie se distribuye hasta Centroamérica pero este cultivo, del cual lo que se aprecia es la pulpa madura, es originario del sur de Estados Unidos. Este cultivo es difícil de conseguir en el mercado, es de cáscara muy dura que se corta con cuchillo de cocina bien afilado o se hornea unos minutos en microonadas antes de pelarlo, y posee pulpa de color claro amarillenta-anaranjada de sabor muy suave que cosecha fanáticos en el sur de Estados Unidos. En inglés al de la foto lo llaman "winter squash cushaw" o directamente "cushaw" (confusamente, por extensión pueden llamar "cushaw" a toda la especie, incluidos los cultivos seleccionados preferentemente por sus semillas o para consumirse inmaduros, y, también llaman "cushaw" a cultivos de la especie emparentada Cucurbita moschata de aspecto muy similar, como 'Golden Cushaw'). Mencionados como conocidos por los pobladores locales son 'Green Striped Cushaw' y 'Tennessee Sweet Potato Squash'. En comparación a otras especies tienen poca variabilidad (es raro que sean naranjas, o crespos, o con surcos). 

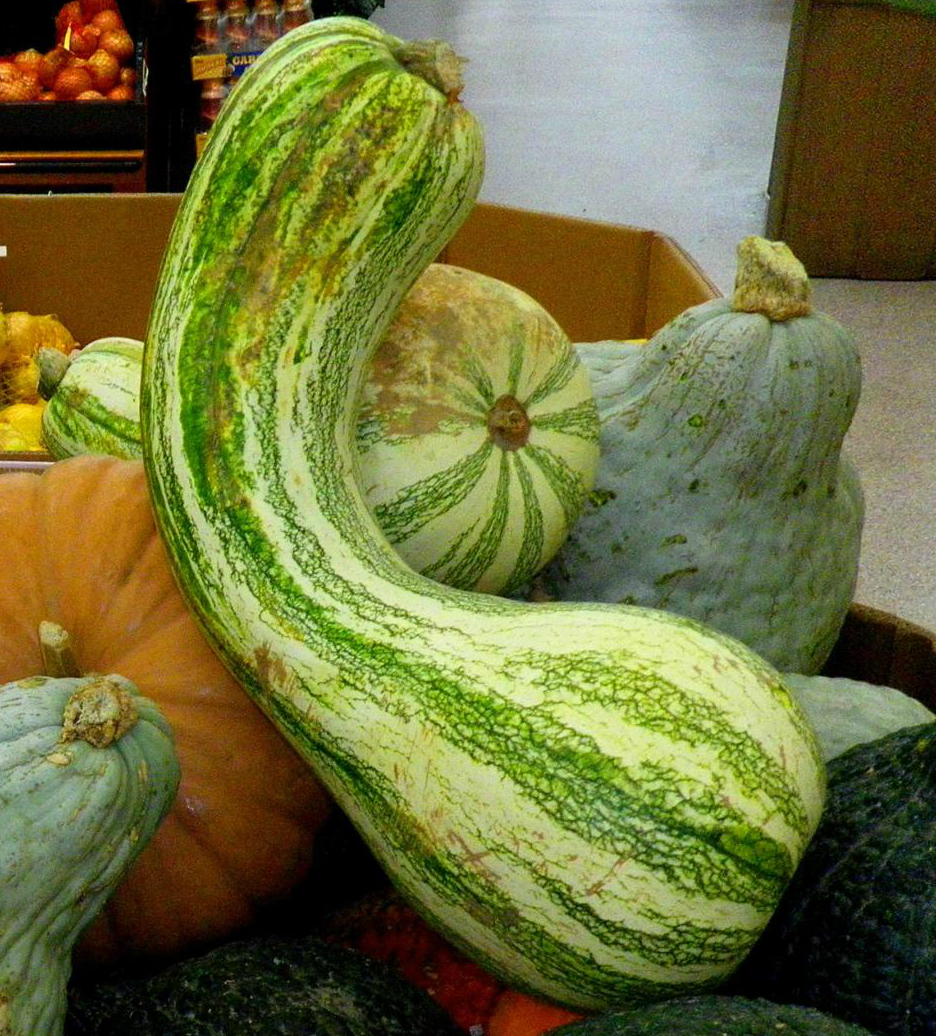
Un ejemplar muy típico del cultivar Cucurbita argyrosperma 'Green Striped Cushaw', en un Walmart de Estados Unidos, cosechado maduro para pulpa.
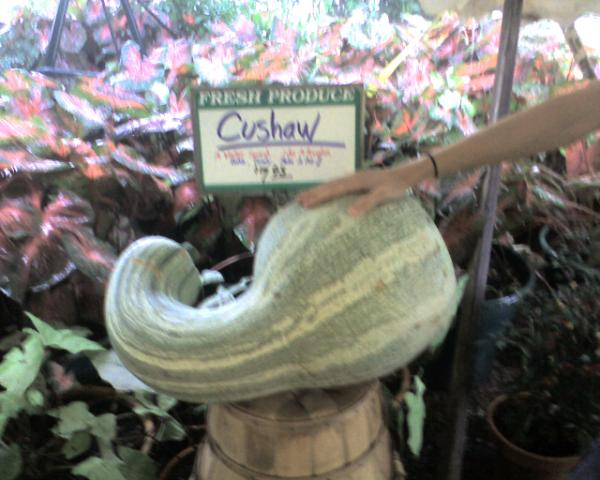
Un cultivar de cushaw muy grande.

### Hubbard
Cucurbita maxima "tipo Hubbard", es decir similares al antiguo y popular cultivar 'Hubbard', difieren en color de la cáscara (hay naranja, "azul", "rosa"). La descripción informal: Fruto ovalado, con los dos extremos en punta a curvados, cáscara muy dura, semillas blancas Robinson... menciona dos cultivares: 'Hubbard' y 'Queensland Blue'. Ferriol y Picó (2008) mencionan 2 "antiguas y populares" landraces norteamericanas de tipo Hubbard: Arikara y Marblehead, que luego de ser llevadas desde Sudamérica en fecha que se ha perdido y probablemente por marineros, fueron cultivadas por los pueblos respectivos en Estados Unidos. El cultivar que da nombre al grupo informal, 'Hubbard', fue introducido en 1856 por un habitante del pueblo de Marblehead, Massachusetts. Los extremos distales en punta no son un carácter tan fijado en el grupo y a veces se encuentran zapallos con los extremos achatados aún de plantas provenientes del mismo grupo de semillas. En Argentina: "zapallo inglés" o "tipo Hubbard".

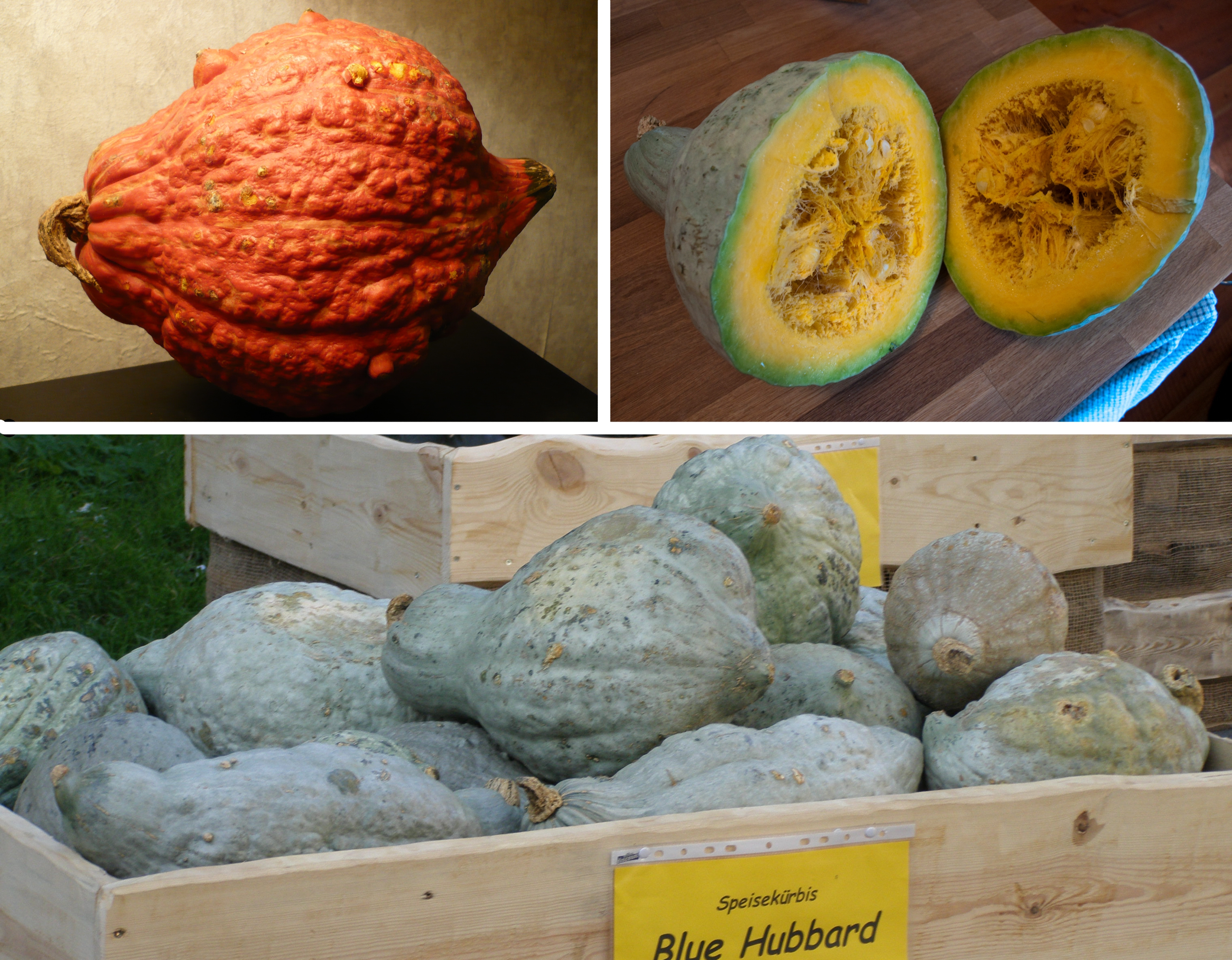
Tipo "Hubbard"

### Banana
Cucurbita maxima tipo Banana, originado en USA a fines del siglo XIX a partir de semillas traídas desde México. La descripción informal: Fruto alargado, extremos distales en punta, cáscara blanda y semillas marrones.
- Banana.

### (Winter) Marrow
Cucurbita maxima tipo Marrow (diferente de Cucurbita pepo Vegetable Marrow Group, que es otra especie y otra morfología también), otro grupo antiguo de USA que persiste en las clasificaciones, probablemente llevado desde Chile (Ferriol y Picó 2008). La descripción informal del tipo: Fruto oval a piriforme, reduciéndose rápidamente hacia el ápice y más lentamente hacia la base, semillas blancas. El de la foto es 'Boston Marrow'.

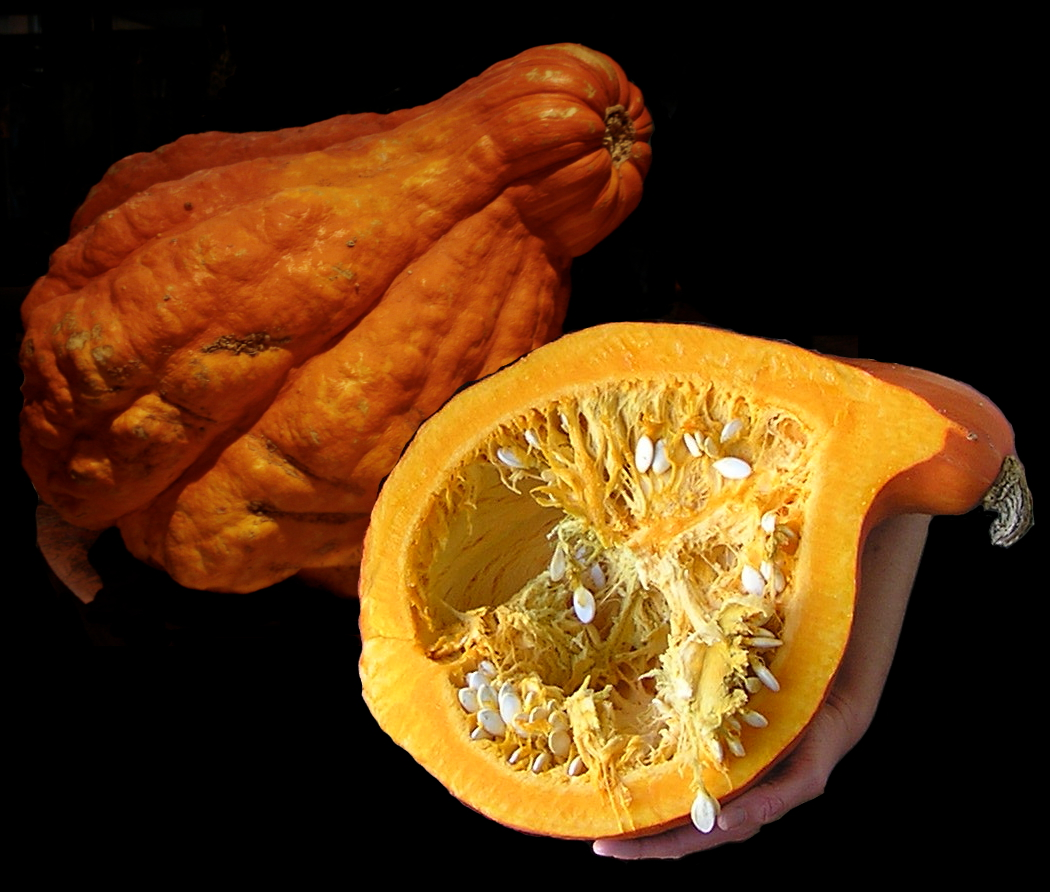
Cucurbita maxima 'Boston Marrow'

### Sweet Dumpling
Cucurbita pepo tipo "Sweet Dumpling" (en francés courge patidou), según Wang et al. (2011) p. 96 es uno diferente del "acorn", probablemente haciendo referencia al "acorn" que le dio el nombre al grupo Acorn. Pertenecería a Cucurbita pepo Acorn Group según Ferriol y Picó (2008) y según Krístková et al. (2012).

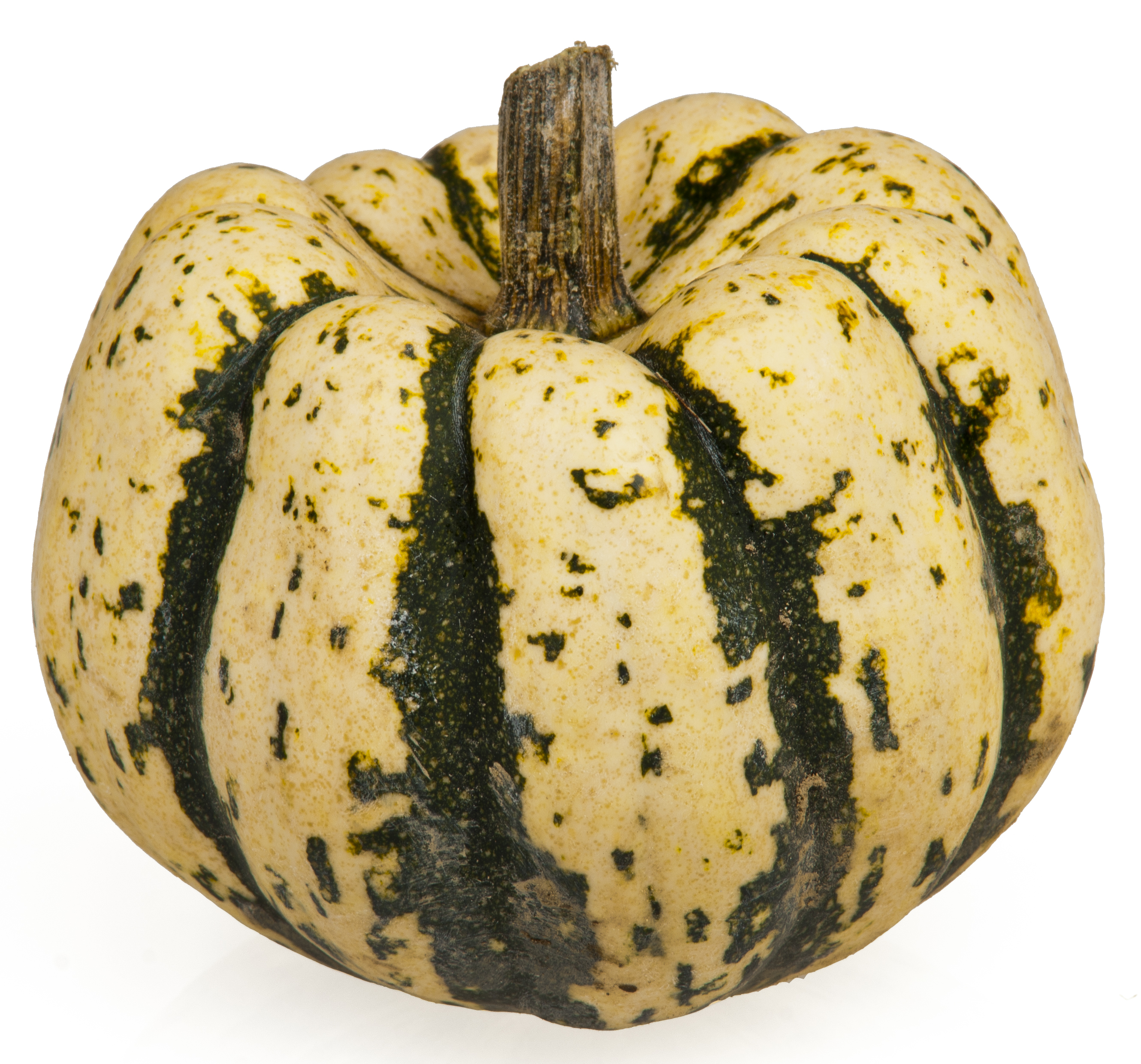
Cucurbita pepo 'Sweet Dumpling'

### Cheese
Cucurbita moschata tipo Queso (horticultural group Cheese). Nombre muy antiguo que todavía persiste en el intercambio comercial de Norteamérica, descripción informal: fruto variable pero usualmente oblado (redondeado y aplanado en las puntas) con una cáscara de color ante (buff-coloured). El cultivar 'Cheese', de forma aplanada y con surcos, con su pulpa gruesa y naranja, fue muy popular en el siglo XIX en Estados Unidos donde era utilizado para la industria del puré enlatado y para alimentar al ganado.

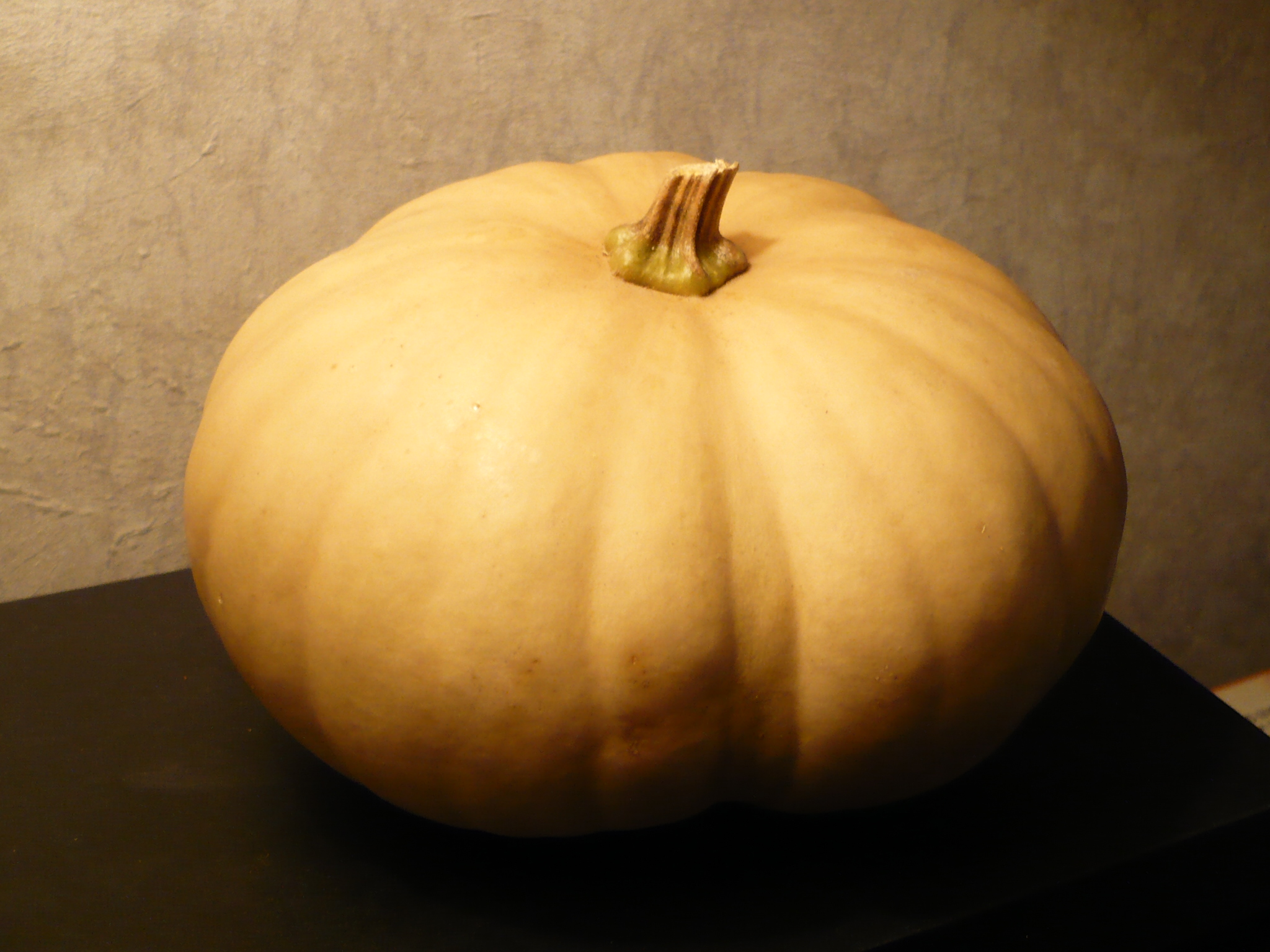
Cucurbita moschata 'Long Island Cheese'

### Delicious
Cucurbita maxima tipo Delicious desarrollado en USA a partir de zapallos introducidos desde Brasil, nombre antiguo que persiste en las clasificaciones. La descripción informal del tipo es: Fruto turbinado (forma de trompo), superficie acostillada (shallowly ribbed), cáscara dura, semillas blancas Como el nombre lo indica la pulpa es de alta calidad.

Tipo Delicious...

### Delicata
Cucurbita pepo 'Delicata' (no confundir con Cucurbita maxima 'Delica'), un cultivar único que no se puede clasificar en ningún grupo formal moderno, introducido por primera vez por una semillería en 1894 aunque puede ser al menos varias décadas anterior., posteriormente se desarrolló el arbustivo 'Bush Delicata'. Buena productividad, sus frutos de pulpa naranja-amarilla y piel delicada no se almacenan por mucho tiempo, de hecho su piel es tan delgada que pueden hornearse y comerse con piel incluida. Otros cultivares informalmente "de tipo Delicata", derivados de este y más dulces, son 'Sugar Loaf' y 'Honey Boat'

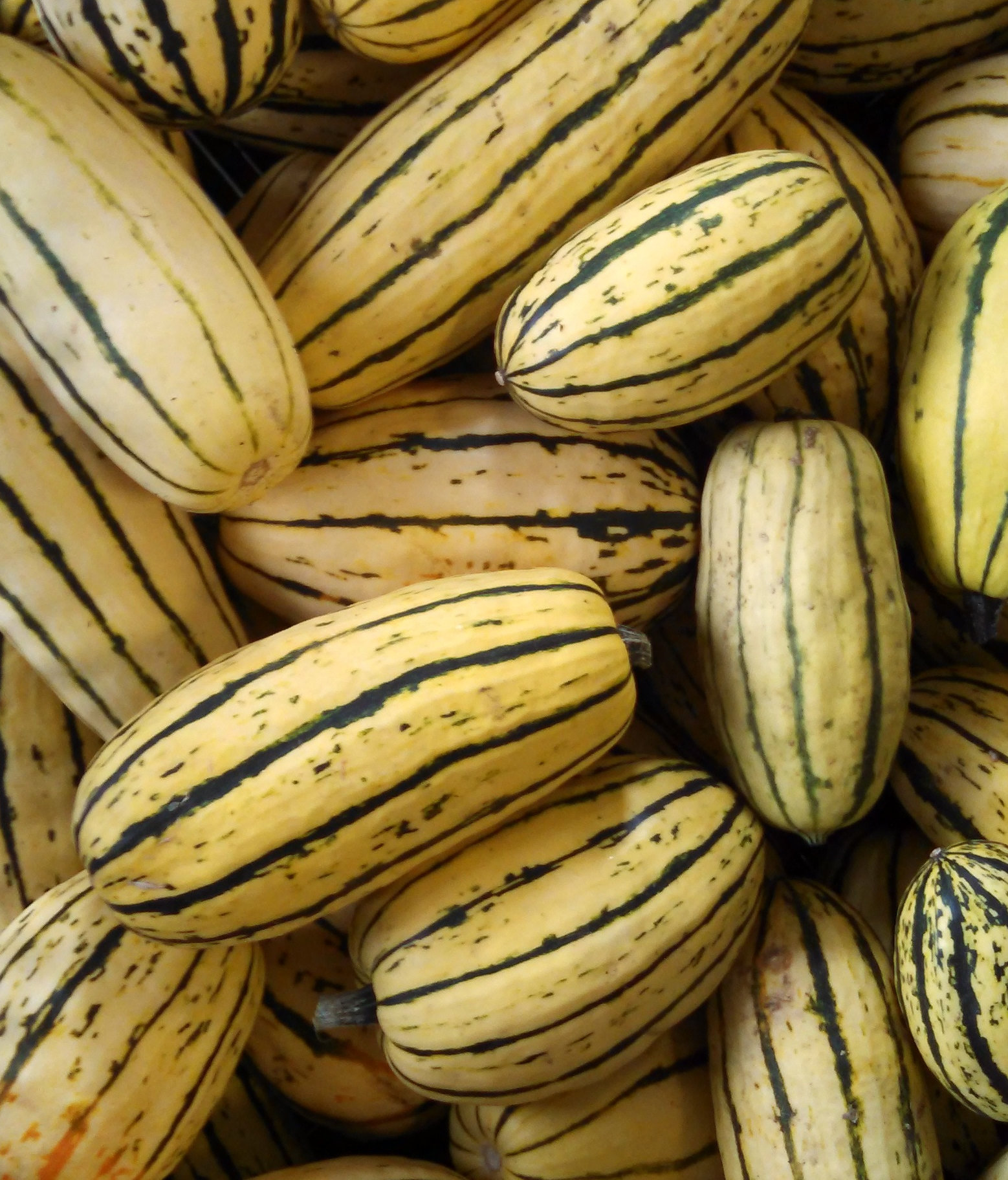
Cucurbita pepo 'Delicata'

### Spaghetti
Cucurbita pepo Grupo Spaghetti, el primer cultivar fue 'Vegetable Spaghetti', aparentemente originado en Manchuria e introducido en Estados Unidos en 1936, usado como reemplazo de la pasta: se cocina entero y con la cáscara, luego se parte al medio y se extrae la pulpa que se hace hilachas. Mencionado también el posteriormente desarrollado 'Orangetti', naranja y con más concentración de carotenoides. Un zapallo puede pertenecer a este grupo de cultivares por su uso como spaghetti y además a otro grupo por su forma y color y origen (no está prohibido por el Código Internacional de Plantas Cultivadas).

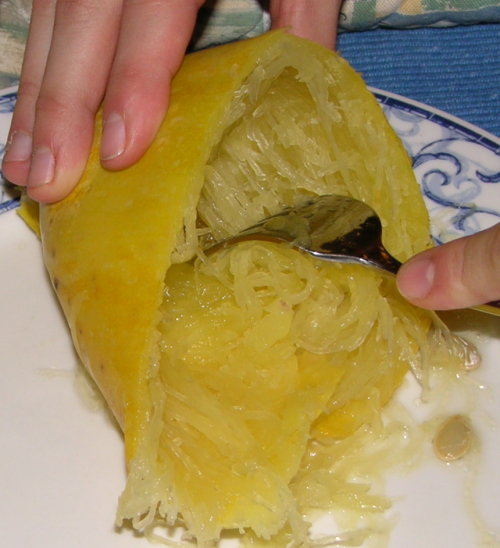
Tipo "Spaghetti"

## Calabacitas decorativas
Cucurbita pepo "Calabacitas Decorativas" (Ornamental Gourds). Numerosos cultivares de fruto pequeño y vistoso y de cáscara dura que poseen un público adepto en Estados Unidos, filogenéticamente pertenecen a diferentes variedades dentro de la especie. No se consumen y su pulpa puede ser amarga, su valor decorativo dura 6-9 meses luego de lo cual el color ya es muy deslucido. Se consideran de poco valor estético las que pierden su pedúnculo, que preferiblemente es de una o dos pulgadas de largo.
Algunos cultivares como 'Flat' ("aplanado"), 'Miniature Ball' ("pelota en miniatura") y 'Pear' ("pera") difieren poco de las variedades silvestres.

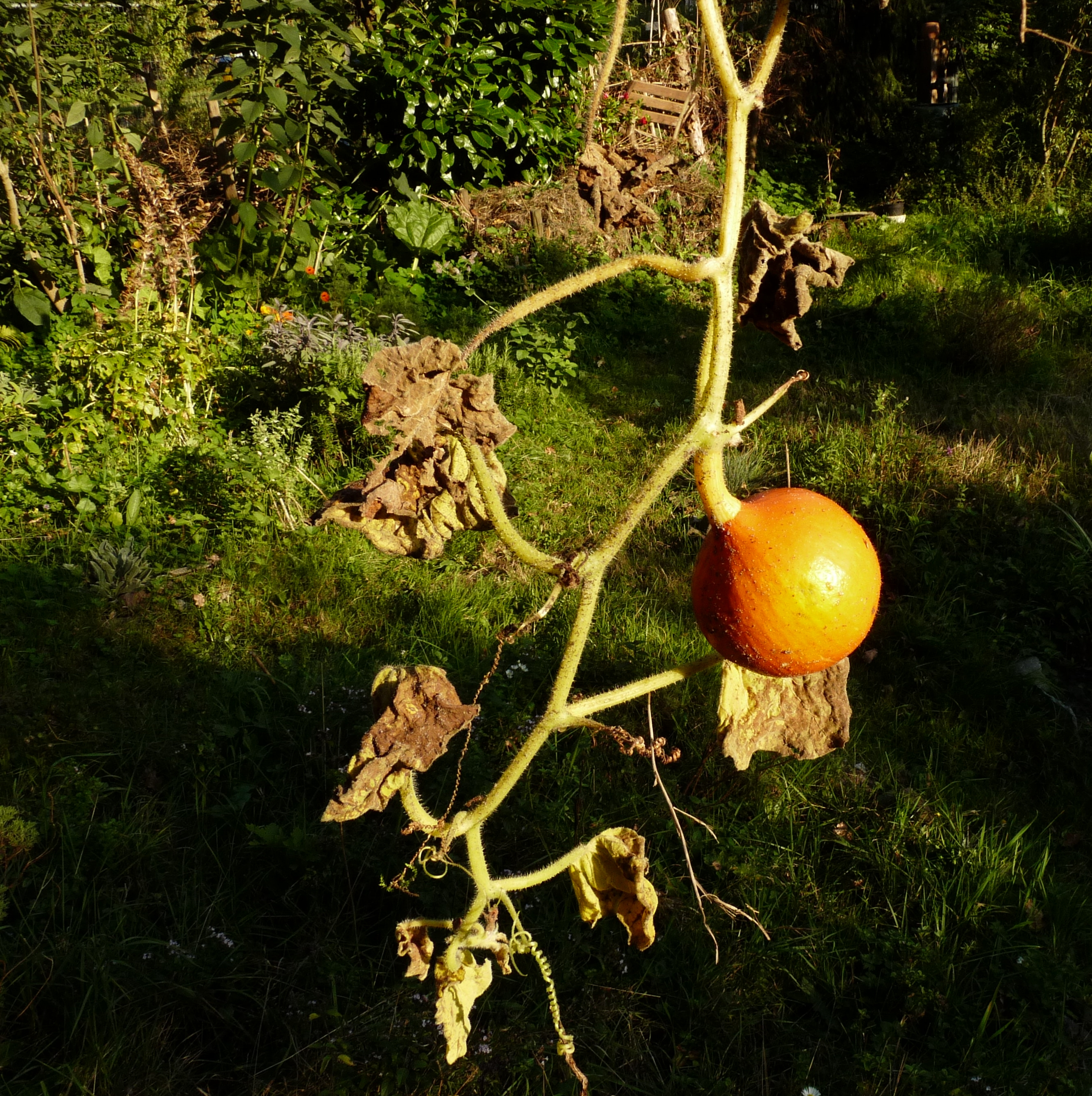
De tipo "Ball" (Bola) o "Round"[cita 59] (Redondo), éste es 'Orange'[cita 60]
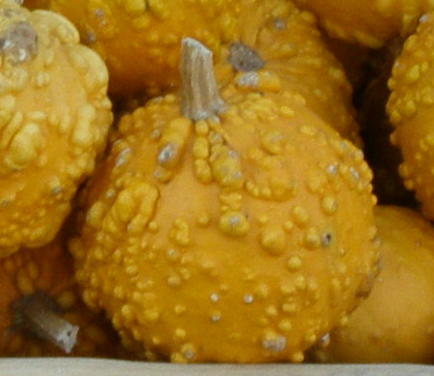
De tipo "Ball" (Bola), "Warty" (con verrugas). Éste es 'Orange Warted'[cita 61] o directamente 'Warty'[cita 62].
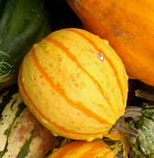
De tipo "Goblin egg"[cita 63] (Huevo de Goblin), forma de huevo, de colores variados variegados o con bandas.
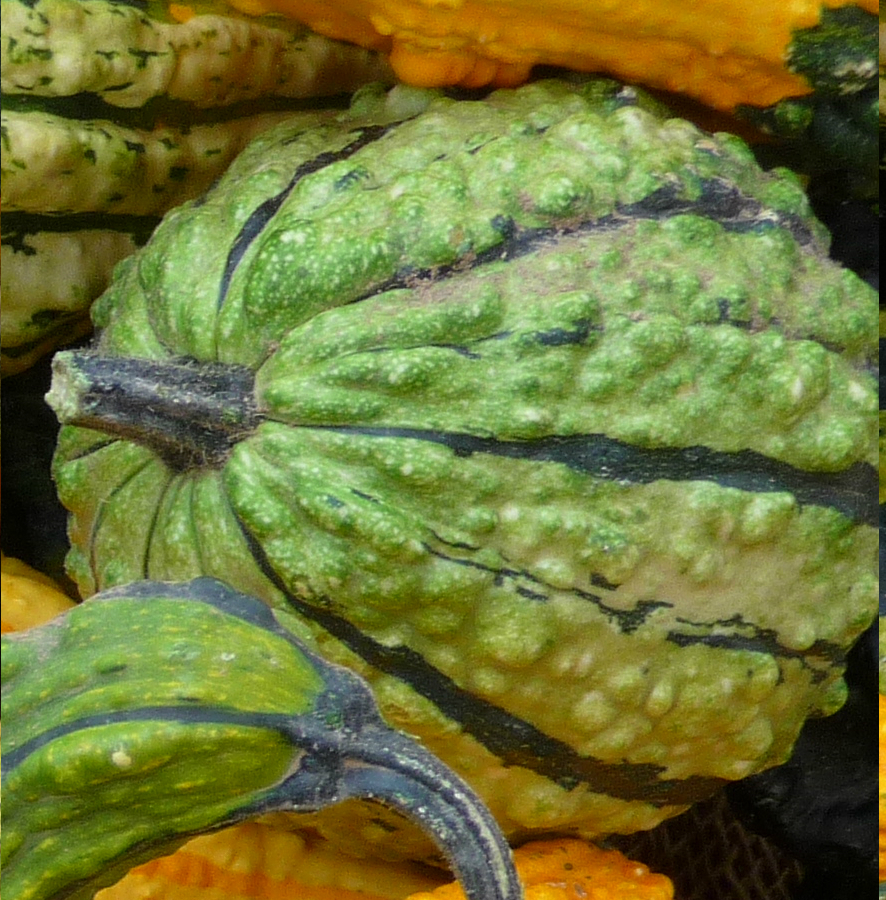
De tipo "Bell" (Campana), éste "Warty" (con verrugas) y "Striped" (con bandas)
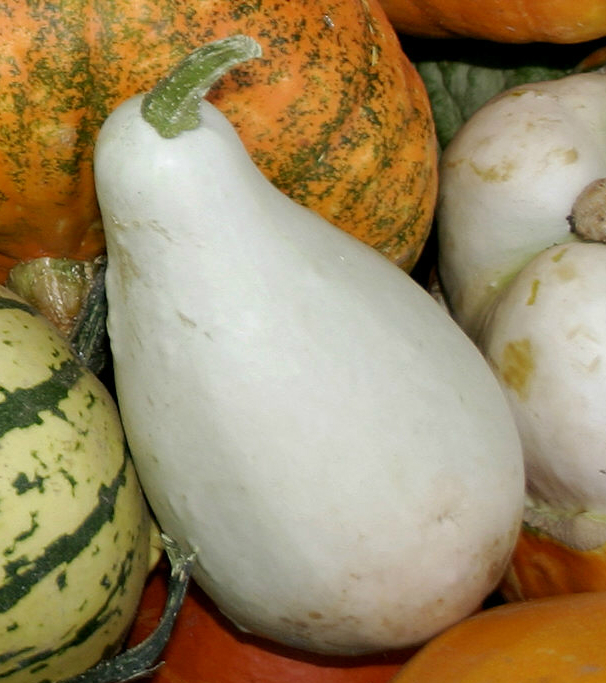
De tipo "Pear"[cita 59] (Pera), 'White Pear' ("Pera blanca")[cita 64]
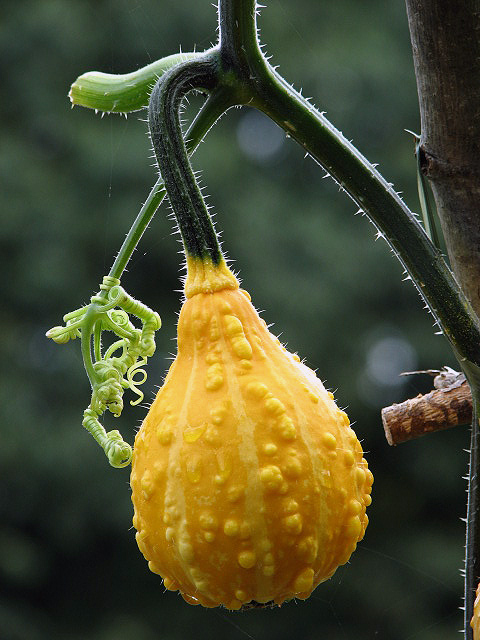
De tipo "Pear" (Pera), "Striped Pear"[cita 65] (con bandas). En este caso es "Warty" (con verrugas).
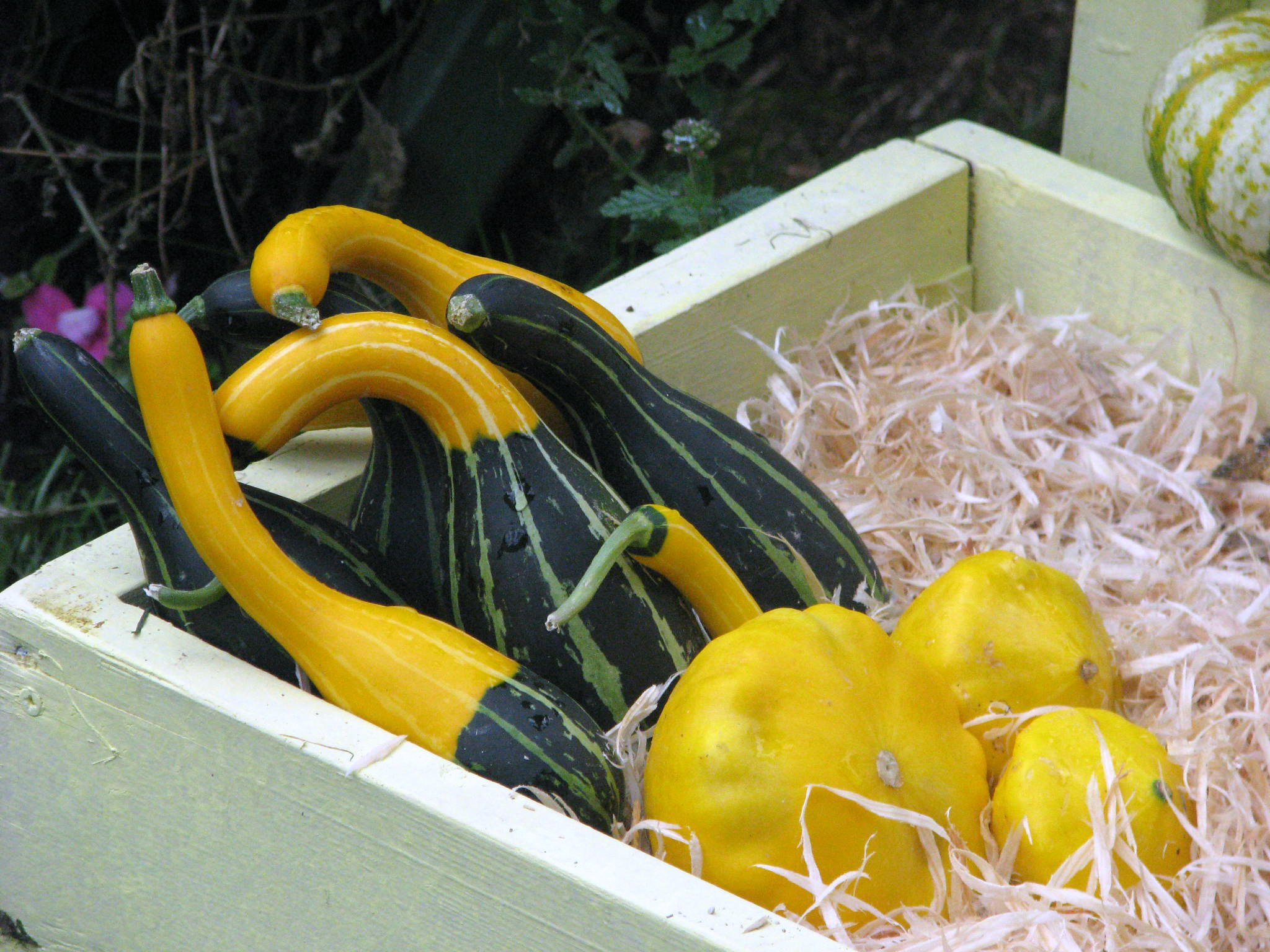
A la izquierda frutos de tipo "Spoon"[cita 59], en particular "Bicolor Spoon"[cita 66] (cuchara bicolor), en este caso sin verrugas.[cita 67]
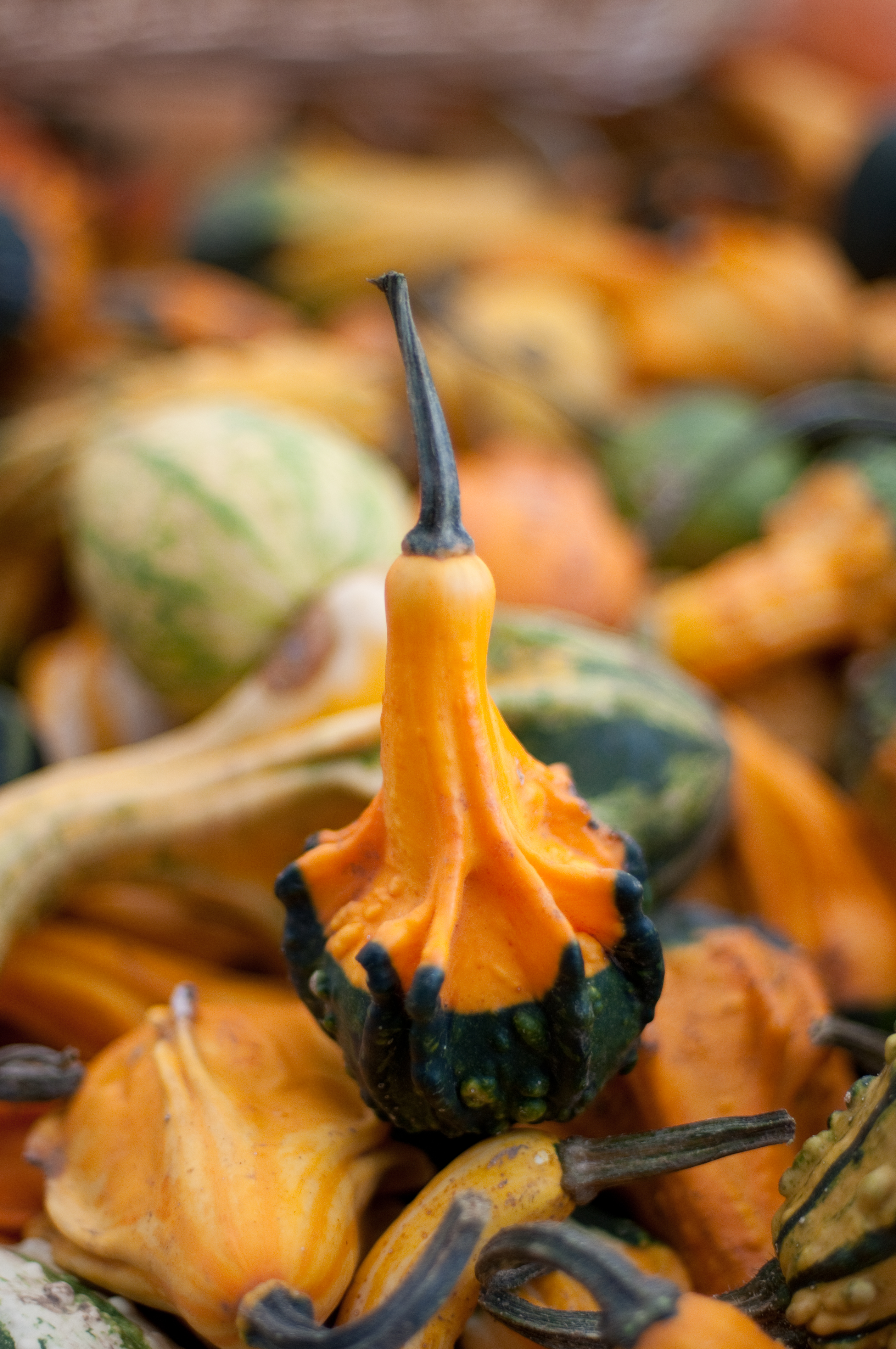
De tipo "Autumn Wings" (Alas de otoño), una cuchara con alas, en este caso bicolor[cita 68][cita 69]
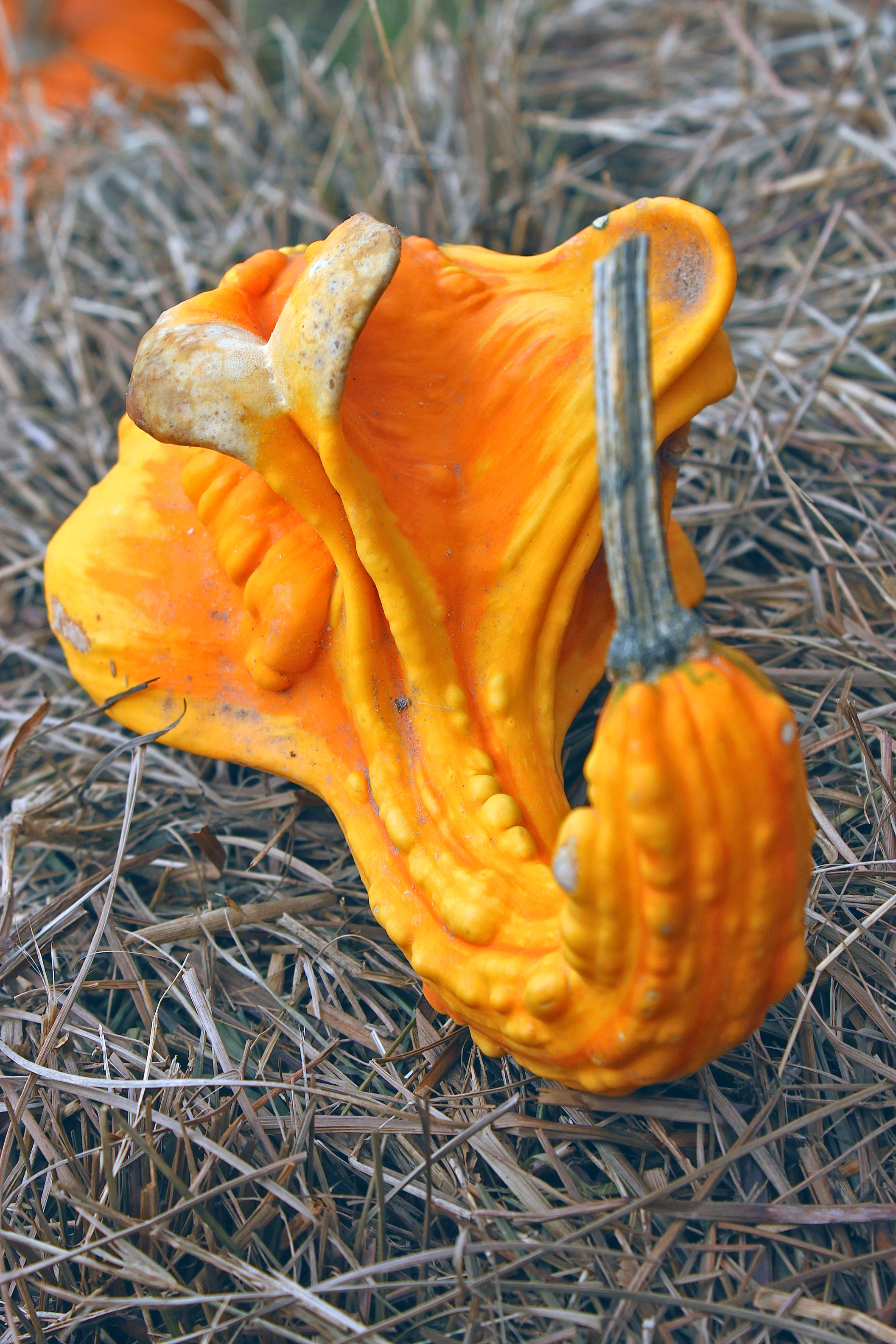
De tipo "Autumn Wings Swan" (Cisne de alas de otoño), en este caso es "Warty" (con verrugas).[cita 68][cita 70]
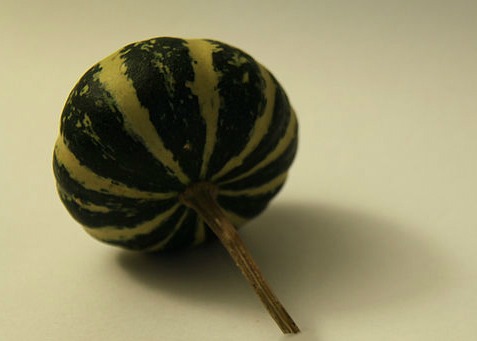
De tipo "Flat"[cita 59] (Aplanado, como un cilindro aplanado), normalmente son lisos (sin verrugas) y "Striped"[cita 71][cita 72] de colores oscuros con bandas claras, como el de la foto.
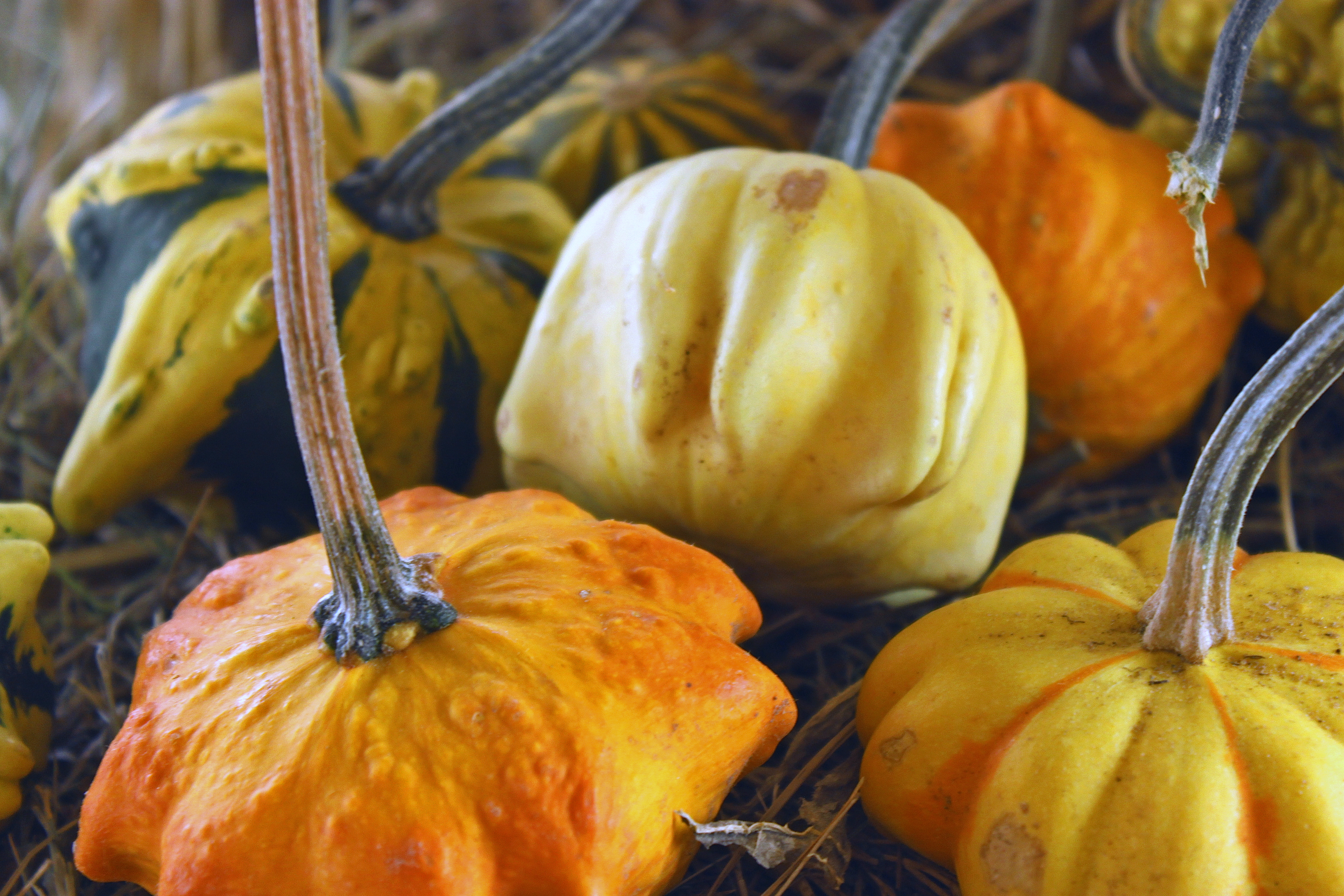
De tipo "Daisy"[cita 73] (Margarita, la flor). Aplanados y angulosos de 5 pares de puntas, colores que se ven como una flor desde arriba.[cita 73]
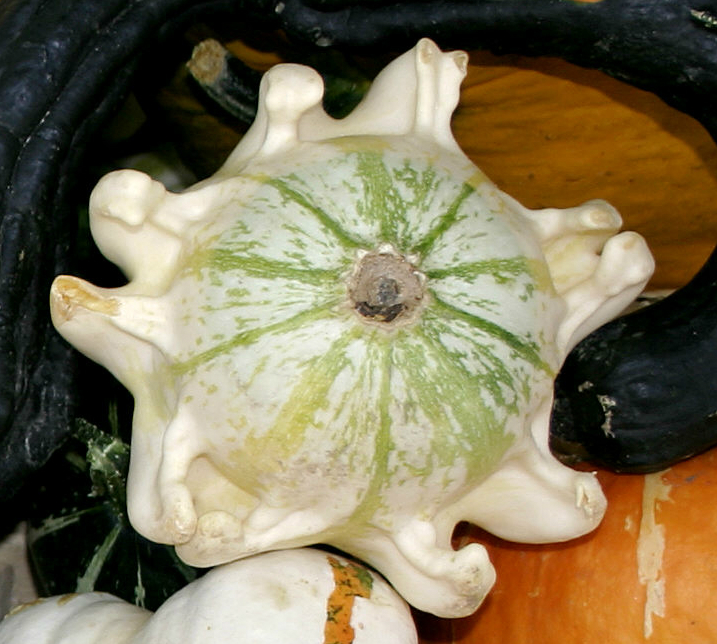
De tipo "Crown of Thorns"[cita 74] (Corona de espinas) o si no son muy puntiagudas también "Fingers"[cita 74] (Dedos). Las costillas se extienden en 5 pares de dedos que apuntan hacia el extremo distal. El primero era blanco ('White Crown of Thorns'[cita 75]), el de la foto es 'Striped Crown of Thorns'[cita 76][cita 77] (con bandas blancas y verdes), también están los tipo "Shenot Crown of Thorns" (variante de la granja de Shenot, multicolor)[cita 78][cita 79]
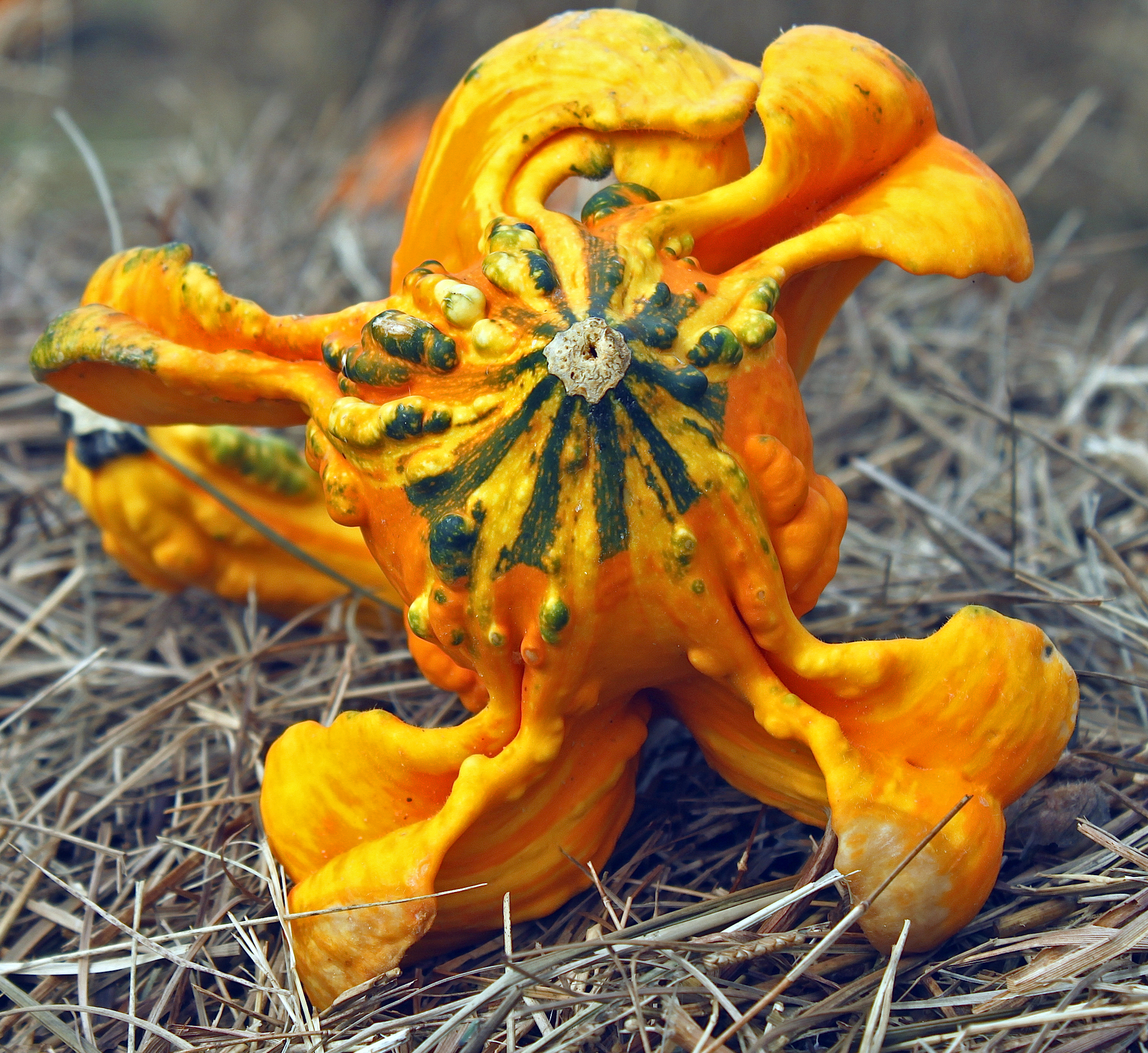
De tipo "Star"[cita 80] (Estrella), redondo y anguloso de 5 pares de puntas con alitas, es decir "Winged" (alado), en éste las alas muy expandidas.
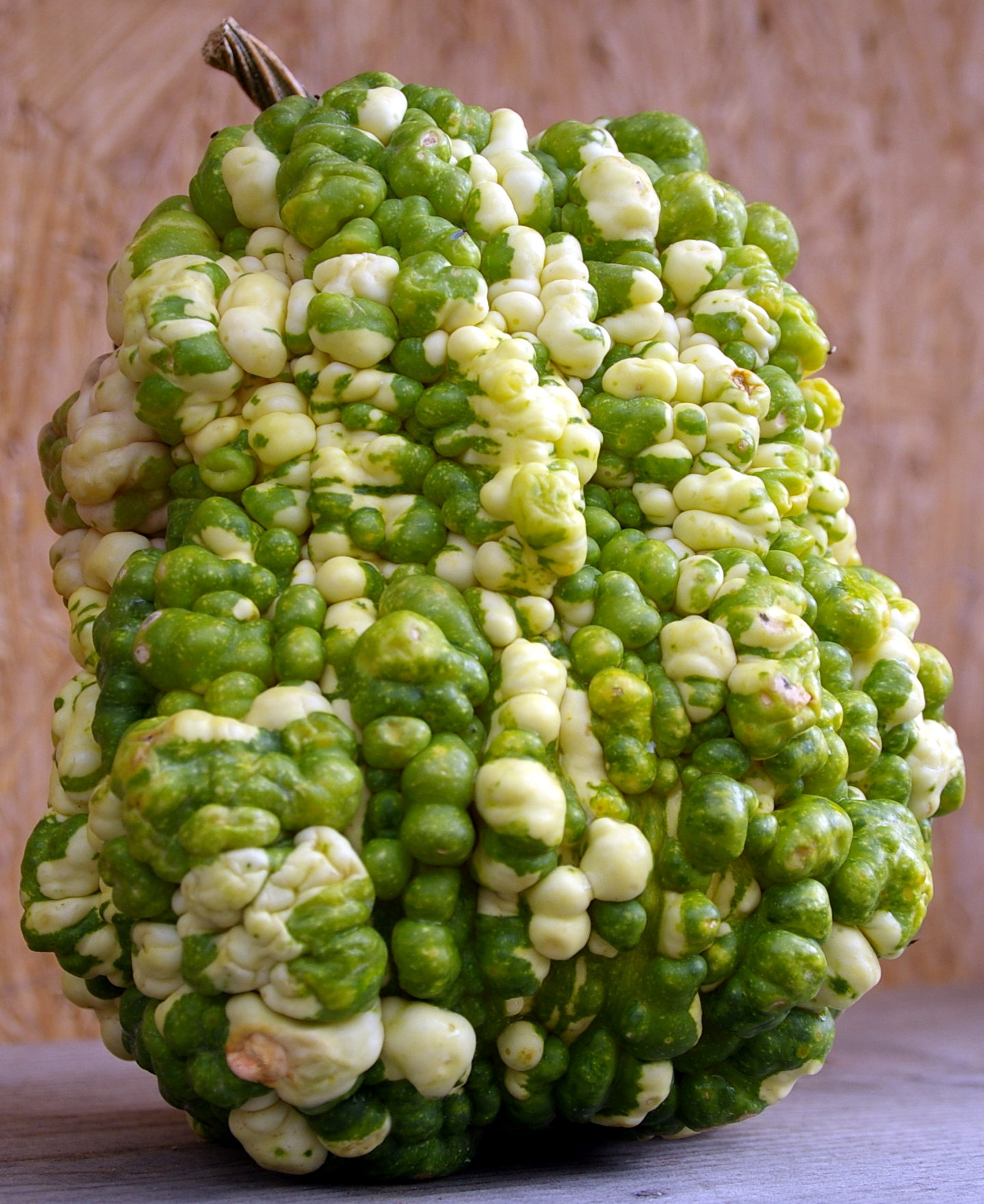
De tipo "Gremlin"[cita 81] (en gral recargado de verrugas, de formas y colores extraños y llamativos).
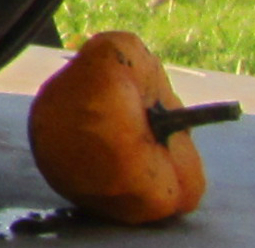
De tipo "Apple"[cita 82] (Manzana).
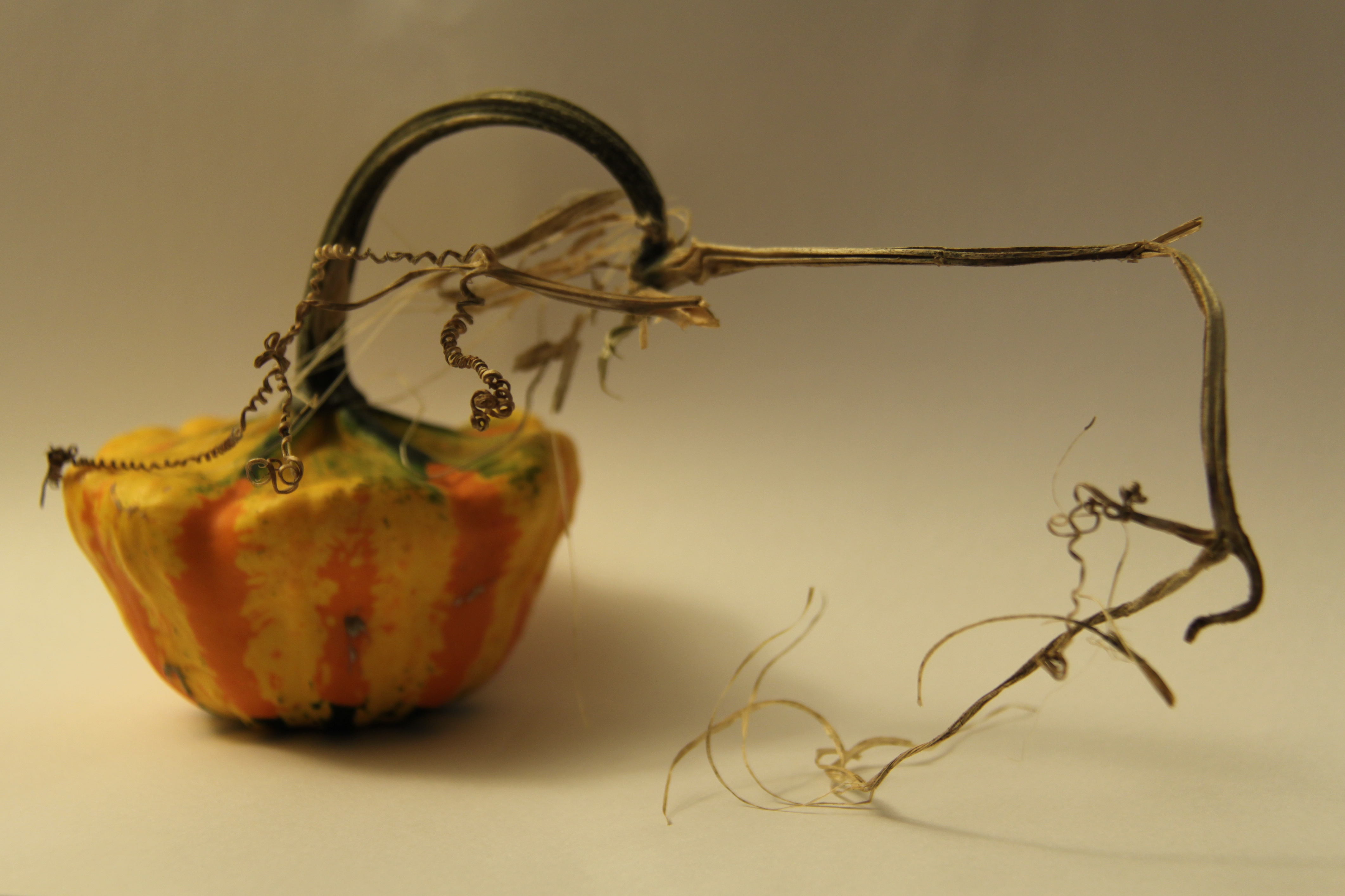
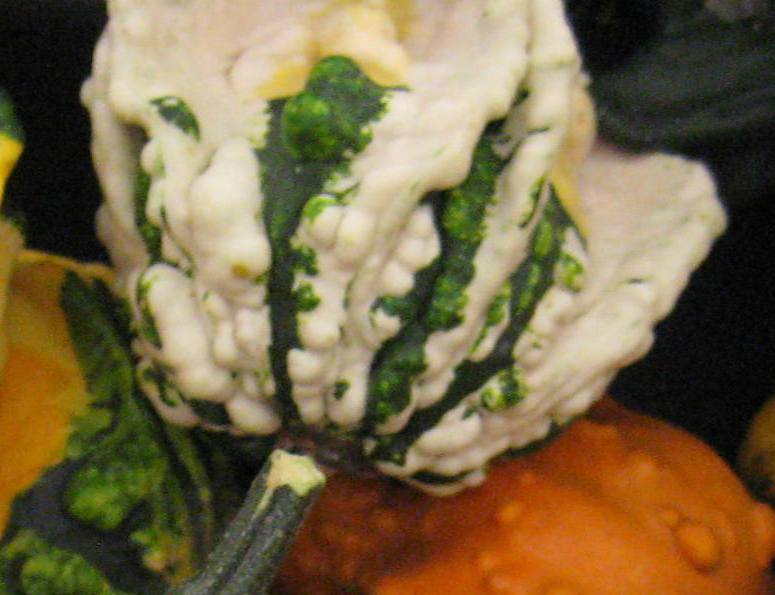
De tipo "Ten Commandments"[cita 83] (10 Mandamientos), redondo con 5 pares de alas que se agrandan a medida que se alejan del pedúnculo y terminan en punta opuestas él.
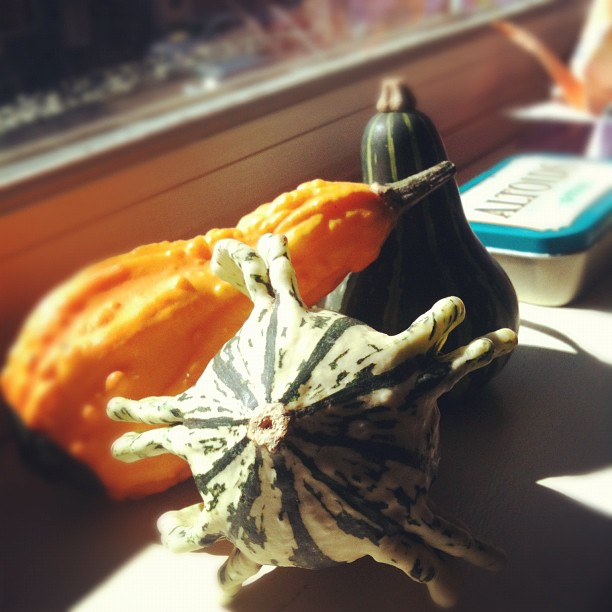
La pequeña del fondo es de tipo "Dancing Gourd" 'Dancing Gourd'[cita 84] (Calabacita bailadora) o "Tennessee Dancing"[cita 85] (Bailadora de Tennessee) o "Spinning gourd" (Calabacita giradora)[cita 85], una botellita muy pequeña que los niños hacen girar como un trompo. En el medio una "Bicolor Pear"[cita 86][cita 87] (Pera Bicolor) en este caso "Warty" (con verrugas).
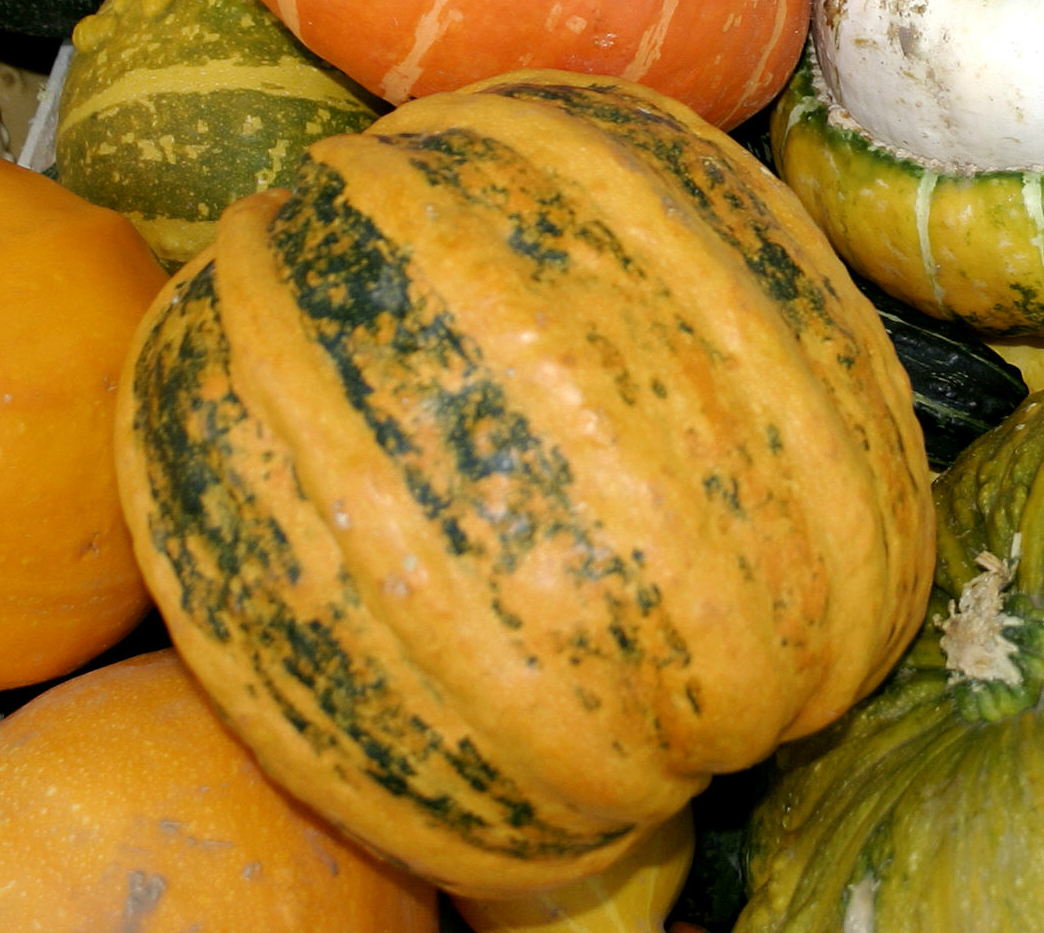
Un "mini Southern Miner".

Más cultivares: 'White Ball' (Bola Blanca), 'Yellow Ball' (Bola Amarilla), 'Spoon' (Cuchara, no bicolor), Bell (Bishop's Mitre of 1866), 'Egg' o 'White Egg' (Huevo Blanco) o  'Goose Egg', 'Nest Egg' (Huevo de pájaro), 'Japanese Nest Egg', 'Koshare Spoon', 'Brazilian Sugar', 'Big Bell', 'Der Wing', 'Pineapple' (sinónimo: 'Yugoslavian Fingers'), 'Scoop', 'Dinosaur Egg'.
Ubicación taxonómica. Ubicadas en el grupo informal normalmente llamado Cucurbita pepo Ornamental Gourds (Calabacitas Decorativas)., pueden pertenecer taxonómicamente a cualquiera de las variedades dentro de la especie. Nótese que son esperablemente no palatables en cambio los "mini pumpkin" que son comestibles y de cáscara blanda, pertenecen al grupo Pumpkin junto con los demás "zapallos de Halloween". Puede encontrarse en los arreglos y no pertenece a ninguno de estos dos grupos Cucurbita maxima tipo "mini Turban", comestible como su par de tamaño normal. Las por ella conocidas fueron descriptas por Decker-Walters (editora, 1996), en algunas semillerías como Seedman hay descripciones informales con fotos, en la web del Missouri Botanical Garden hay fotos de algunos cultivares.
Otras calabazas ornamentales.

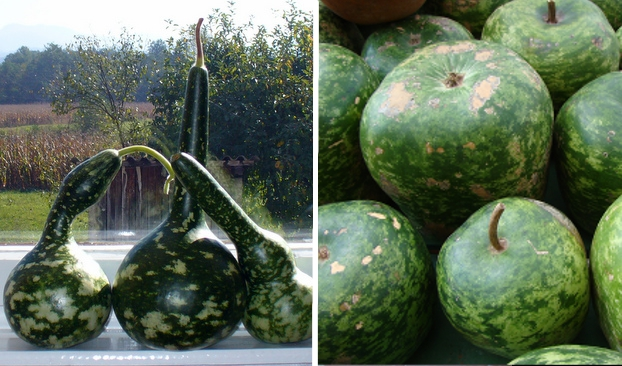
Calabazas de Lagenaria decorativas: 'Swan' (Cisne) y 'Apple' (Manzana)

Lagenaria siceraria. Las calabazas de esta especie tienen un uso principalmente recreativo en Estados Unidos. A diferencia de las de Cucurbita su curado lleva tres o más meses, y duran varios años, no poseen colores llamativos.

## Calabazas silvestres

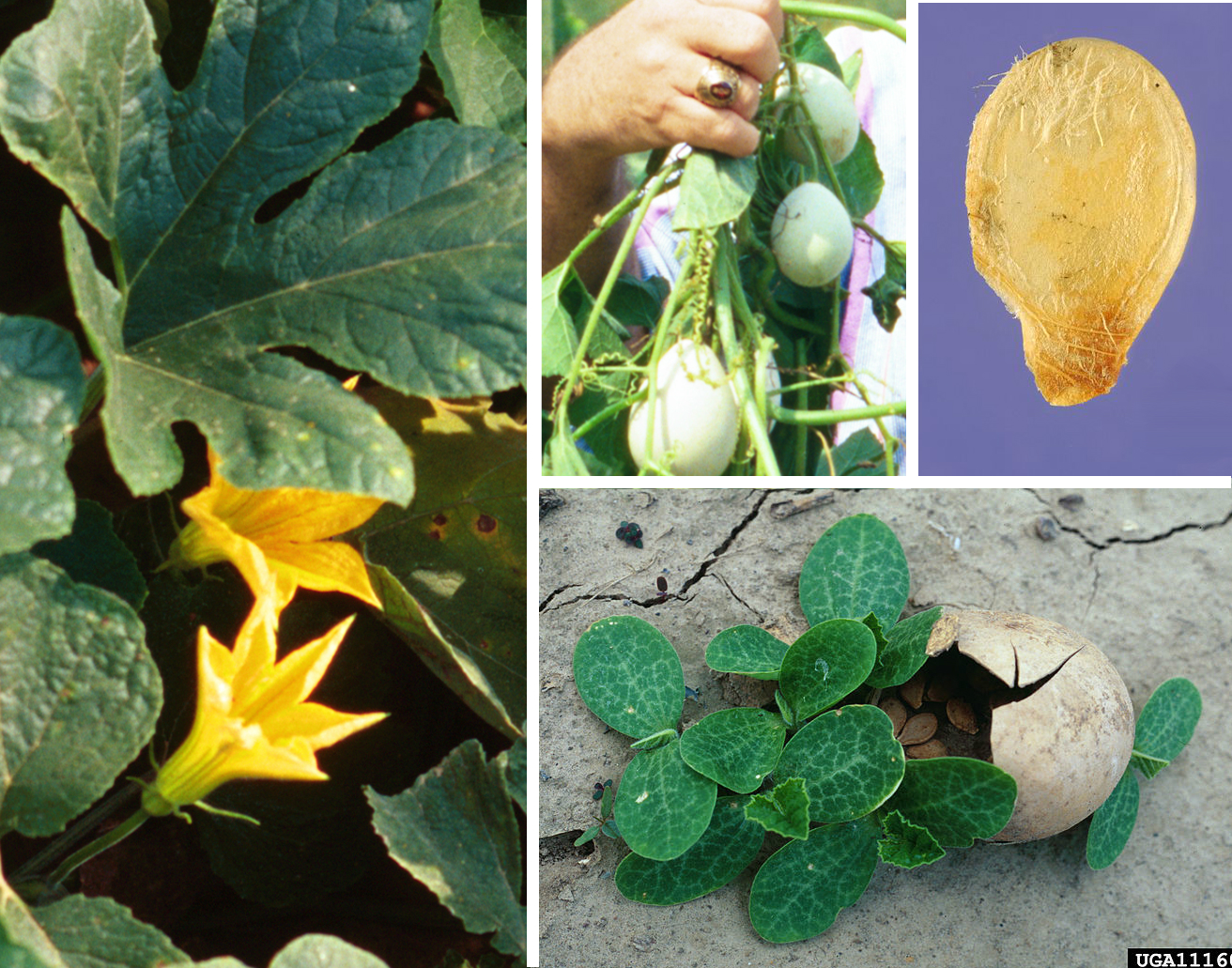
Cucurbita pepo subsp. texana[46] (=Cucurbita texana), hibrida con todo Cucurbita pepo,[46] presente sólo en Texas (Estados Unidos). La suelen llamar "Texas gourd" o "Texas wild gourd" así que puede encontrársela traducida como "calabaza (silvestre) de Texas" o "calabaza (silvestre) texana" o "calabacilla texana".
Cucurbita pepo var. ozarkana[46] (=Cucurbita ozarkana), hibrida con todo Cucurbita pepo.[46]
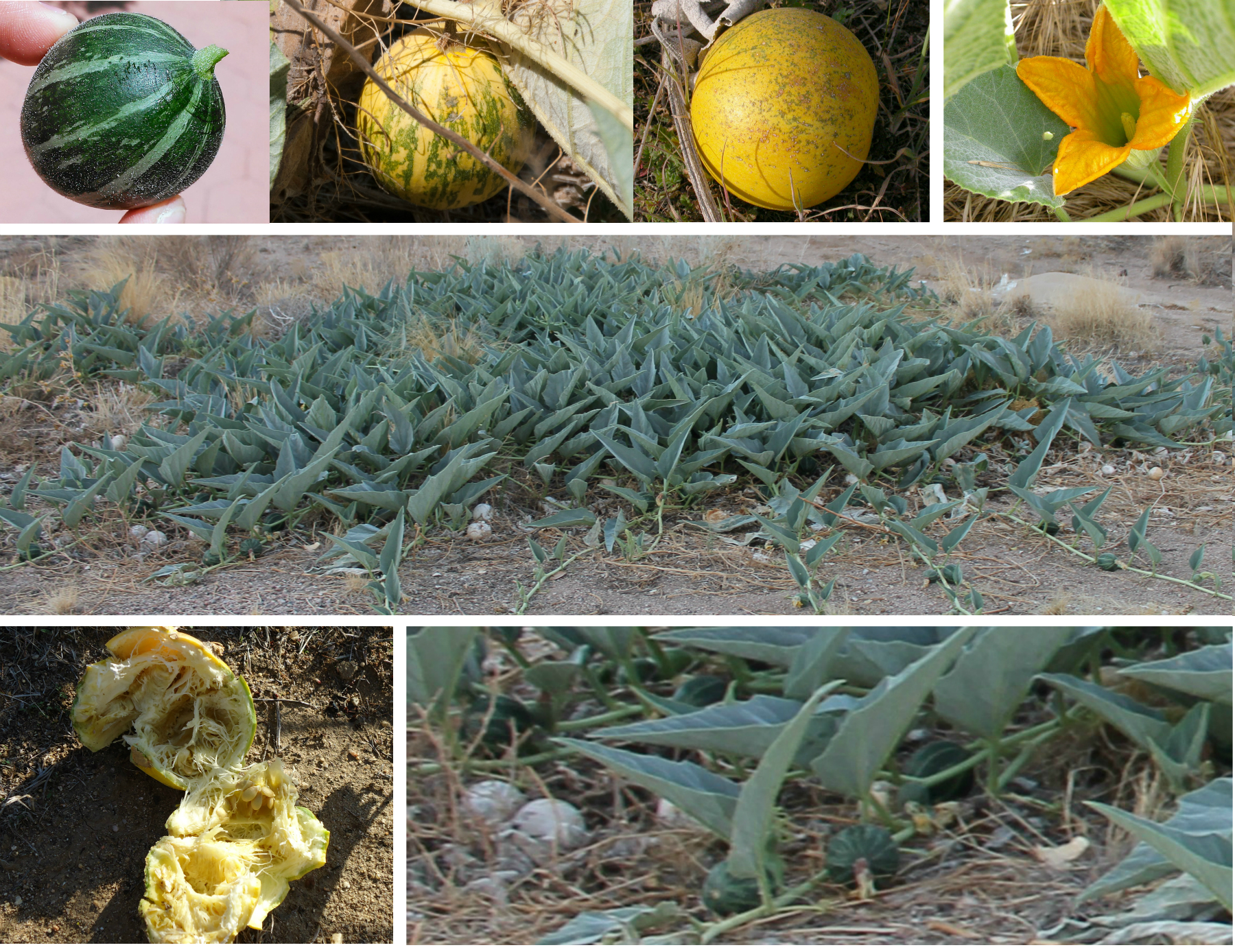
Cucurbita foetidissima, de México y Estados Unidos en zonas muy áridas y perenne, se comen las semillas, las hojas y las raíces reservantes y suculentas (el fruto no), se está estudiando mucho si conviene cultivarla. La particularidad de ser de climas muy áridos y soportar bien las sequías (planta perenne con órganos reservantes), se estudia su cultivo por eso. Nombres comunes: el más común (Feral) Buffalo Gourd, luego Fetid Gourd, Missouri gourd, calabacilla (es común que se lo escriba con el error de ortografía, calabazilla), chili coyote. Aclaración de que todas las variedades de Cucurbita silvestres, de fruto pequeño y tóxico, son potencialmente llamadas "calabacilla" o "calabacilla loca" en México, como Cucurbita digitata o Cucurbita palmata, etc, ver en tabla más abajo de calabazas silvestres de México.

## Otros nombres
En Calabazas, calabacines, zapallos, zapallitos y nombres afines (además se provee la definición de: zapallo de guía, zapallito de tronco, zapallo del año, zapallo de almacenaje, zapallo de guarda, zapallo temprano o primicia).
Próximamente información sobre calabacines Adroguenses

## Citas
1. 1 2 3 4  Paris (1989[5]): "Some rare pumpkin (Cucurbita pepo Pumpkin Group) cultivars have lignified rinds and even warts. Expression of lignified rind is conditioned by the dominant gene Hr (hard rind) and of warts by the dominant gene Wt. Both Hr and Wt must be present for wartiness to develop (Schaffer et al. 1986a[13]). Primitive forms from Mexico, exemplified by PIs 442315 and 442325, have smooth but thick lignified rinds; these forms may be representative of an earlier stage in evolution under domestication, an early offshoot, or a separate line of domestication from the pumpkin line. The South African cultivar 'Little Gem' is a miniature pumpkin having a smooth, thin, but lignified rind. 'Nantucket', a pumpkin cultivar of the 19th century (Burr 1863[14], Goff 1888[15]), had warts. The reportedly very high quality of 'Little Gem' and 'Nantucket' indicates that these pumpkins are well advanced from primitive stocks. Their hard rinds would suggest that they were derived through hybridization between pumpkins and hard-rinded forms".
2. ↑  Paris (1989[5]): "Pumpkins are consumed when the fruits are fully mature. Their fruit rinds are not lignified, enabling easy slicing of the fruits. This characteristic apparently was important to Native Americans, for it has been suggested (Kay et al. 1980[6], Whitaker and Cutler 1965[7]) that it was common practice to slice the fruits into strips and then hang the strips to dry, for preservation of the flesh."
3. ↑  Robinson y Decker-Walters (1997[8]) p. 77: "In the USA, the most familiar use of pumpkins of Cucurbita pepo is for Halloween jack-o'-lanterns. Every autumn, the orange, round or oval fruits are carved into grotesque faces and illuminated from within by candles".

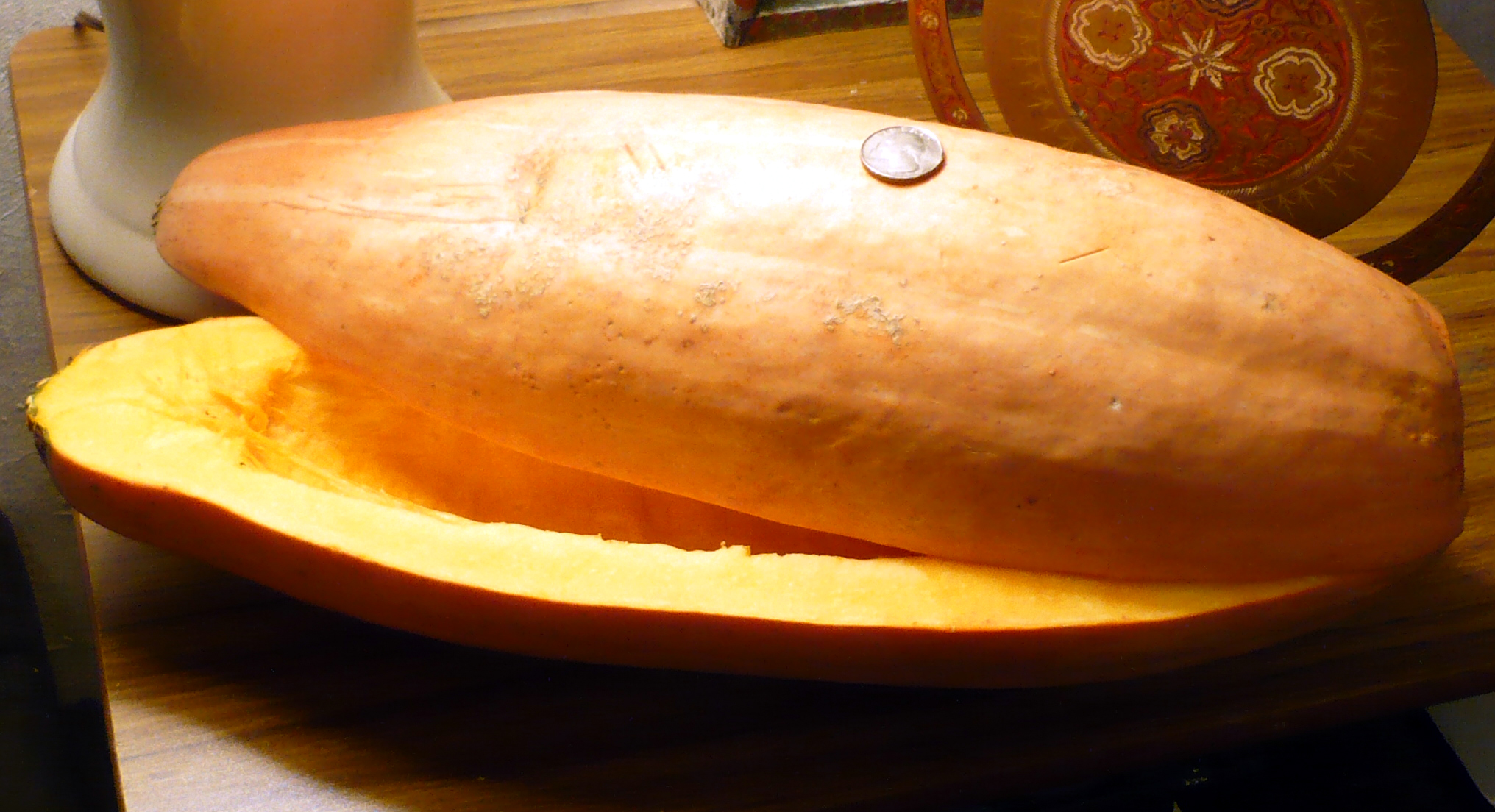
Banana.

4. ↑  Schultheis JR. 2006:[9] "Pumpkins are grown primarily for decorative/display purposes. The fruit are used to adorn the home and festivals and are one indicator that the autumn season has arrived. In addition, the primary use of pumpkins by US citizens is as jack o’lanterns. Jack o’lanterns are used for display or are carved at Halloween. The primary species used for jack o’lanterns is Cucurbita pepo. C. maxima and C. moschata are also used, but to a lesser extent."
5. ↑  Missouri Botanical Garden, Cucurbita pepo[10] . Cucurbita pepo 'Connecticut Field'. Foto ampliada: http://www.missouribotanicalgarden.org/PlantFinder/FullImageDisplay.aspx?documentid=21325
6. ↑  Missouri Botanical Garden, Cucurbita pepo[10] . Cucurbita pepo 'Autumn King'. Foto ampliada: http://www.missouribotanicalgarden.org/PlantFinder/FullImageDisplay.aspx?documentid=21336
7. ↑  Missouri Botanical Garden, Cucurbita pepo[10] . Cucurbita pepo 'A & C 510'. Foto ampliada: http://www.missouribotanicalgarden.org/PlantFinder/FullImageDisplay.aspx?documentid=21337
8. ↑  Missouri Botanical Garden, Cucurbita pepo[10] . Cucurbita pepo 'Cotton Candy'. Foto ampliada: http://www.missouribotanicalgarden.org/PlantFinder/FullImageDisplay.aspx?documentid=21343
9. ↑  Creepy Gardeners, "Spooky Plants"[11]: "Cucurbita pepo ‘Winter Luxury’ is diminutive in stature but mighty in taste. The fine, rough netting around the shell is a distinguishing feature of this 1896 heirloom. This is the gold-standard pie pumpkin that can be eaten right out of the garden. It won’t store as long as the other species." Foto ampliada: http://my.chicagobotanic.org/wp-content/uploads/Cucurbita-pepo-Winter-Luxury-580x387.jpg
10. ↑  Missouri Botanical Garden, Cucurbita pepo[10] . Cucurbita pepo 'Winter Luxury Pie'. Foto ampliada: http://www.missouribotanicalgarden.org/PlantFinder/FullImageDisplay.aspx?documentid=21320
11. 1 2 3  Robinson y Decker-Walters (1997[8]) p. 79: "Miniature pumpkins of Cucurbita pepo (e.g. 'Jack Be Little', 'Munchkin', and 'Baby Bear'), with fruits looking like 'Jack O'Lantern' but much smaller, have become popular in recent years. They are used for decoration and are edible as well."
12. ↑  Missouri Botanical Garden, Cucurbita pepo[10] . Cucurbita pepo 'Li'l Pump-ke-mon'. Foto ampliada: http://www.missouribotanicalgarden.org/PlantFinder/FullImageDisplay.aspx?documentid=21297
13. ↑  Missouri Botanical Garden, Cucurbita pepo[10] . Cucurbita pepo 'Sweet Lightning'. Foto ampliada: http://www.missouribotanicalgarden.org/PlantFinder/FullImageDisplay.aspx?documentid=21344
14. 1 2 3 4 5 6 7 8 9 10 11 12 13 14  Código Internacional de Plantas Cultivadas (Brickell et al. 2009[32]) "Art. 3.5. When a Group is divided or when two or more Groups are united or when the circumpscription of a Group is otherwise significantly re-defined in such a way that the resulting Group no longer has the same circumpscription a new name must be given for the resulting Group(s). Ex. 11. In the example given above, Solanum tuberosum Maincrop Group and S. tuberosum Red-skinned Group may be united to form a re-circumscribed Solanum tuberosum Maincrop Red-skinned Group. Ex. 12. Tulipa Dutch Breeders Group and T. English Breeders Group were united into the newly circumscribed T. Breeders Group (see J. F. Ch. Dix, A classified list of tulip names 4, 1958). Ex. 13. Recent breeding programmes in Begonia have led to the recognition of separate Groups within the existing Elatior Group. In due course these may be given new Group names instead of being referred to the Eliator Group as currently circumscribed. Ex 14. In the 1950s, a number of Magnolia hybrids were developed by D. T. Gresham and these have been referred to as Gresham Hybrids or as the Gresham Group. The inclusion of these hybrids in such a Group is unsatisfactory, the Group name being merely a statement of origin with individual members not showing characters in common. Two distinct Groups of Gresham's hybrids have, however, been recognized as Svelte Brunette Group and Buxom Nordic Blonde Group, each of which has a distinct set of characteristics (see J. M. Gardiner, Magnolias 118-120. 1989)".
15. ↑  El autor del nombre, Paris (1986[1]): "1. Cucurbita pepo Pumpkin Group. Fruits spherical, oblate or oval, round or flattened at ends. Cultivars include: C. pepo 'Connecticut Field', C. pepo 'Jack O'Lantern', C. pepo 'Small Sugar', C. pepo 'Spookie'. C. pepo L. var. pepo Bailey." Si bien la descripción es inamovible[cita 14], Robinson y Decker-Walters (1997[8]) p. 78: "For Cucurbita pepo, we will use the classification by Paris (1986[1]), which is based primarily on fruit shape; his groupings of cultivares are: (...) Pumpkin: Fruit orange, round or oval."
16. ↑  Robinson y Decker-Walters (1997[8]) p. 79: "'Connecticut Field' pumpkin has been grown in the USA since Colonial times and is still listed in some seed catalogues today."
17. 1 2  Robinson y Decker-Walters (1997[8]) p. 81-82: "Show pumpkins are grown for forage in India, where there is much diversity. In various countries, cultivars producing massive, orange fruits, such as 'Atlantic Giant' and 'Big Max', are cultivated for entry into contests for large fruits."
18. ↑  Robinson y Decker-Walters (1997[8]) p. 80: " (...) Not all of the localized landraces of Cucurbita maxima that have evolved can be placed in the following informal classification scheme, which is based on Castetter (1925[2]): (...) Show. Fruit large, orange, with a soft rind and white seeds".
19. ↑  Paris (1989[5]): "The crooknecks and the straightnecks are the only groups of cultivars (excluding some ornamental gourds) that, at least nowadays, are comprised mainly of forms having fruits that are both warted and yellow". (...) "Both the crooknecks and straightnecks are characterized by warted rinds (Hr, Wt) and yellow immature fruit color (Y), characteristics occurring in relatively few other culinary forms of C. pepo."
20. ↑  Paris (1989[5]): "The accounts of Sturtevant (Hedrick 1919[18]) and Tapley et al. (1937[19]) suggest that crooknecks existed long before 1828. This and other literature (Nuttall 1818[20]) would also suggest that the appearance of the crooknecks in recorded history was delayed because they were cultivated in interior regions of North America, which were inaccessible to early explorers. Thus, the possibility exists that this group is an ancient and separate line of domestication, like the pumpkins and the scallops. Unlike the other two groups, the crookneck was not widely distributed nor did it consist of a number of distinct variants. As crooknecks have been cultivated continuously in North America at least since 1828, it seems safe to assume that the modern crookneck cultivars are the direct descendants of those cultivated over 150 yr ago".
21. ↑  Paris (1989[5]): "The lone cultivar of the straightneck type described by Tapley et al. (1937[19]) is 'Giant Summer Straighneck', reportedly a selection from 'Giant Crookneck' and introduced in 1896. In addition, the well-known cultivar 'Early Prolific Straightneck', introduced in 1896. In addition, the well-known cultivar 'Early Prolific Straightneck', introduced in 1938 by Ferry-Morse, was reportedly a selection from 'Summer Crookneck' (Minges 1972[21])".
22. 1 2  Robinson y Decker-Walters (1997[8]) p. 79: "'Yellow Crookneck' and similar cultivars with a curved neck and hard, warty rind when mature are popular in southern USA. Cultivars of the straightneck group were probably originally selected from these crookneck squashes."
23. ↑  The modern straightneck generally resemble the modern crooknecks with regard to foliage and plant characteristics.
24. ↑  Paris (1989[5]): "The origin of the straightnecks of today appears to be quite recent, American, and separate from the incipient form depicted by Tournefort (1700[22]). To the best of my knowledge, the straightnecks have been and are grown almost exclusively in North America."
25. ↑  Paris (1989[5]): "All modern forms of crookneck are of bush habit, but according to Tapley et al. (1937[19]), viney forms of crookneck were once common".
26. 1 2 3  El autor del nombre, Paris (1986[1]): "Cucurbita pepo Crookneck Group. Fruits elongate with slim, long, slightly to very curved neck, distal half of fruit broad. Cultivars include: Cucurbita pepo 'Early Yellow Crookneck', Cucurbita pepo 'Golden Summer Crookneck'. C. pepo L. var. torticollis Alefeld." Si bien la descripción es inamovible[cita 14], Robinson y Decker-Walters (1997[8]) p. 78: "For C. pepo, we will use the classification by Paris (1986), which is based primarily on fruit shape; his groupings of cultivares are: (...) Crookneck. Fruit elongated with a curved neck."
27. ↑  Paris (1989[5]): "The earliest use of the word crookneck for a form of C. pepo appears to be that referred to by Stustevant (Hedrick 1919[18]) and Tapley et al. (1937[19]), who stated that a cultivar by the name of 'Summer Crookneck' first appeared in a North American seed catalog as early as 1828."
28. ↑  Paris (1989[5]): "Alefeld (1866[23]) assigned the Latin name C. pepo torticollis to the crooknecks".
29. 1 2  El autor del nombre, Paris (1986[1]): "Cucurbita pepo Straightneck Group. Fruits cylindrical, with short, slightly constricted neck near stem end and distal half of fruit broad. Cultivars include: Cucurbita pepo 'Early Prolific Straightneck'. C. pepo L. var. recticollis ssp. nov." La descripción es inamovible[cita 14], Robinson y Decker-Walters (1997[8]) la parafrasean en p. 78: "For C. pepo, we will use the classification by Paris (1986[1]), which is based primarily on fruit shape; his groupings of cultivares are: (...) Straightneck. Fruit cylindrical with a straight, slightly constricted neck."
30. ↑  Robinson y Decker-Walters (1997[8]) p. 79: "'Yellow Crookneck' and similar cultivars with a curved neck and hard, warty rind when mature are popular in southern USA. Cultivars of the straightneck group were probably originally selected from these crookneck squashes. 'Early Prolific Straightneck', an important yellow-coloured summer squash, was introduced by the Ferry Morse Seed Company in 1938."
31. 1 2 3 4 5  El autor del nombre, Paris (1986[1]): "2. Cucurbita pepo Scallop Group. Synonym Patty Pan. Fruits flattened, almost disc-shaped, with wavy equatorial or nearly equatorial margins. Cultivars include: Cucurbita pepo 'Benning's Green Tint', Cucurbita pepo 'Golden Bush Scallop', Cucurbita pepo 'White Bush Scallop'. C. pepo L. var. clypeata Alefeld." Si bien la descripción es inamovible[cita 14], Robinson y Decker-Walters (1997[8]) lo describieron de una forma parecida pero no idéntica: p. 78: "For C. pepo, we will use the classification by Paris (1986[1]), which is based primarily on fruit shape; his groupings of cultivares are: (...) Scallop. Fruit small, flattened, typically with scalloped edges."
32. 1 2 3  Robinson y Decker-Walters (1997[8]) p. 79: "The fruit of 'White Bush Scallop' summer squash is similar to that depicted in ancient European herbals. It differs from the medieval squash, however, by having a bush habit."
33. ↑  Paris (1989[5]): "The scallops are grown for culinary use of their immature fruits. (...) The scallops are woody and inedible as mature fruits, but are firm and quite pleasant as young fruits".
34. 1 2  El autor del nombre, Paris (1986[1]): "Cucurbita pepo Zucchini Group (synonym Courgette). Fruits long, cylindrical, with little or no taper, ratio of length to width approximating or exceeding 3.5. Cultivars include: Cucurbita pepo 'Black Beauty', Cucurbita pepo 'Black Zucchini', Cucurbita pepo 'Fordhook Zucchini'. C. pepo L. var. cylindrica ssp. nov." La descripción es inamovible[cita 14], sin embargo Robinson y Decker-Walters (1997[8]) la citan ligeramente diferente, p. 78: "For Cucurbita pepo, we will use the classification by Paris (1986), which is based primarily on fruit shape; his groupings of cultivars are: (...) Zucchini. Fruit long, cylindrical, with little or no taper."
35. ↑  Robinson y Decker-Walters (1997[8]) p. 78: "Dark green zucchini-type cultivars (e.g. 'Black Zucchini', introduced in 1931) are the most popular summer squashes in the USA, but lighter green cultivars (e.g. 'Cousa') are preferred in the Middle East. (...) Althought most zucchinis have green rinds, scientists have recently selected types with the B allele for yellow rind (e.g. 'Burpee's Golden Zucchini')."
36. ↑  El autor del nombre, Paris (1986[1]): "Cucurbita pepo Vegetable Marrow Group. Fruits of short, tapered, cylindrical shape. Gradual taper from narrow at peduncle end to broad at stem and, ratio of lenght to broadest width ranging from 2.0 to 3.0. Cultivars include: Cucurbita pepo 'Beirut', Cucurbita pepo 'Sihi Lavan'. C. pepo L. var. fastigata ssp. nov. for the tapered shape of the fruits." La descripción es inamovible[cita 14], Robinson y Decker-Walters (1997[8]) la citan en p. 78: "For C. pepo, we will use the classification by Paris (1986), which is based primarily on fruit shape; his groupings of cultivares are: (...) Vegetable marrow. Fruit short, cylindrical, tapering from the broad blossom end to the narrow peduncle end."
37. 1 2  Robinson y Decker-Walters (1997[8]) p. 79: "Vegetable marrows, which are grown in the UK and elsewhere, are used at all stages of maturity. 'Vegetable Spaghetti', an unusual member of this group (...)"
38. ↑  Wang et al. (2011[25]). J. Brent. Loy, Chapter 4 "Breedign Squash and Pumpkins", p.94-95: "The three most important classes of winter squash consumed in North America are acorn (C. pepo), buttercup/kabocha (C. maxima), and butternut (C. moschata)."
39. ↑  Robinson y Decker-Walters (1997[8]) p. 80: "Three horticultural groupings of C. moschata cultivars are recognized in the commercial trade of North America: (...) Bell. Fruit bell-shaped to almost cylindrical."
40. 1 2  Robinson y Decker-Walters (1997[8]) p. 80: "The bell squash 'Butternut' is an important winter squash with excellent quality. It was selected for better fruit shape from the heirloom cultivar 'Canada Crookneck' and introduced by the Breck Seed Company in 1936. The elongated neck of the buff-coloured 'Butternut' fruit is generally straight but occasionally curved. The neck is entirely usable because the small seed cavity is confined to the bulbous base of the fruit. 'Waltham Butternut' is similar, but produces a higher proportion of fruits with straight necks. It was obtained by crossing 'New Hampshire Butternut' with an African plant introduction to the USA, and has been a very popular cultivar ever since its commercial introduction in 1970".
41. ↑  Robinson y Decker-Walters (1997[8]) p. 80: "Three horticultural groupings of C. moschata cultivars are recognized in the commercial trade of North America: (...) Crookneck. Fruit round at the blossom end with a long straight or curved neck."
42. ↑  Andres (2004b[30]): "(In Cucurbita moschata), as in C. pepo, a number of landraces and cultivars, often long-fruited, are grown partly or primarily for culinary use of the young fruit (Paris 1989), these include some landraces from tropical America, the European cultivars 'Rampicante Trombocino' and 'Longue de Nice', and the Korean cultivars 'Aehobag', 'Sangol', 'Seoulmadi' and 'Sigol'."
43. ↑  El autor del nombre, Paris (1986[1]): "Cucurbita pepo Acorn Group (synonim Table Queen). Fruits shaped like a top, broad at stem end and coming to a point at blossom end, deeply furrowed. Cultivars include: Cucurbita pepo 'Table Queen', Cucurbita pepo 'Table King', Cucurbita pepo 'Mammoth Table Queen', Cucurbita pepo 'Royal Acorn', Cucurbita pepo 'Ebony', Cucurbita pepo 'Jersey Golden Acorn'. C. pepo L. var. turbinata ssp. nov. (new subspecific designation) for the top-shaped fruits." Si bien la descripción es inamovible[cita 14], Robinson y Decker-Walters (1997[8]) la citan con ligeros cambios: p. 78: "For Cucurbita pepo, we will use the classification by Paris (1986), which is based primarily on fruit shape; his groupings of cultivares are: (...) Acorn. Fruit small, top-shaped, furrowed, pointed at the blossom end."
44. ↑  Robinson y Decker-Walters (1997[8]) p. 79: "'Table Queen', one of the few winter squash cultivars of Cucurbita pepo, was introduced in 1913 by the Iowa Seed Company. This acorn squash produces small, ribbed fruits which are often cut in half and baked. It is similar to a landrace grown by Native Americans before the Discovery. 'Table Queen' and its antecedents have a vining plant habit, but 'Table Ace' and other bush cultivars with fruit shape similar to 'Table Queen' have been bred."
45. ↑  Robinson y Decker-Walters (1997[8]) (...) Not all of the localized landraces of Cucurbita maxima that have evolved can be placed in the following informal classification scheme, which is based on Castetter (1925): Hubbard. Fruit oval, tapering to curved necks at both ends, with a very hard rind and white seeds.
46. ↑  Robinson y Decker-Walters (1997[8]) p. 81:"Hubbard" produces a large, oval fruit that stores well and is of good quality. It was introduced by James Gregory of Marblehead, Massachusetts in 1856, but was probably originally brought to New England from South America in the eighteenth century. Cultivar selections have been made that produce orange, green or grey fruits."
47. ↑  Robinson y Decker-Walters (1997[8]) (...) Not all of the localized landraces of Cucurbita maxima that have evolved can be placed in the following informal classification scheme, which is based on Castetter (1925): Banana. Fruit long, pointed at both ends, with a soft rind and brown seeds. (...)
48. ↑  Robinson y Decker-Walters (1997[8]) p. 80: " (...) Not all of the localized landraces of Cucurbita maxima that have evolved can be placed in the following informal classification scheme, which is based on Castetter (1925): (...) Marrow. Fruit oval to pyriform, tapering quickly at the apex and gradually towards the base, with white seeds".
49. ↑  Robinson y Decker-Walters (1997[8]) p. 80: "Three horticultural groupings of Cucurbita moschata cultivars are recognized in the commercial trade of North America: (..) Cheese. Fruit variable, but usually oblate with a buff-coloured rind."
50. ↑  Robinson y Decker-Walters (1997[8]) 'Cheese', one of the oldest C. moschata cultivars grown in the USA, has a flattened, ribbed fruit similar in shape to a cheese box, with buff-coloured rind and deep orange flesh. It was popular for canning and stock feed during the nineteenth century.
51. ↑  Robinson y Decker-Walters (1997[8]) (...) Not all of the localized landraces of Cucurbita maxima that have evolved can be placed in the following informal classification scheme, which is based on Castetter (1925): (...) Delicious. Fruit turbinate, shallowly ribbed, with a hard rind and white seeds.
52. ↑  Paris (1989[5]): "Other cultivars, such as 'Delicata', are more or less unique and are not readily classifiable in any one modern group. 'Delicata' was first introduced by a seedsman in the USA in 1894 (Tapley et al. 1937[19]), but a fruit very much like those of this cultivar was illustrated by Naudin (1856[37])."
53. ↑  Backyardgardener[38]: " 'Delicata' is an heirloom variety squash. The trailing vines bear heavy yields of 8-10 inch long, thin-skinned fruits with orange-yellow, sweet flesh. The vines can be trained up trellises. Does not store well, possibly owing to the thinness of its skin."
54. ↑  Robinson y Decker-Walters (1997[8]) p. 79: "'Vegetable Spaghetti', an unusual member of this (Vegetable Marrow) group, is said to have originated in Manchuria and was introduced into North American commerce in 1936. When mature, the yellow, oval fruit can be cooked intact, after which, it is cut open to serve the thin strands of flesh resembling spaghetti."
55. ↑  Robinson y Decker-Walters (1997[8]) p. 79: "Scientists from Israel selected an orange hybrid cultivar called 'Orangetti' in 1986. In addition to having a higher concentration of carotenoids in the orange flesh, this cultivar differs from the viny 'Vegetable Spaghetti' by having a semi-bush habit."
56. 1 2 3  Paris (1989[5]): "The fruits of other Cucurbita pepo cultivars are not palatable and are grown purely for decorative purposes. These are known collectively as ornamental gourds, and they occur in a wealth of shapes and colors (Bailey 1937[45])."
57. ↑  Paris (1989[5]): "Some of the ornamental gourd cultivars, such as 'Flat', 'Miniature Ball', and 'Pear', differ little from wild and feral C. pepo in their phenotypic characteristics, including small fruit size and striped fruit color pattern."
58. 1 2 3 4  Seedman, Gourd seed:[42]: "Los Tipos: "flat", "round", "pear", "spoon", en colores: "solid", "stripes", bicolor". Seedman, Gourd seed:[42]: "SF073 Weird Warted Pro Mix (Cucurbita pepo Mix ). With a fantastic array of shapes, patterns, and colors, this wildly warted gourd mix is great fun for the family garden, and a high demand item for market. Originally created for the packing trade, with a more uniform smaller size than some mixes, with flats, rounds, pears, and spoons in solids, stripes, and bicolors all included. 80-95 Days."
59. ↑  Seedman, Gourd seed:[42]: "RGS008 Orange Gourd (Cucurbita pepo). Round, smooth bright orange 2+ to 3" gourds, perfect for fall decorations."
60. ↑  Seedman, Gourd seed:[42]: "RGS030 Orange Warted (Cucurbita pepo). Small orange gourd covered with warts. Good fall decoration."
61. ↑  Decker-Walters (1996[43]): "Warty (Orange Warted, Warty Hardhead, Warty Fancy Gourd) - Vendor: Vilmorin. Characteristics: Fruit oblate to spherical to short oblong, 3-4" diameter, covered with numerous round protuberances or warts, rind orange, green, or rarely white, sometimes striped. 1885."
62. ↑  Seedman, Gourd seed:[42]: "RGS125 Goblin Eggs Mixture. Delightful mix of egg-shaped gourds, great for holiday displays. Goblin Eggs Mix Gourds are uniform size; fast to mature. 80 Days. (NOTA. en la foto se ven huevos del mismo tamaño, de diferentes colores sólidos o con bandas)."
63. ↑  Decker-Walters (1996[44]): "Pear, White - Vendor: Vilmorin. Characteristics: fruit pear shaped, 3-5" long, surface smooth, rind white. 1885."
64. ↑  Decker-Walters (1996[43]): "Pear, Striped - Vendor: Vilmorin. Characteristics: like White Pear but rind is dark green with lighter colored stripes. Similar: White Pear. 1885"
65. ↑  Decker-Walters (1996[43]): "Spoon (Bicolor Spoon, Small Spoon) - Characteristics: similar to Bicolor Pear except that the stem-end neck is elongated and may be curved. Similar: Bicolor Pear. Bailey, 1937."
66. ↑  Seedman, Gourd seed:[42]: "RGS097 Spoon Bi-color Gourd (Cucurbita pepo). These small, orange-and-green colored gourds have slender necks and a club shape similiar to the common Spoon Gourd."
67. 1 2  Decker-Walters (1996[44]): "Autumn Wings (Swan) - Vendor: Rupp Seeds. Characteristics: dipper shaped fruit with bowl measuring 2 1/2 - 3" in diameter and a narrow neck up to 8" long; rind multicolored, warted, and "winged" (ridged); 100 day maturity. 2000."
68. ↑  Missouri Botanical Garden, Cucurbita pepo[10] . Cucurbita pepo 'Autumn Wings'. Foto ampliada: http://www.missouribotanicalgarden.org/PlantFinder/FullImageDisplay.aspx?documentid=21298
69. ↑  Seedman, Gourd seed:[42]: "RGS158 Autumn Wing Swan Mix (Cucurbita pepo). The Autumn Wings blend is a very unique gourd series that offers many colors and patterns on fruit that have wings on the bulb end. This formulated mix includes approximately 50% medium size wing gourds and 25% each of small wings and large wings. All the sizes have a winged bulb that is approximately 2.5-3" in diameter. The small size has a 4 - 5" long neck; the medium size has a 6" long neck; the large size has a 12" long neck. Many of the fruit will also be warted. You should plant this mix early so that the gourds can fully mature before harvest. Immature wings on the gourds are easily damaged and can break off or rot. 100 days."
70. ↑  Decker-Walters (1996[43]): "Flat Striped (Broad Striped, White-striped Flat Fancy Gourd) - Vendor: Vilmorin. Characteristics: fruit short cylindrical, 1.5-2.5"long x 3-4" diameter, flattened to concave at ends, somewhat angular around circumference, rind dark green with lighter colored stripes or marbling, flesh bitter. 1885."
71. ↑  Seedman, Gourd seed:[42]: "RGS007 Small Flat Striped (Cucurbita pepo). Flattened oval, with white to yellow with dark green stripes. Very decorative."
72. 1 2  Seedman, Gourd seed:[42]: "RGS144 Daisy Gourd (Cucurbita pepo). 95 Days. Mixed colors of green, orange, yellow and white with most having a unique daisy pattern look on the stem end. The small gourds measure 2.5-3" high by 3" wide. Recommened 1.5-2' spacing in row and 6' between rows. It will yield better if it is not over populated."
73. 1 2  Decker-Walters (1996[43]): "Crown of Thorns (Finger, Holy Gourd, Sugar Bowl) - Characteristics: fruit spherical to oblong, about 5" diameter, with five pairs of finger-shaped protuberances extending from the ridges at the stem end freely out towards the blossom end, surface typically smooth but sometimes warty, rind white to yellow. Bailey, 1937."
74. ↑  Missouri Botanical Garden, Cucurbita pepo[10] . Cucurbita pepo 'White Crown of Thorns'. Foto ampliada: http://www.missouribotanicalgarden.org/PlantFinder/FullImageDisplay.aspx?documentid=21301Introduzca texto sin formato aquí
75. ↑  Decker-Walters (1996[43]): "Crown of Thorns, Striped - Vendor: Stokes. Characteristics: similar to Crown of Thorns but rind has green and white stripes. Similar: Crown of Thorns. 1985."
76. ↑  Seedman, Gourd seed:[42]: "RGS018 Striped Crown of Thorns (Cucurbita pepo var. ovifera). Multi-colored, striped version of the Crown of Thorns."
77. ↑  Seedman, Gourd seed:[42]: "RGS006 Shenot Crown of Thorns (NOTA, es un Cucurbita pepo, lo lista erróneamente como Cucurbita maxima). Upright spikes give this unusual plant a crown-like appearance. Colors range through cream, yellow, orange and green, some striped."
78. ↑  Decker-Walters (1996[43]): "Crown of Thorns, Shenot - Breeder: Agway. Vendor: Hollar. Parentage: selected from variant grown at Shenot Farms. Characteristics: similar to Crown of Thorns but rind is brightly multicolored; 90-100 day maturity. 1982."
79. ↑  Seedman, Gourd seed:[42]: "1A241 Rupp's Galaxy of Stars F1 Mix. An exciting new Rupp hybrid gourd mixture developed by our Plant Breeder, Duane Bell. Galaxy of Stars are in the shape of a 5 point star, with many colors and can be mechanically washed. An excellent opportunity to have an entire new gourd product for table decorations this year. "
80. ↑  Seedman, Gourd seed:[42]: "RGS161 Gremlins Mix (Cucurbita pepo). Large, colorful, warted collection. Gremlins are bright, bold, and crazy with warts. Small to medium-sized (5-7"+) gourds with various solid and speckled vibrant colors, in a multitude of shapes: stars, wings, acorns, mushrooms, necks, and more. "
81. ↑  Decker-Walters (1996[43]): "Apple (Early Apple, Apple Squash) - Vendor: Hovey. Characteristics: fruit obtusely conical to spherical, less than 3" diameter, rind pale yellow to white. 1847."
82. ↑  Seedman, Gourd seed:[42]: "RGS109 Ten Commandments (Cucurbita pepo).Softball sized fruits have five pairs of protruding prongs that point towards the blossom end. Nice mixture of bright striped, mottled, multicolored fruits. 95 days. "
83. ↑  Missouri Botanical Garden, Cucurbita pepo[10] . Cucurbita pepo 'Dancing Gourd'. Foto ampliada: http://www.missouribotanicalgarden.org/PlantFinder/FullImageDisplay.aspx?documentid=21332
84. 1 2  Seedman, Gourd seed:[42]: "RGS095 Tennessee Dancing, Spinning Gourd (Cucurbita pepo). A tiny gourd just 2" long! They are bottle shaped and green and white striped- turning tan when dry. This unique heirloom used to be popular with school children in years gone by, kids would bring 'em to play with. Dancing gourds spin just like a top, they make great toys, superb crafts, arrangements, and much more!"
85. ↑  Decker-Walters (1996[43]): "Pear, Bicolor (Ringed Pear) - Vendor: Vilmorin. Characteristics: like Striped Pear but the stem end half is striped in shades of yellow and the blossom end in greens; Ringed Pear is a variant where the green portion forms only a rind instead of covering half the fruit. Similar: Striped Pear. 1885."
86. ↑  Seedman, Gourd seed:[42]: "RGS033 Pear Bicolor (Cucurbita pepo). Pear shaped hard and smooth fruit with lower half green, upper half yellow to buff. "
87. ↑  Decker-Walters (1996[43]): "Ball, White - Vendor: Stokes. Characteristics: similar to Yellow Ball but with white rind. Similar: Yellow Ball. 1995."
88. ↑  Decker-Walters (1996[43]): "Ball, Yellow - Vendor: Stokes. Characteristics: rind dull yellow. Similar: Apple. 1982."
89. ↑  Seedman, Gourd seed:[42]: "RGS003 Spoon Gourd (Cucurbita pepo). Colorful. Small ball at one end perfect for hollowing out to use as a spoon."
90. ↑  Decker-Walters (1996[43]): "Bell (Bishop's Mitre of 1866) - Characteristics: fruit bell shaped, 3.5" long x 3.5" diameter at widest point near blossom end, obscurely ridged, rind yellow flecked with green patches. Bailey's The Garden of Gourds, 1937."
91. 1 2 3  Decker-Walters (1996[43]): "Egg (Nest Egg, White Egg, Goose Egg) - Characteristics: fruit obovate, 2.5-3" long x 1.7-2.5" diameter at widest point near blossom end, rind typically all white but cultivars with green stripes may also be sold under this name. Burr's Field and Garden Vegetables of America, 1865."
92. ↑  Seedman, Gourd seed:[42]: "RGS009 Nest Egg Gourd (Cucurbita pepo). Beautiful, white oblong small gourds resembling eggs. Great for painting and decorations. They are sometimes used to fool setting hens into laying."
93. ↑  Missouri Botanical Garden, Cucurbita pepo[10] . Cucurbita pepo 'Japanese Nest Egg'. Foto ampliada: http://www.missouribotanicalgarden.org/PlantFinder/FullImageDisplay.aspx?documentid=21294
94. ↑  Seedman, Gourd seed:[42]: "RGS128 Koshare Yellow Banded Gourd (Cucurbita pepo). Koshare Spoon is an exciting new gourd with a unique appearance and a superior plant habit for better production. Maturing in 95-100 days, vigorous multi-stem bush plants permit higher populations and a more concentrated set. Both total yield and ease of harvest are improved. Koshare fruit are about 4.5 inches long and very uniform in shape. An assortment of banding patterns of vibrant dark green and golden yellow are produced on each plant. Because temperature during flower development affects fruit coloration, solid green fruit and fruit with 2-5 bands of alternating color are produced. Koshare can stand alone or be a handsome addition to small gourd mix. It’s color retention is excellent, enduring long after other gourds have faded away. Koshare Spoon is an absolute must for any serious gourd grower. "
95. ↑  Decker-Walters (1996[43]): "Brazilian Sugar (Brazilian, Brazilian Sugar Gourd) - Vendor: Vilmorin. Characteristics: fruit oval, 5-6" long x 4-5" diameter, obscurely ribbed, warty, rind orange, flesh yellow. 1885."
96. ↑  Decker-Walters (1996[43]): "Bell, Big - Characteristics: fruit shaped similar to Bell but larger, 4-6" long, surface smooth or somewhat warty, rind cream colored or green. Bailey, 1937."
97. ↑  Decker-Walters (1996[43]): "Der Wing - Vendor: Burpee. Characteristics: fruit oval, 5-6" long x 2.5-3" diameter, warty, rind white, flesh light yellow with greenish tinge; supposedly selected from Chinese germplasm. 1892."
98. ↑  Decker-Walters (1996[43]): "Pineapple (Early Pineapple, White Pineapple, White Turban) - Vendor: Burpee. Characteristics: fruit 8" long x 8" diameter, spindle shaped with 5 pairs of prominent projections around the median, some inclined outwards and others towards the apex or base, rind white; supposedly selected from Chilean germplasm. 1884."
99. ↑  Dave's Garden, 'Yugoslavian Fingers': "(Farmerdill from Augusta, in 2005): A most unique and unusual squash! Large, fluted, acorn-type fruits have ten finger-like ribs, that come to points at the end of each squash. Cream colored. An excellent ornamental type for fall decoration and marketing. Introduced as "Pineapple" in 1885 by James J.H. Gregory's Retail Catalogue, who said "A peculiar, striking-looking variety...Very fine grained and smooth to the taste." Read more: http://davesgarden.com/guides/pf/go/91904/#ixzz3HuY5Hu6j
100. ↑  Missouri Botanical Garden, Cucurbita pepo[10] . Cucurbita pepo 'Yugoslavian Finger'. Foto ampliada: http://www.missouribotanicalgarden.org/PlantFinder/FullImageDisplay.aspx?documentid=21310
101. ↑  Seedman, Gourd seed:[42]: "RGS143 Yugoslavian Fingers (Cucurbita pepo). 100 Days. This is a most unique and unusual gourd! Large, slightly oval, like a very large egg with 8-10 fingers jutting out from the top, that form wings or ribs on the sides of the fruit. The cream colored fruit most closely resemble a very large Crown of Thorns gourd. An excellent ornamental type for fall decoration and marketing."
102. ↑  Decker-Walters (1996[44]): "Ladle (Scoop) - Characteristics: fruit elongated pear shaped, 6-8" long, often warty, rind often bicolored as in Bicolor Pear. Bailey, 1937."
103. ↑  Missouri Botanical Garden, Cucurbita pepo[10] . Cucurbita pepo 'Benning's Green Tint'. Foto ampliada: http://www.missouribotanicalgarden.org/PlantFinder/FullImageDisplay.aspx?documentid=21342